# オートバイの種類

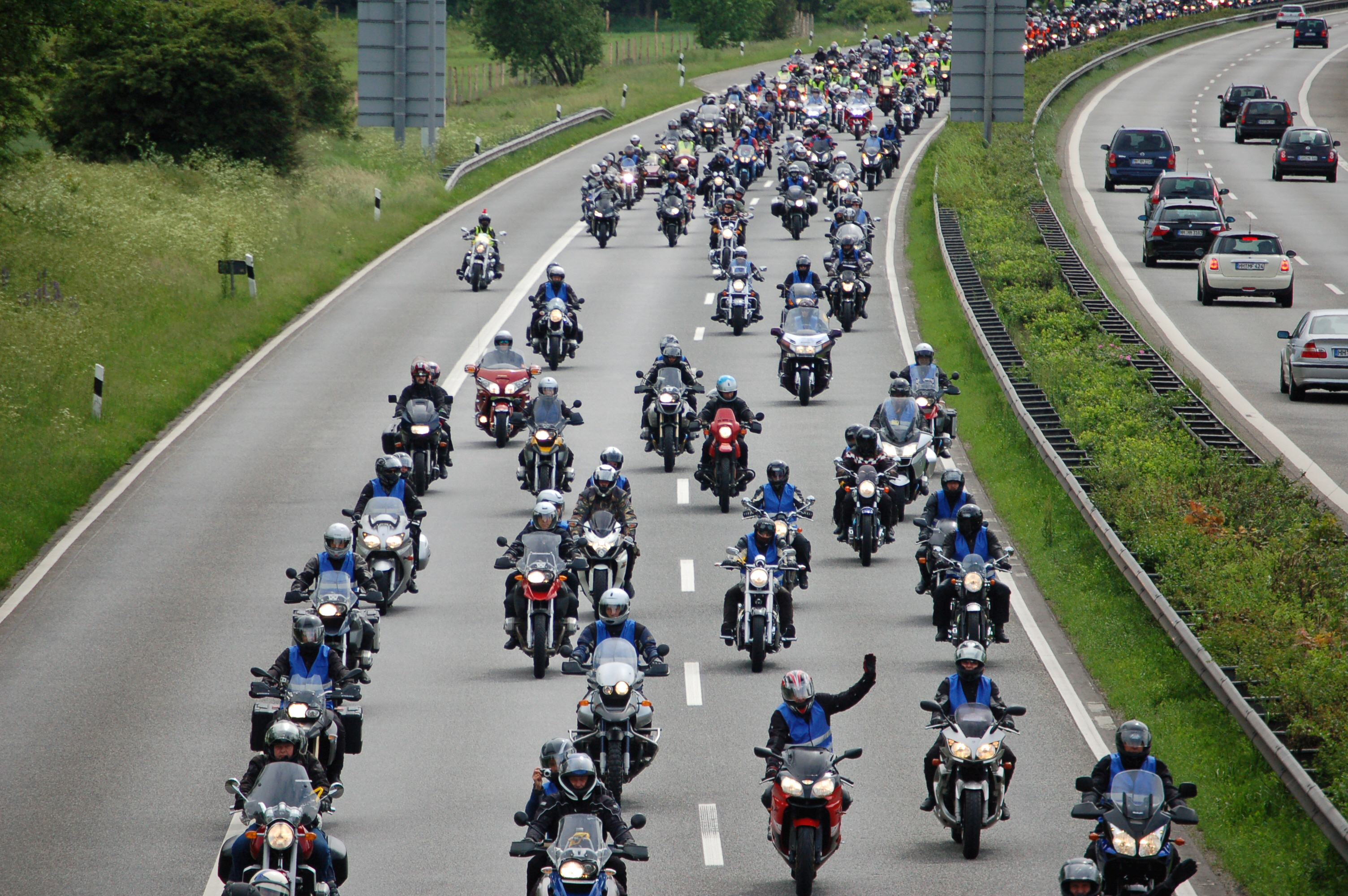
様々な種類のオートバイが一堂に会してのパレード。

オートバイの種類（オートバイのしゅるい）では原動機を搭載した二輪車（日本語では三輪、時に四輪や一輪のものを含む）であるオートバイの形状や用途による分類を解説する。

## 分類
オートバイは用途、設計、特徴などのさまざまな要素によって分類され、その種類は数多い。分類方法には法規に基づく排気量や変速型式を規準にする分類や、用途、構造、特性など、利用者の価値観に基づく分類などが挙げられ、それらを組み合わせた説明がなされている場合が多い。
たとえば、1980年代に出版された百科事典では、大別すれば、
1. スポーツ性を重視し、身体を使いつつ、走行すること自体を楽しむタイプ[1][注釈 1]
2. 通勤、通学などの移動手段として利用される比較的小型のタイプ[1]

になるとされ、1 のスポーツ性を重視したものをさらに細分化すると、
1. 舗装道路を快適に走るためのオンロードモデル
2. 路面状況を選ばず走るためのオフロードモデル

に大別できるとされている。さらにスポーツ性を重視したモデルの中でも、オンロード、オフロードともに一般公道での走行ができない、オートバイ競技専用の車両なども存在する。
こうした規準を踏まえたうえで、一般に流通しているオートバイを扱うカタログ雑誌ではネイキッド、スーパースポーツ、ツアラー、メガスポーツ、クルーザー、デュアルパーパス、スクーター、レーサー、ビジネスバイク、などといった分類のもとにオートバイの車種の解説が行われている。
排気量の大きさで区別して、排気量の大きなものを「大型バイク」、排気量の小さなものを「ミニバイク」と分類することもある。例えば駐輪場の管理者などが用いており、何cc以上を大型と見なすか、その線引きについては、さまざまな方法がある。駐輪場などでは実際上は125cc以上で線を引いている例は多いが、文言上は50cc以上としている例もある。自動車免許での運転が可能な原動機付自転車など、排気量の小さなものを「ミニバイク」と呼ぶことがある。
その車両を使用したレースなどが存在し、競技車両規則から一定の仕様が求められる場合などにおいては厳格な仕様、分類などが当てはめられる場合もあるが、こうした分類はメーカーによる販売戦略を受け、使い勝手の広さをアピールする意図で他の分類を意味する単語が与えられたり、オートバイ雑誌やユーザーなどによって異なる分類がなされ、さらなる細分化がなされることがある。したがって、以下に列記する分類名は必ずしも普遍的なものではない。

## オンロードモデル

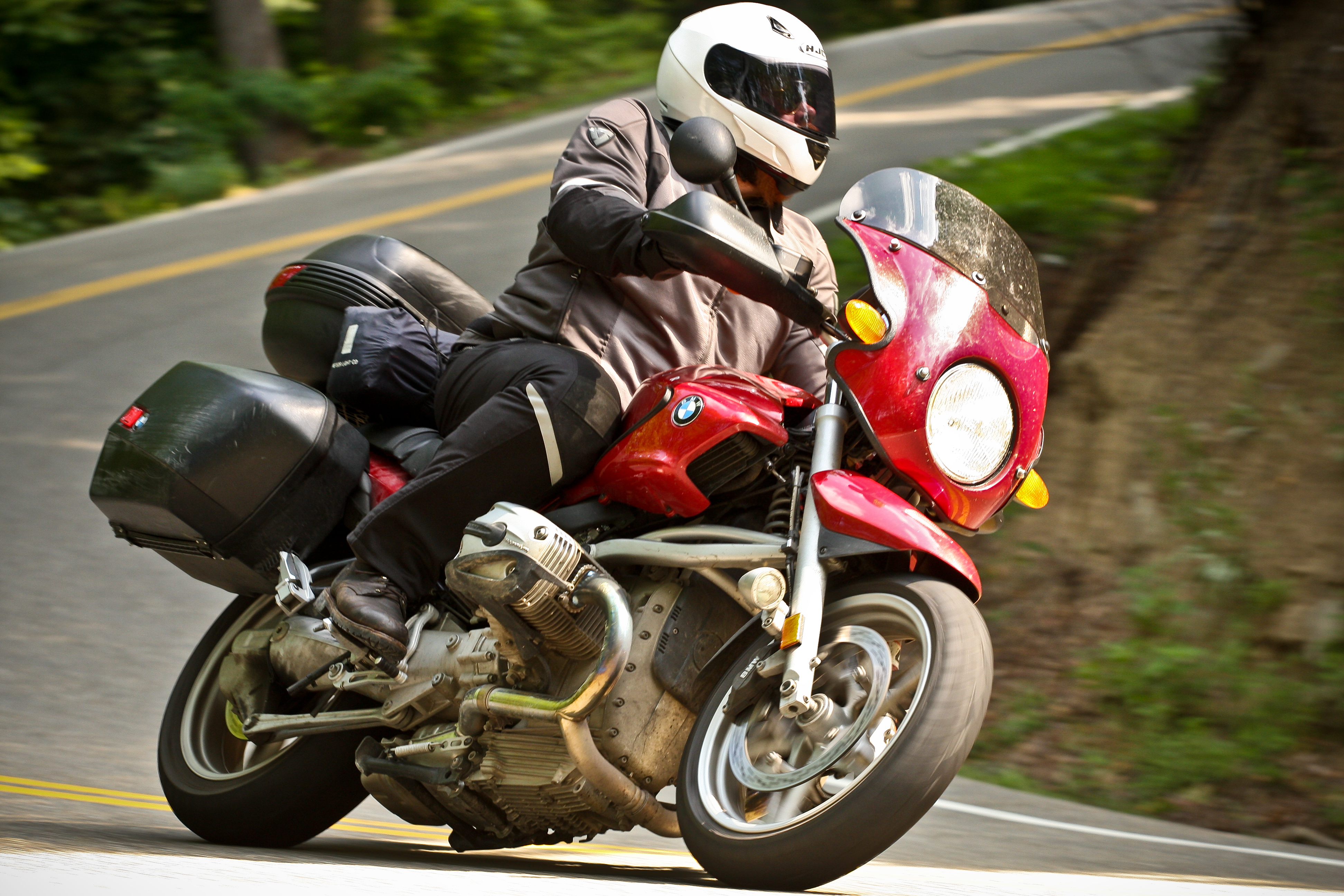
オンロード車でワインディングロードを駆けるのもオートバイの楽しみ方のひとつである。

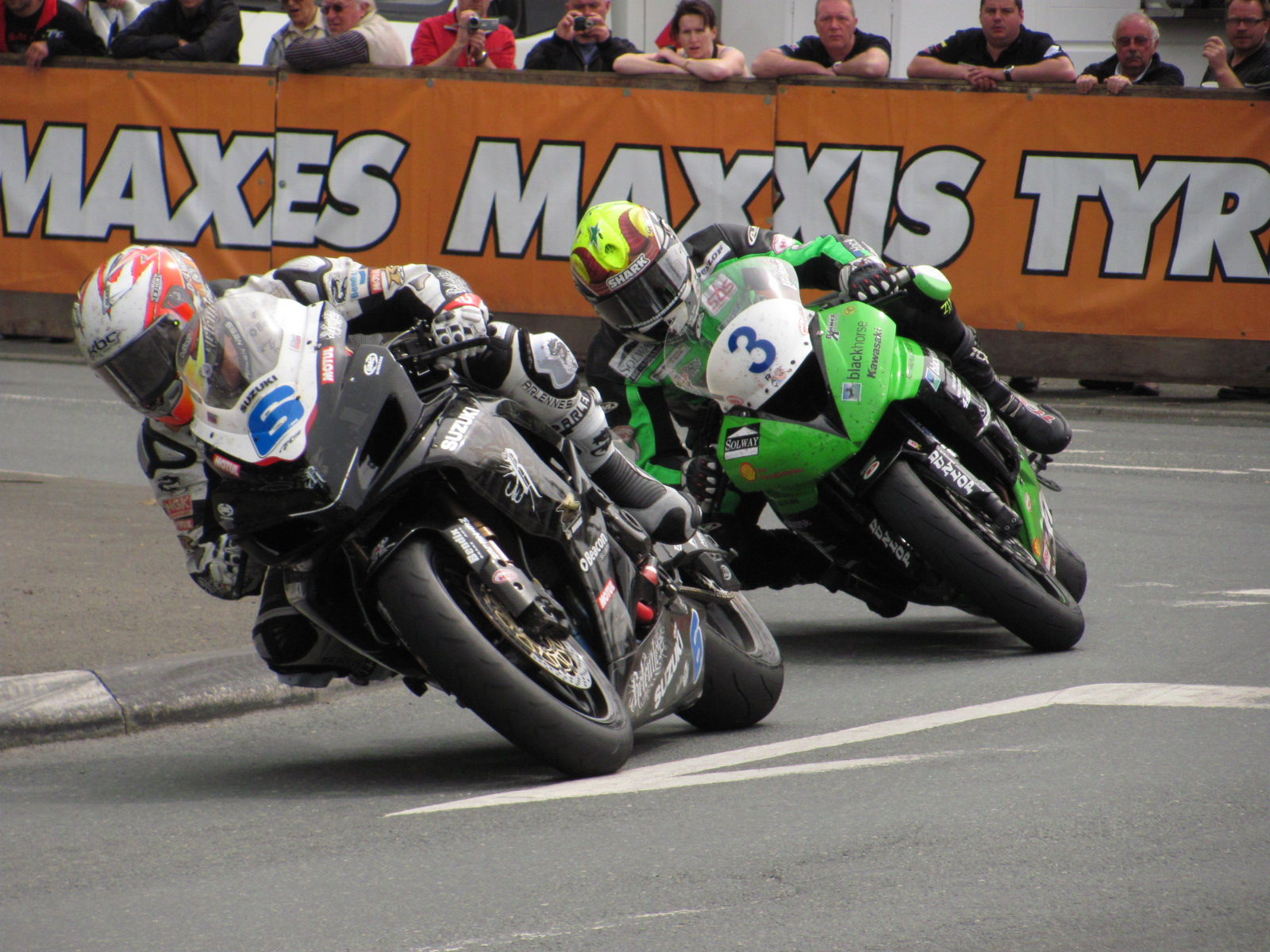
オンロードモデルを用いてサーキットでレースを行う、という楽しみ方もある。

オンロードモデルの画像
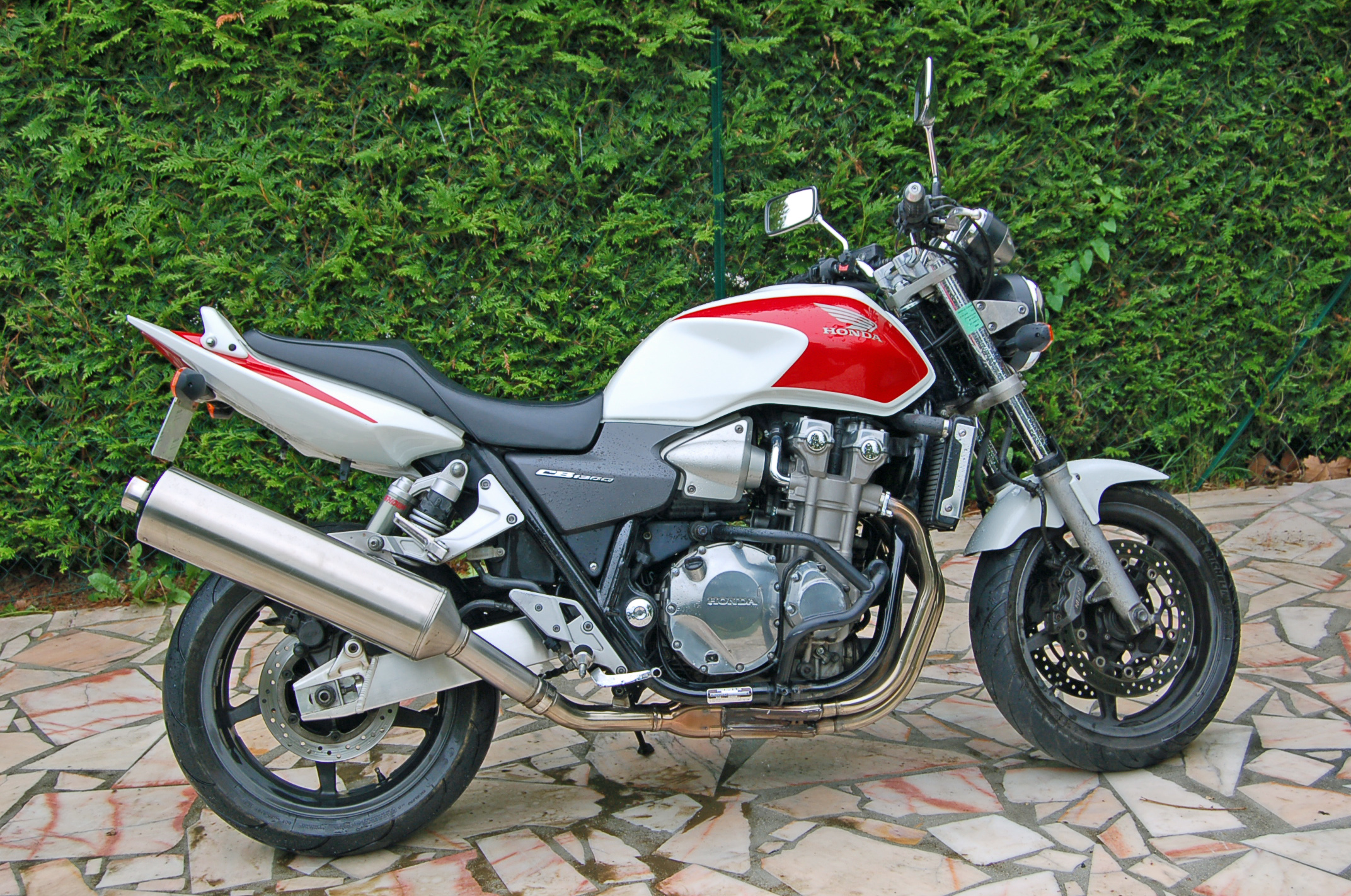
ネイキッドタイプ
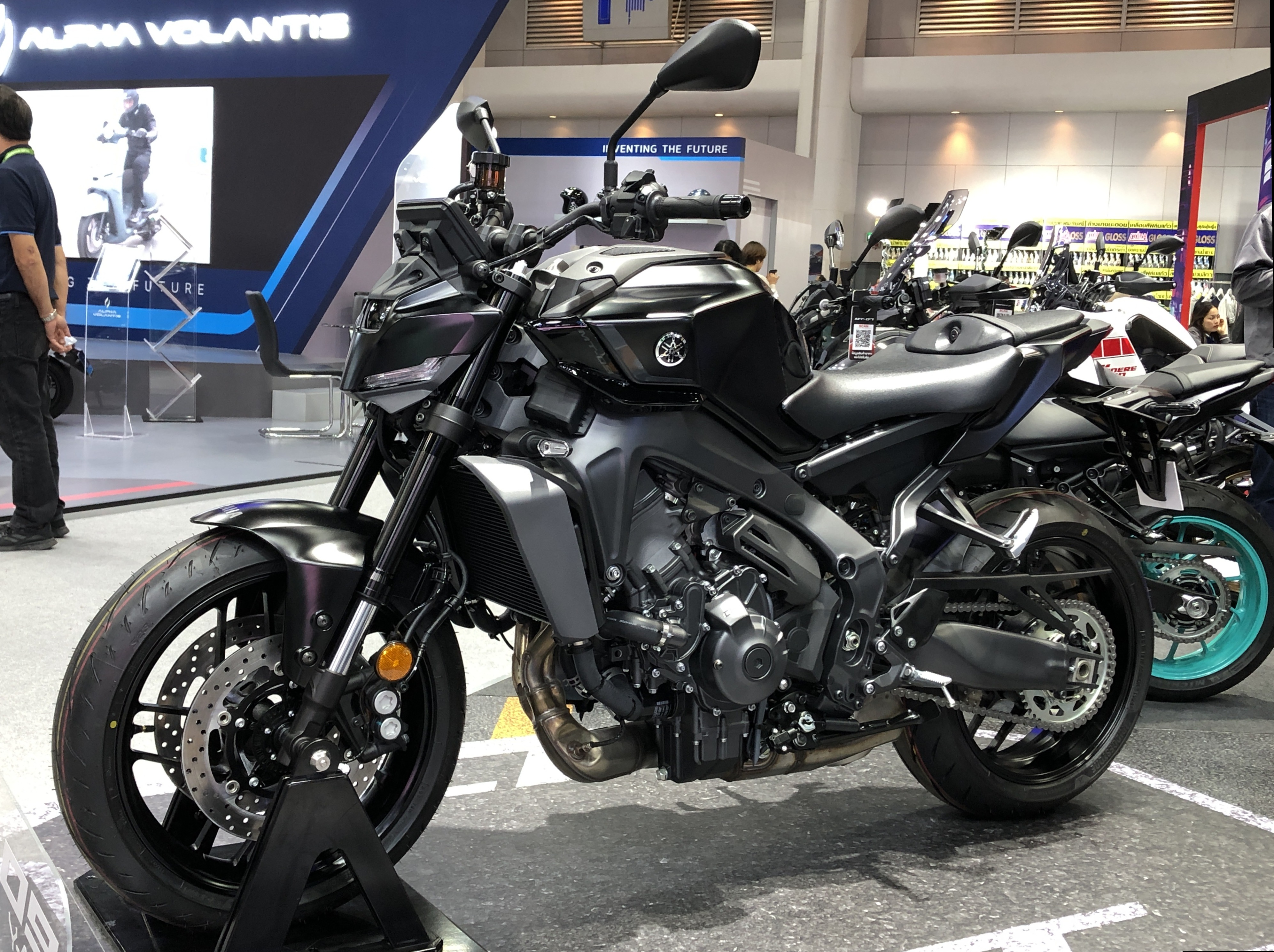
ストリートファイタータイプ
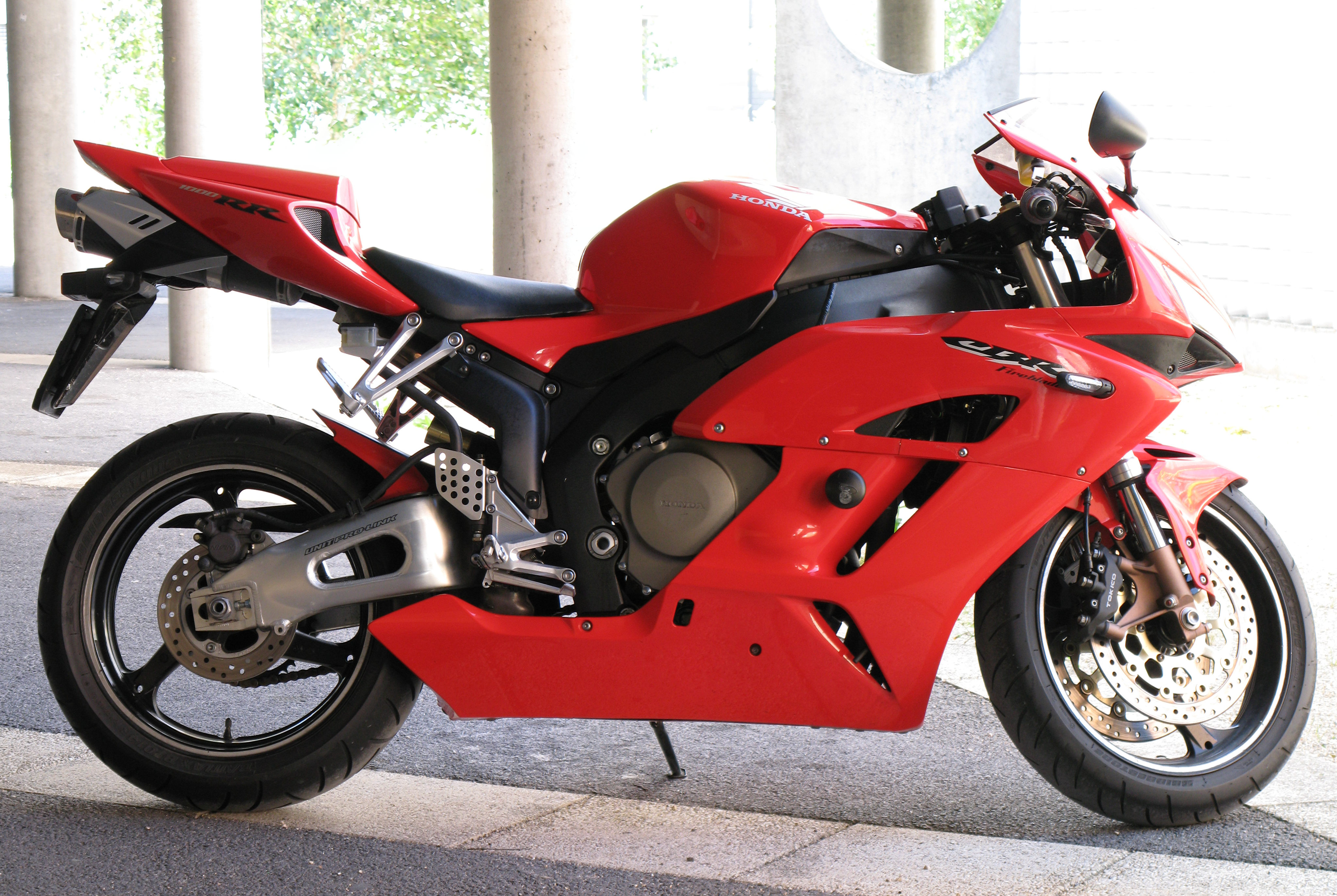
スーパースポーツタイプ
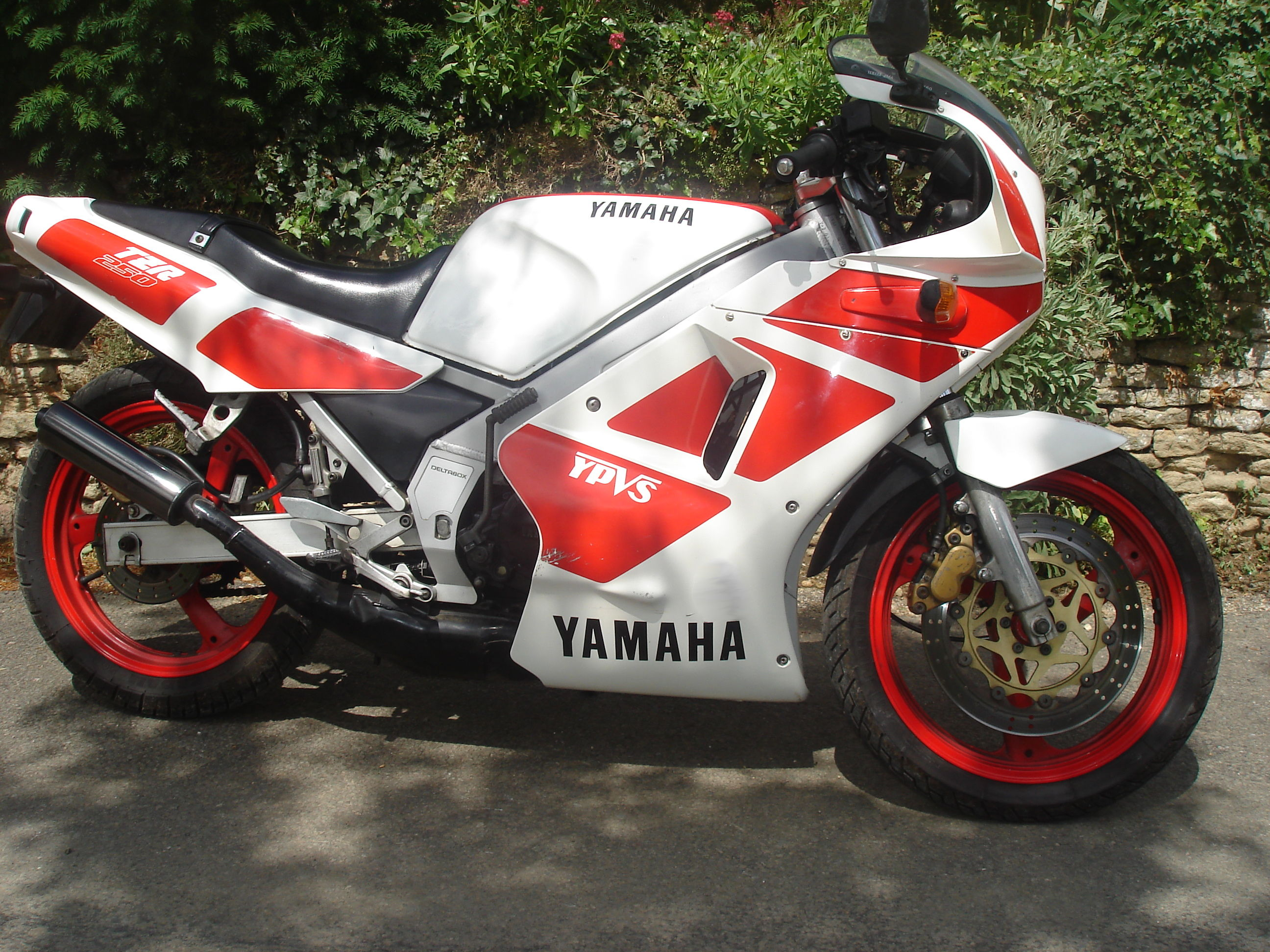
レーサーレプリカタイプ
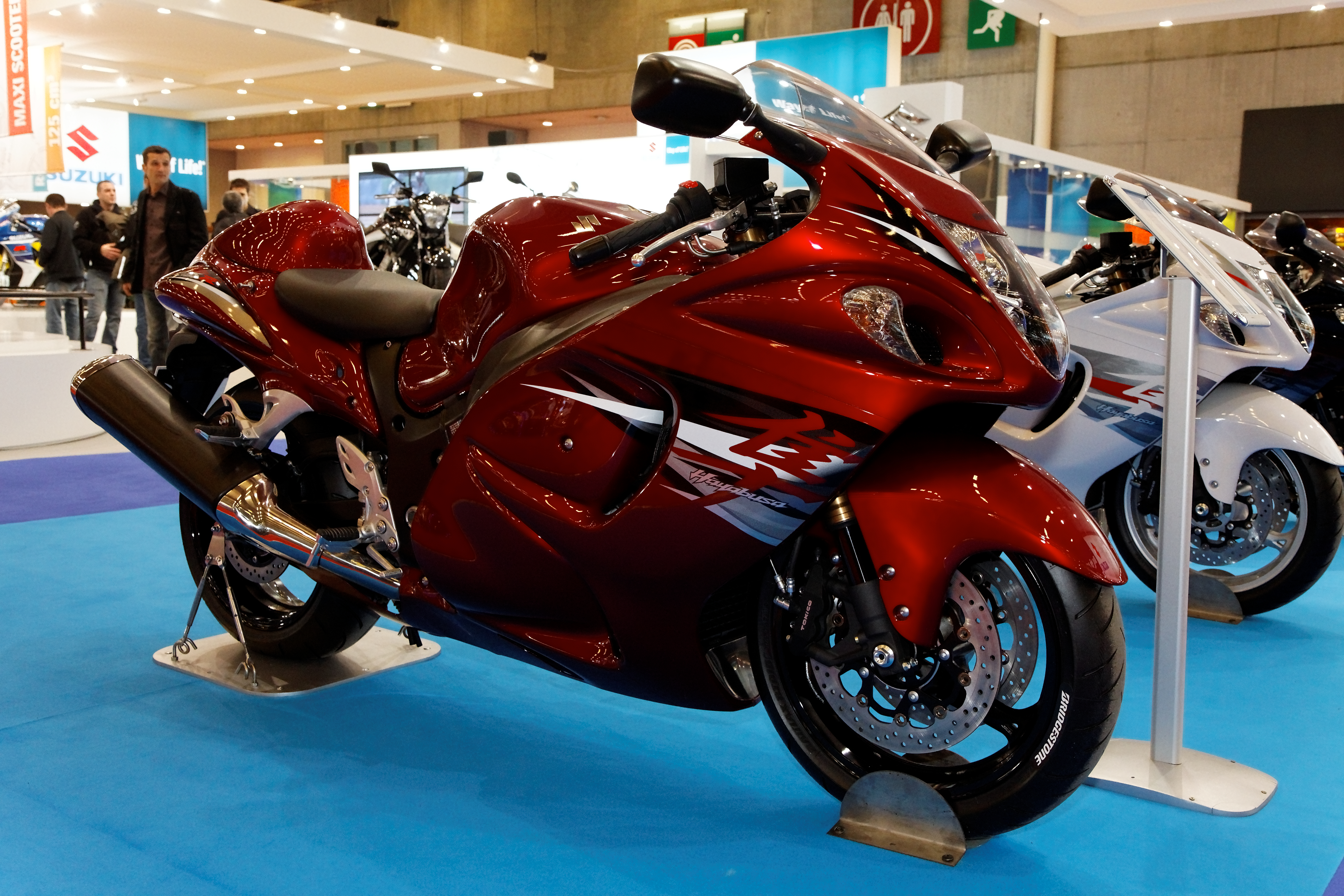
メガスポーツタイプ
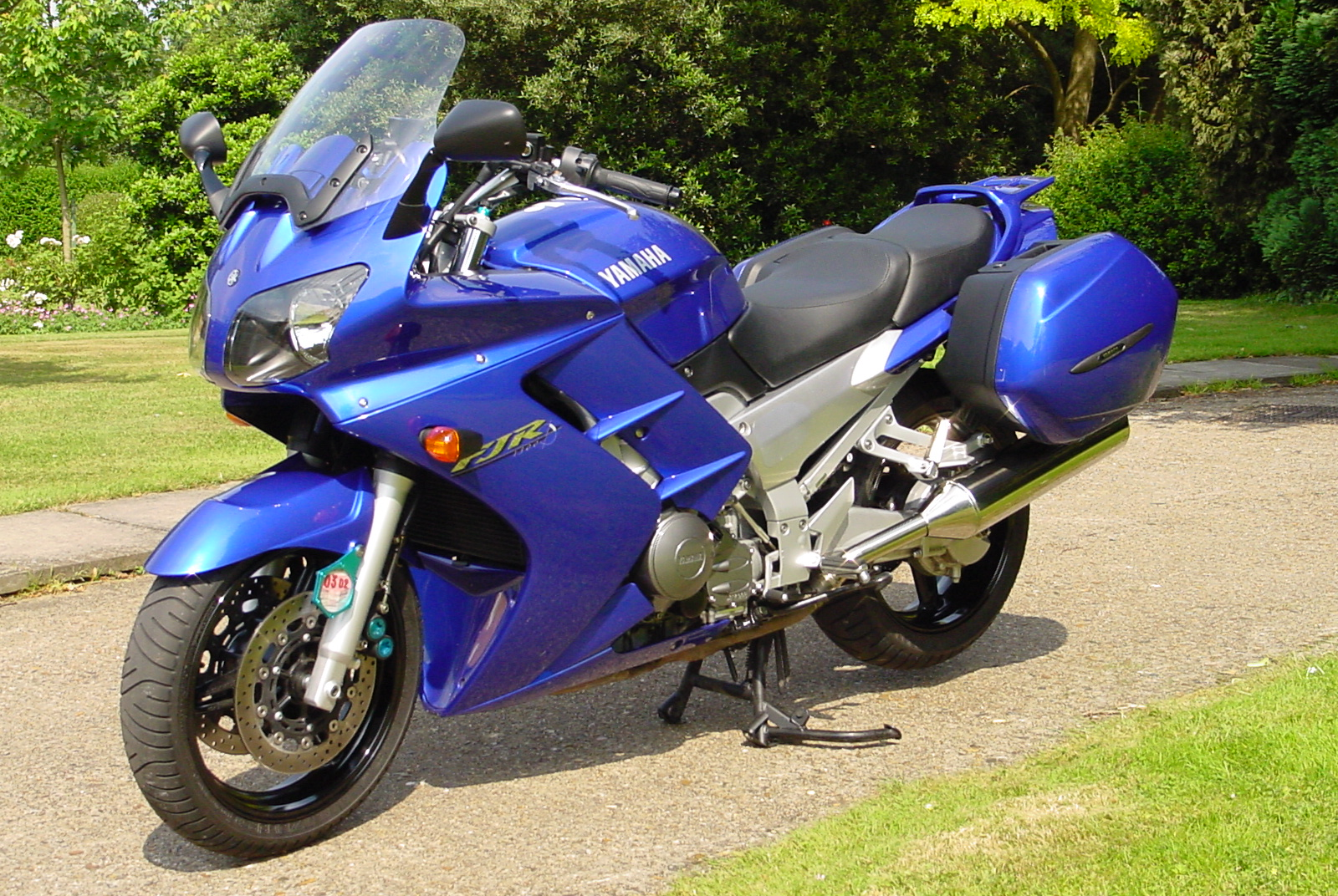
ツアラータイプ
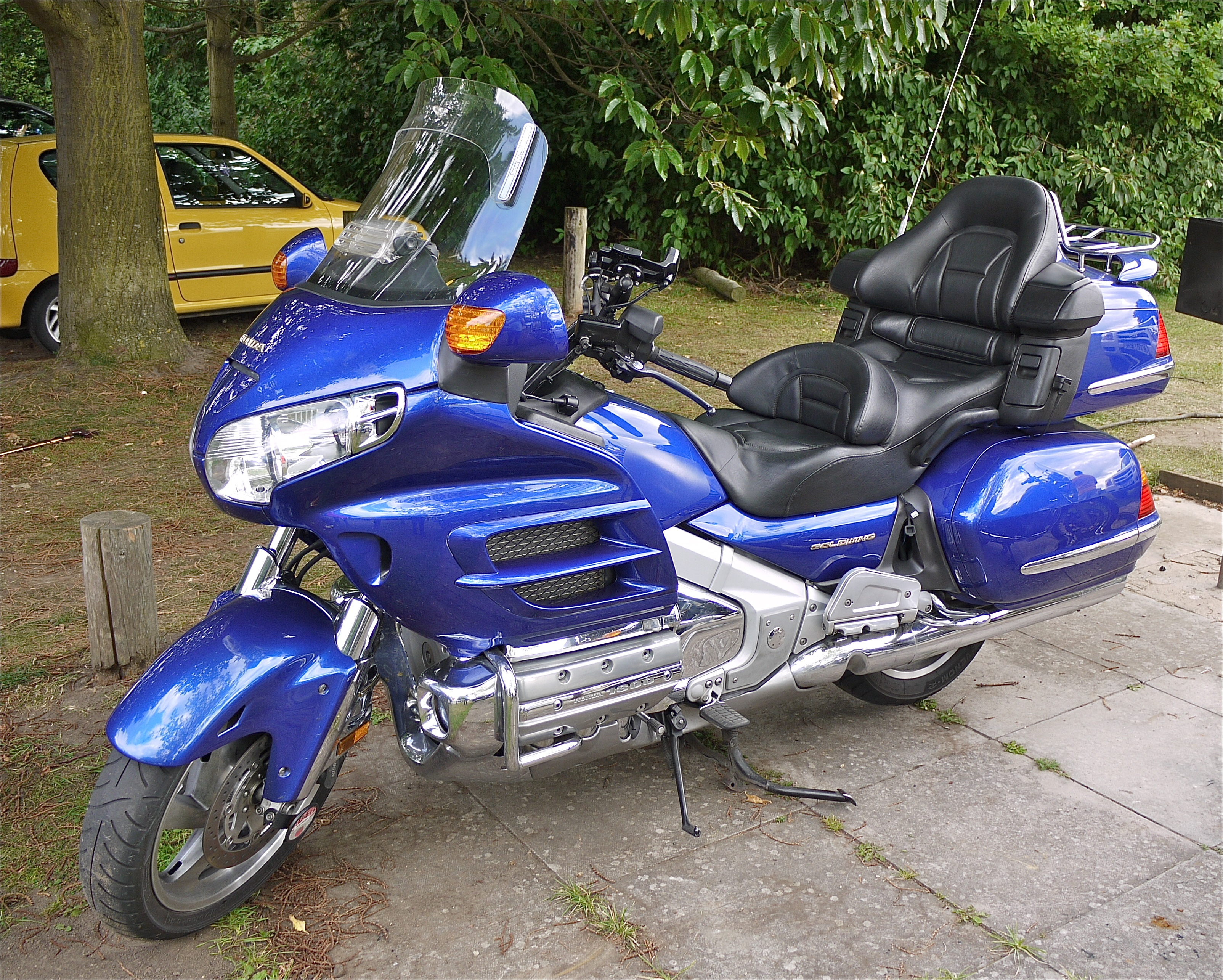
クルーザータイプ
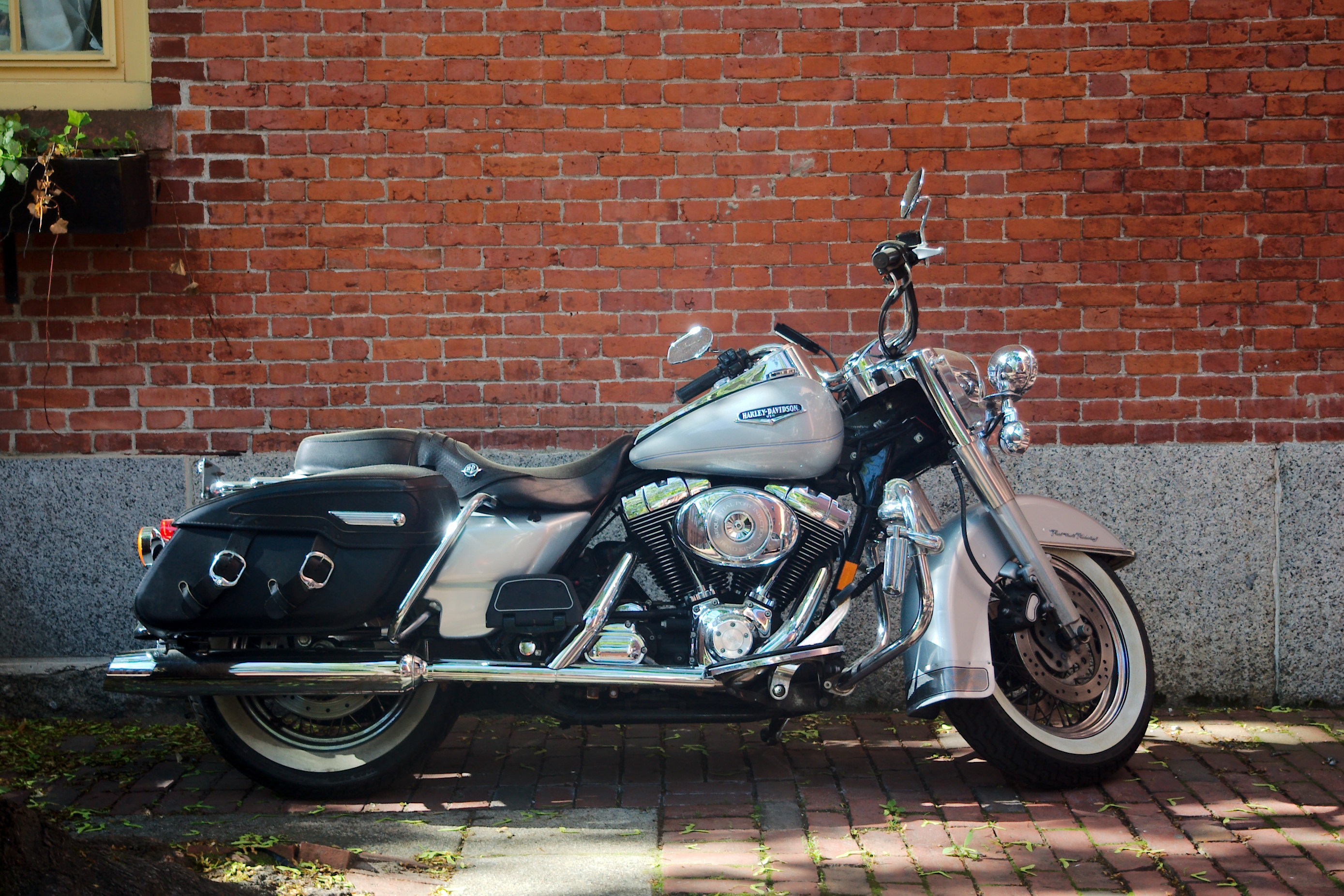
アメリカンタイプ
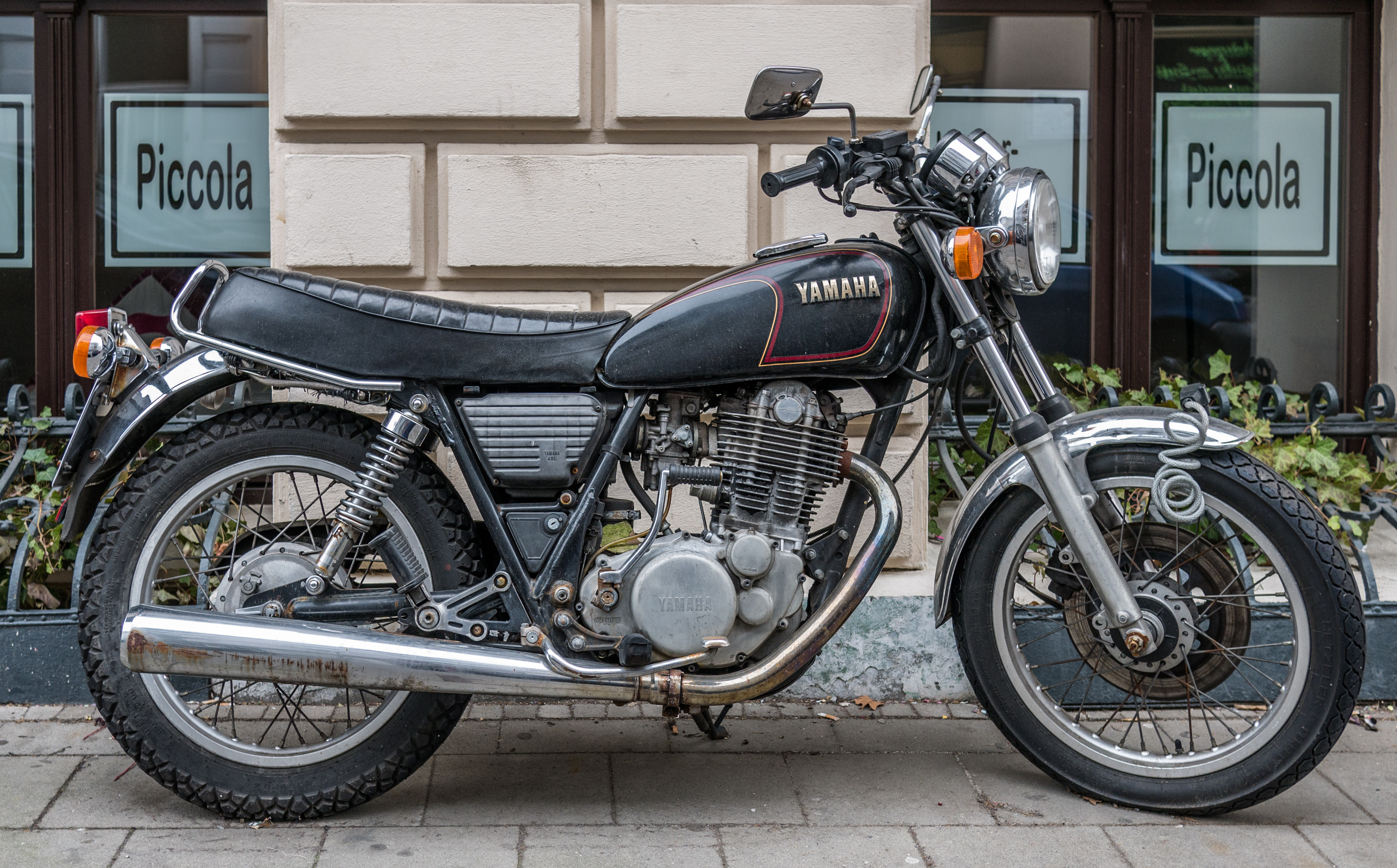
ストリートタイプ
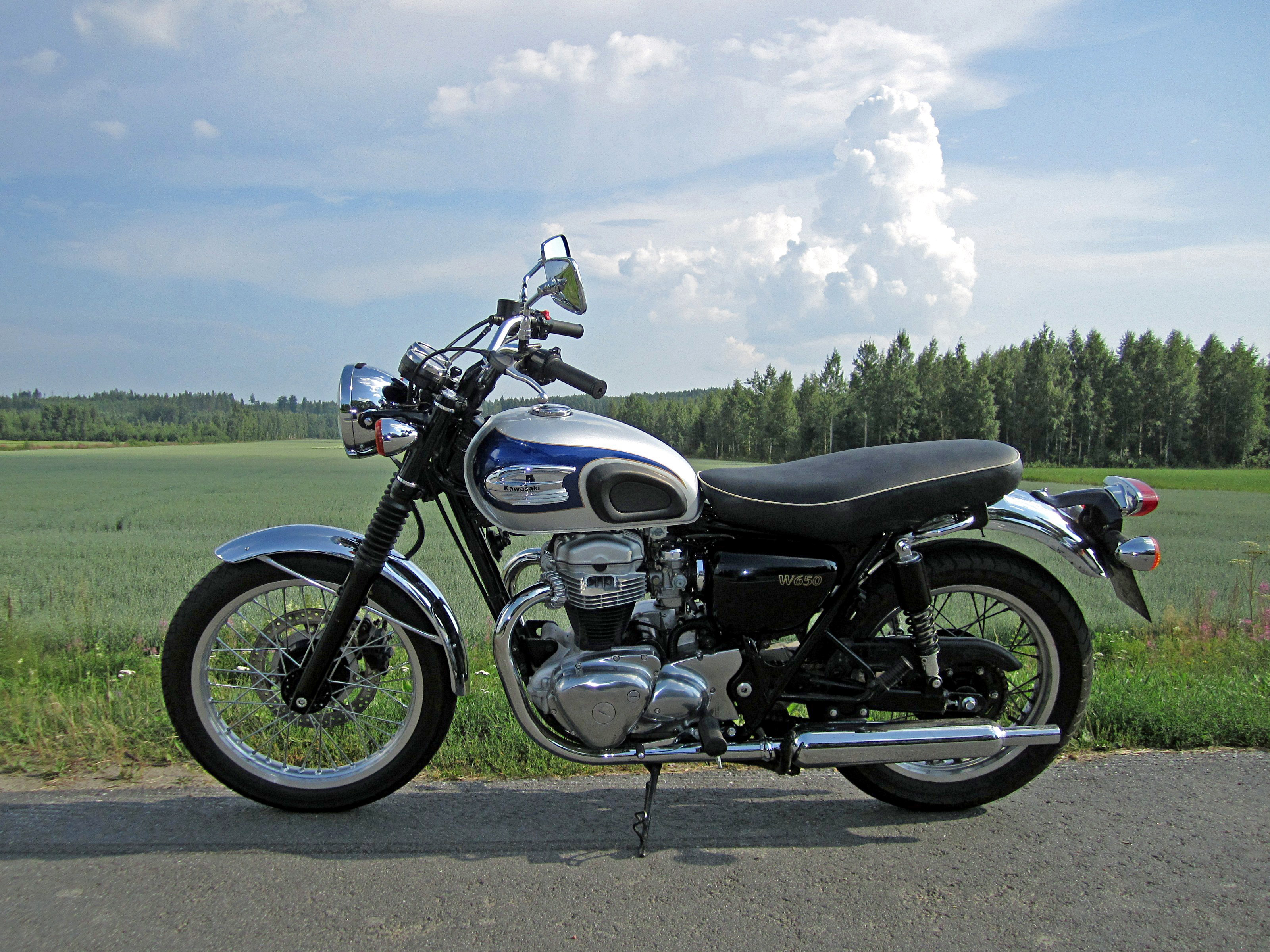
オールドルックタイプ
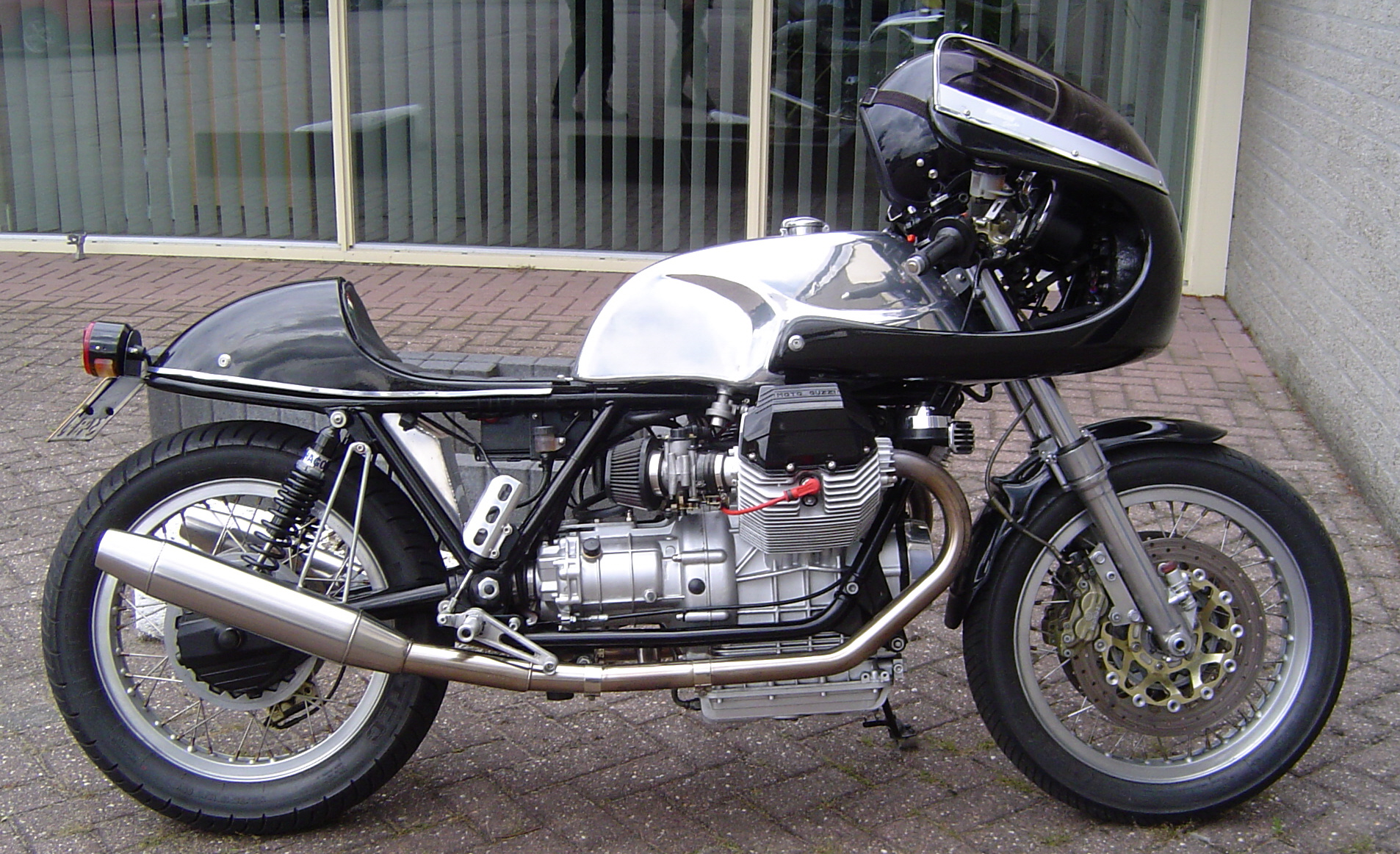
カフェレーサータイプ
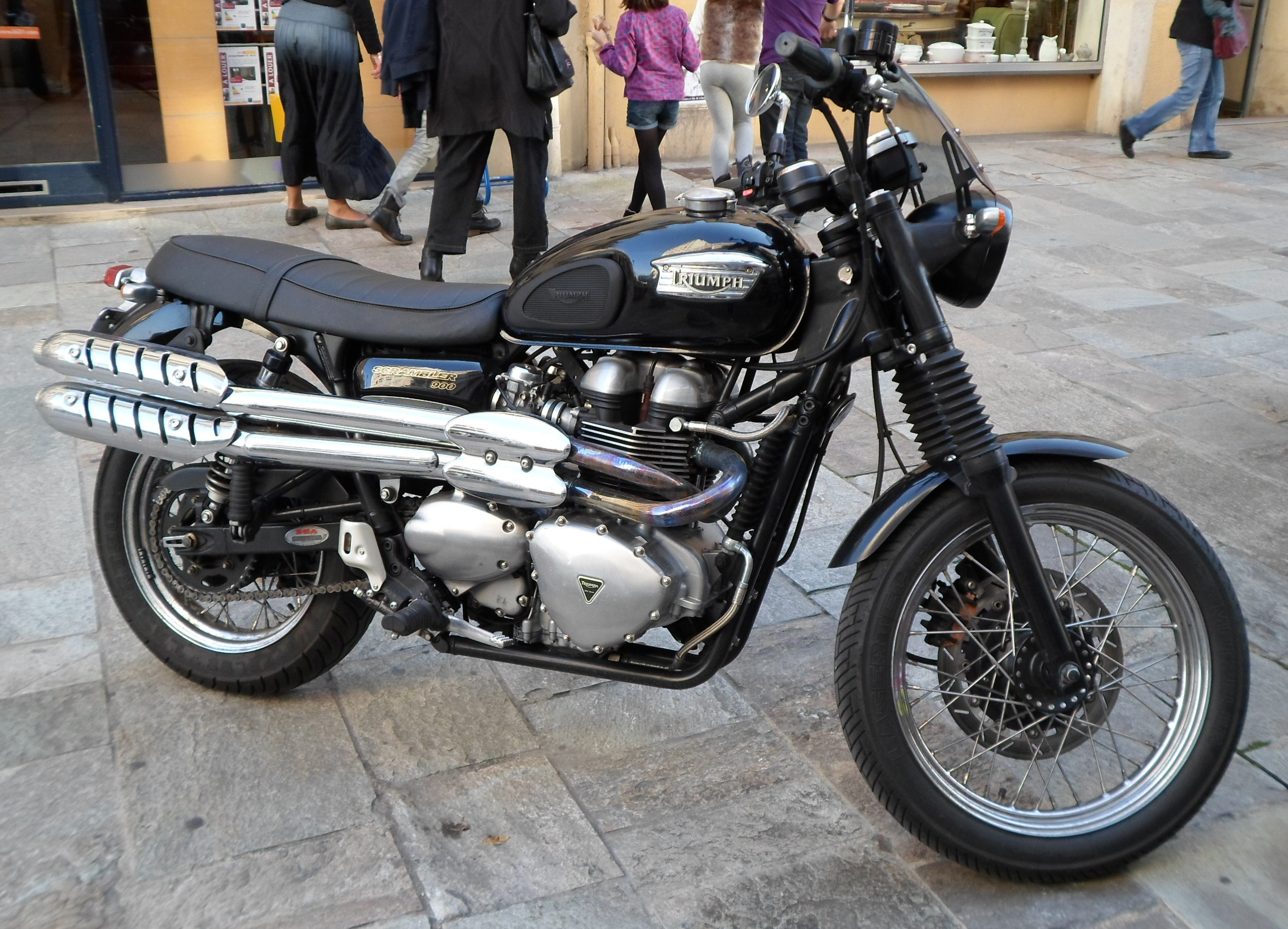
スクランブラータイプ
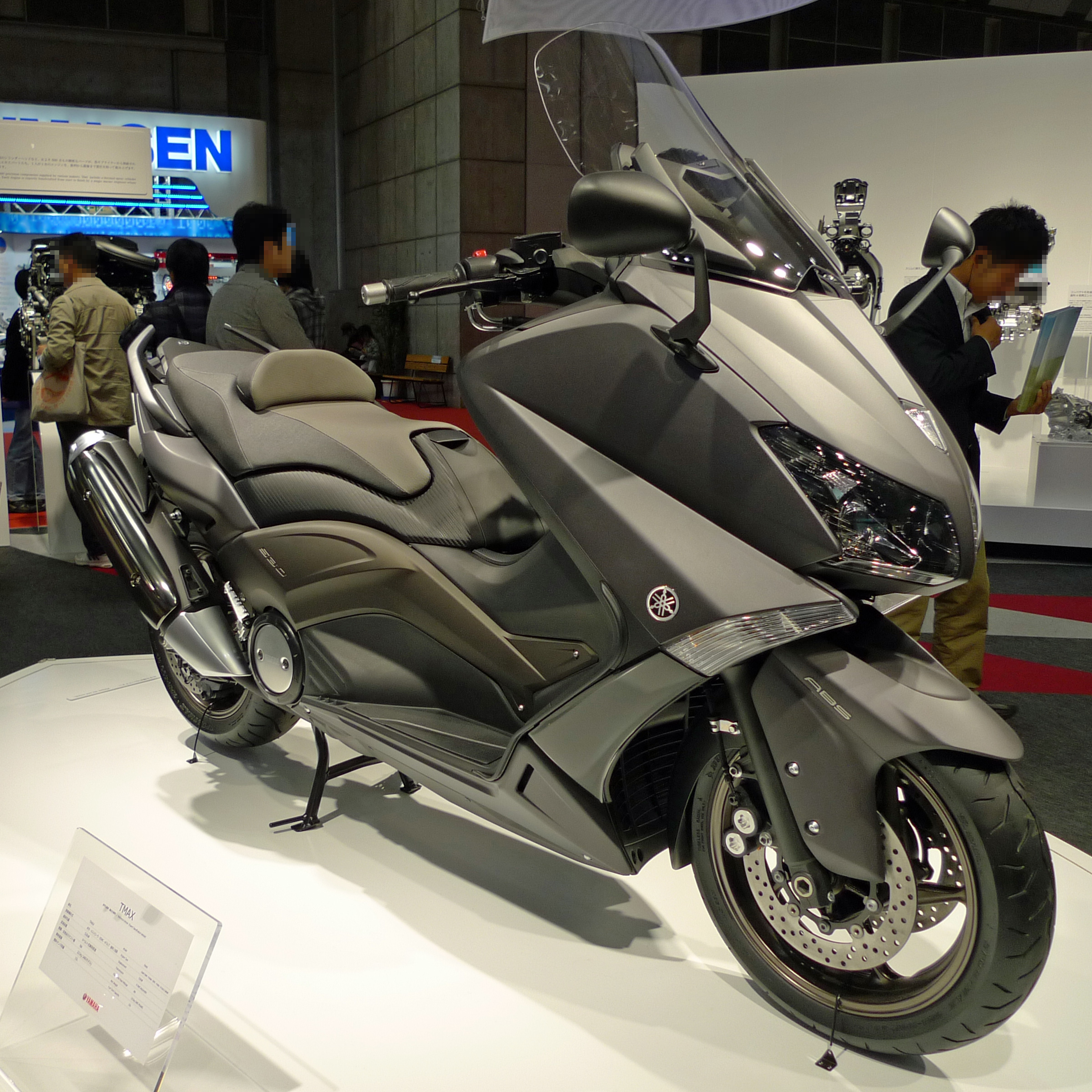
ビッグスクータータイプ

オートバイメーカーの総合カタログなどにも用いられる大分類で、ロードスポーツ、ロードバイクとも呼ばれる。舗装路を快適に走行できるように工夫されたタイプのオートバイを総称してこのように分類され、道路舗装の進んだ日本などの国では最も車種構成の幅広い分類である。
ネイキッド
日本以外ではスタンダード(英: standard)やロードスター(英: roadster)と呼ばれる、最も基本的な車体構成を持つ車種である。日本では1980年代にカウルを装備した車種が流行したのち、カウルの無い車種を区別して「ネイキッド」と呼ぶことが一般化した。それ以前は戦中戦後に日本で多く見られたアメリカンとは対照的に、ヨーロッパで広まっていたスタイルの車種として「ヨーロピアン」と呼ばれていた。

ストリートファイター
カウルを装備していないオートバイの分類で、ネイキッドを細分化した1ジャンルとして扱われる場合もある。乗車姿勢やエンジンの特性は乗りやすさよりも走行性能を重視している。

スーパースポーツ
サーキットなどでのスポーツ性の高い走行に比重をおいた車種である。乗車姿勢は前傾が強くスポーツ性が高いが、クッションが硬いシートなどにより、長距離走行では疲れやすい。日本ではかつてレーサーレプリカと呼ばれた。

メガスポーツ
外観はスーパースポーツに近いが、大排気量のエンジンと比較的大柄な車体を持ったものをこのように呼ぶ場合がある。

ツアラー
長距離のツーリングを快適に行うことを目的とした設計がなされた車種をこのように分類する。総じて、乗員に当たる走行風を軽減するための大きめのカウルや、長距離でも疲れにくい乗車姿勢の車体構成を持ち、直進安定性の高い車体特性などを備えている。高出力エンジンを搭載したハイスピードツアラーや、旋回性能などを高めたスポーツツアラーなどのように細分化される場合もある。

アメリカン
北米大陸の郊外に多く見られる直線道路を長く移動する利用環境のなかで、アメリカ合衆国を中心に発達したタイプを日本ではこのように呼び、オートバイメーカーの分類にも用いられる。英語圏ではクルーザー(英: cruiser)と呼ばれる。ドラッグレースをイメージさせるものはドラッグとも呼ばれる。

ストリートバイク
取り回しが楽で、市街地走行に十分なエンジン性能をもつ車種をストリートバイクと呼ぶ場合がある。空冷単気筒エンジンやシングルクレードルフレームといったシンプルな車体構成により改造の自由度が高く、スカチューンやローダウンといったカスタムのベースとされる。
オールドルック
スポークホイールや空冷エンジンなど、旧車が持つ外観的特徴を持つものをこのように分類する。本当の旧車は設計や製造そのものが古いのに対し、オールドルックは昔の（オールド）オートバイを模した外観（ルック）の意匠を持つだけで、部品は新しい設計のものが搭載されている。
カフェレーサー
イギリスのロッカーズが1970年代に始めたとされる改造スタイル。カフェを起点とする短時間の公道レースに使うため、市販車を当時のグランプリロードレース車両を模したスタイルにチューンしている。
後にメーカーからカフェレーサー風のデザインを採用したモデルや交換用の純正パーツが販売されているが、乗車姿勢を調整し乗りやすく仕上げたモデルが多い。

スクランブラー
スクランブルレースで用いられたオンロードバイクの車体にオフロードタイヤを履かせたオフロードバイクの原型となったタイプ。
ビッグスクーター
排気量の大きなスクーターをビッグスクーターと呼び分ける場合がある。

- オンロードモデルの画像
- ネイキッドタイプ
- ストリートファイタータイプ

オフロードモデルの画像
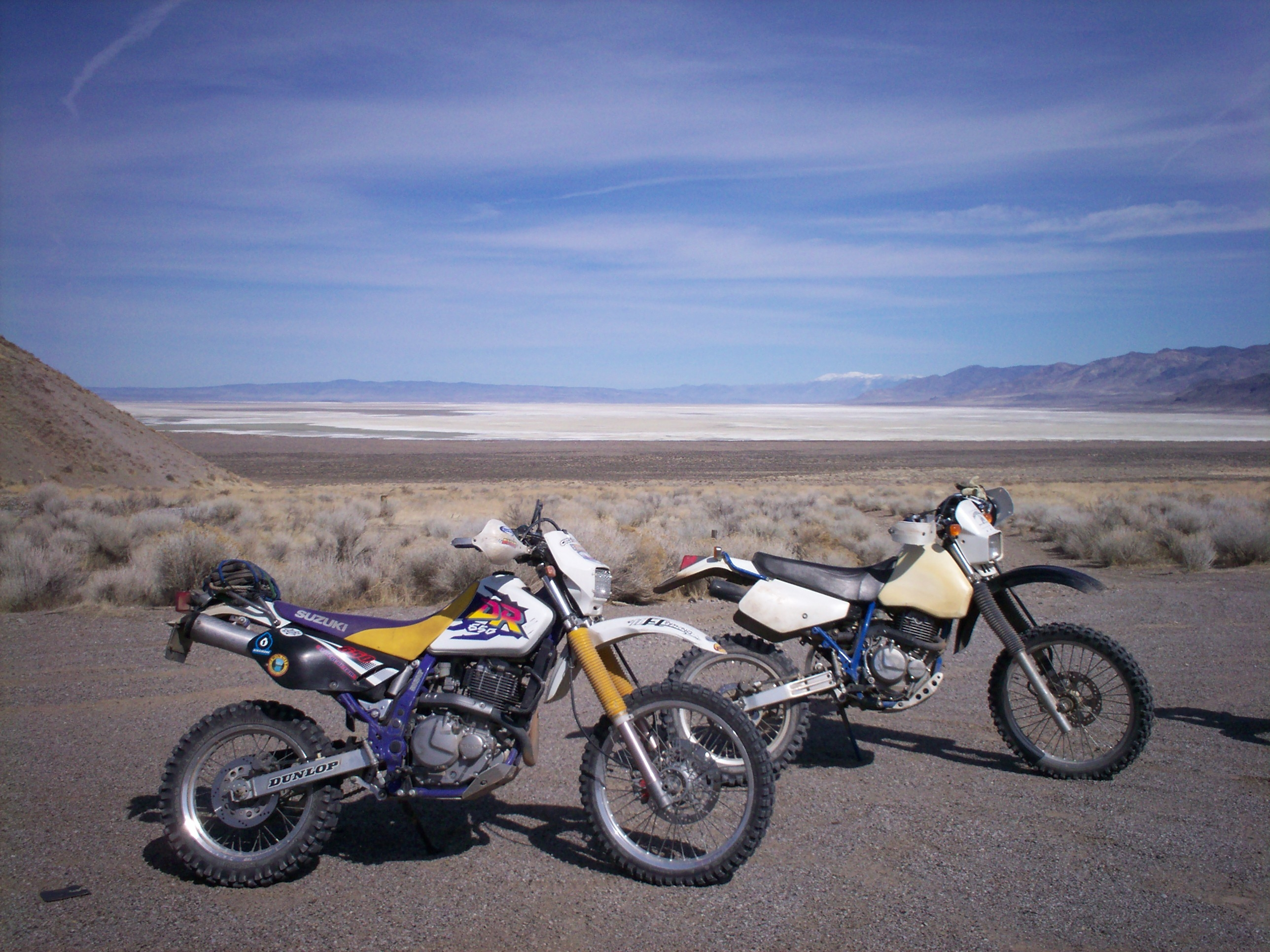
スーパースポーツタイプ
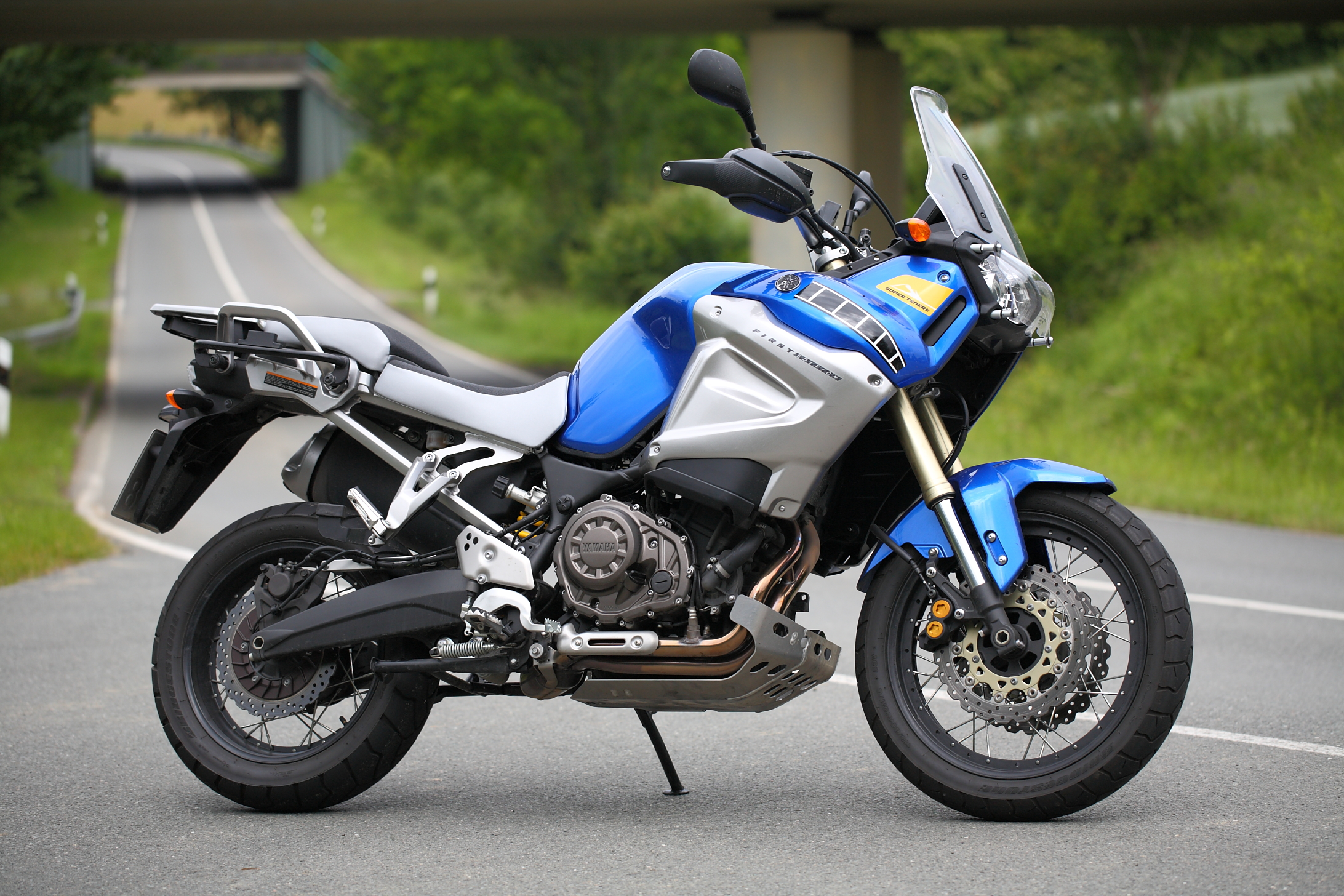
デュアルパーパスタイプ

- レーサーレプリカタイプ
- メガスポーツタイプ
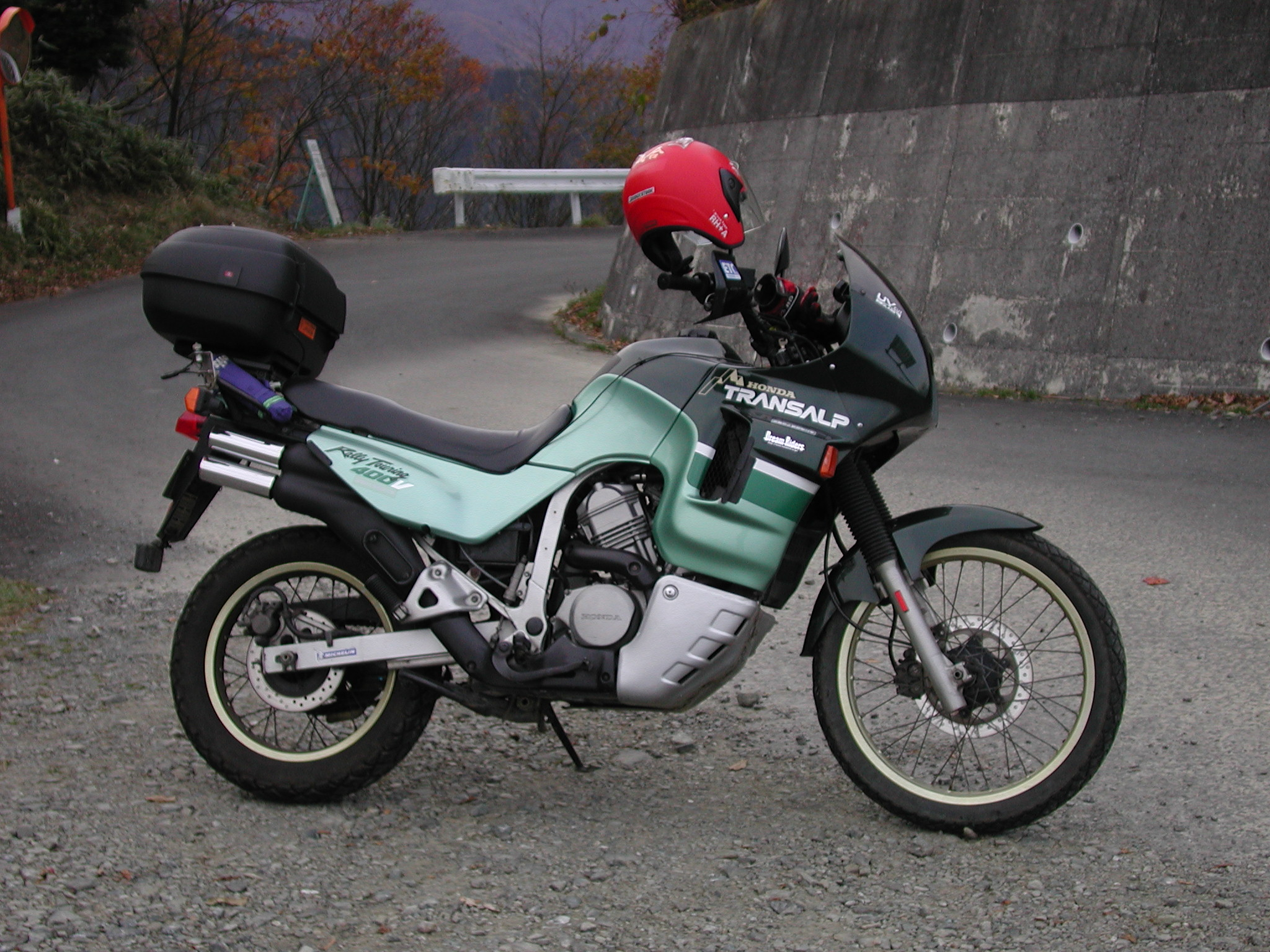
ツアラータイプ
- クルーザータイプ
- アメリカンタイプ
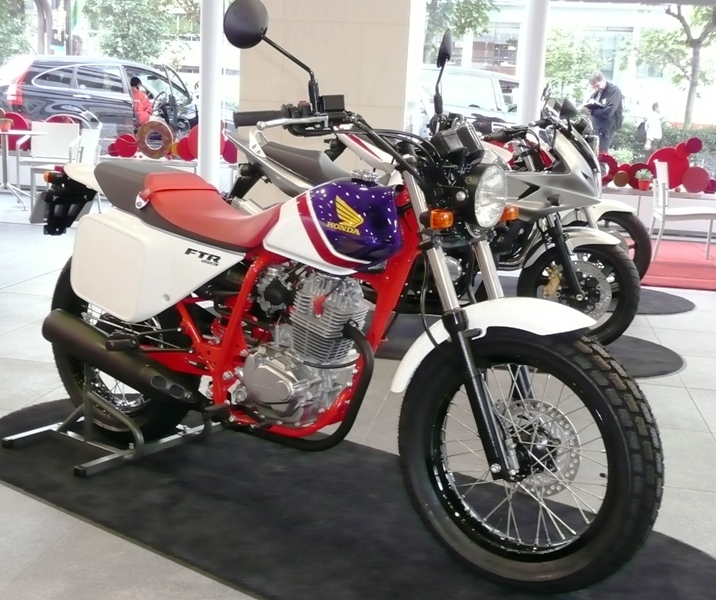
ストリートタイプ
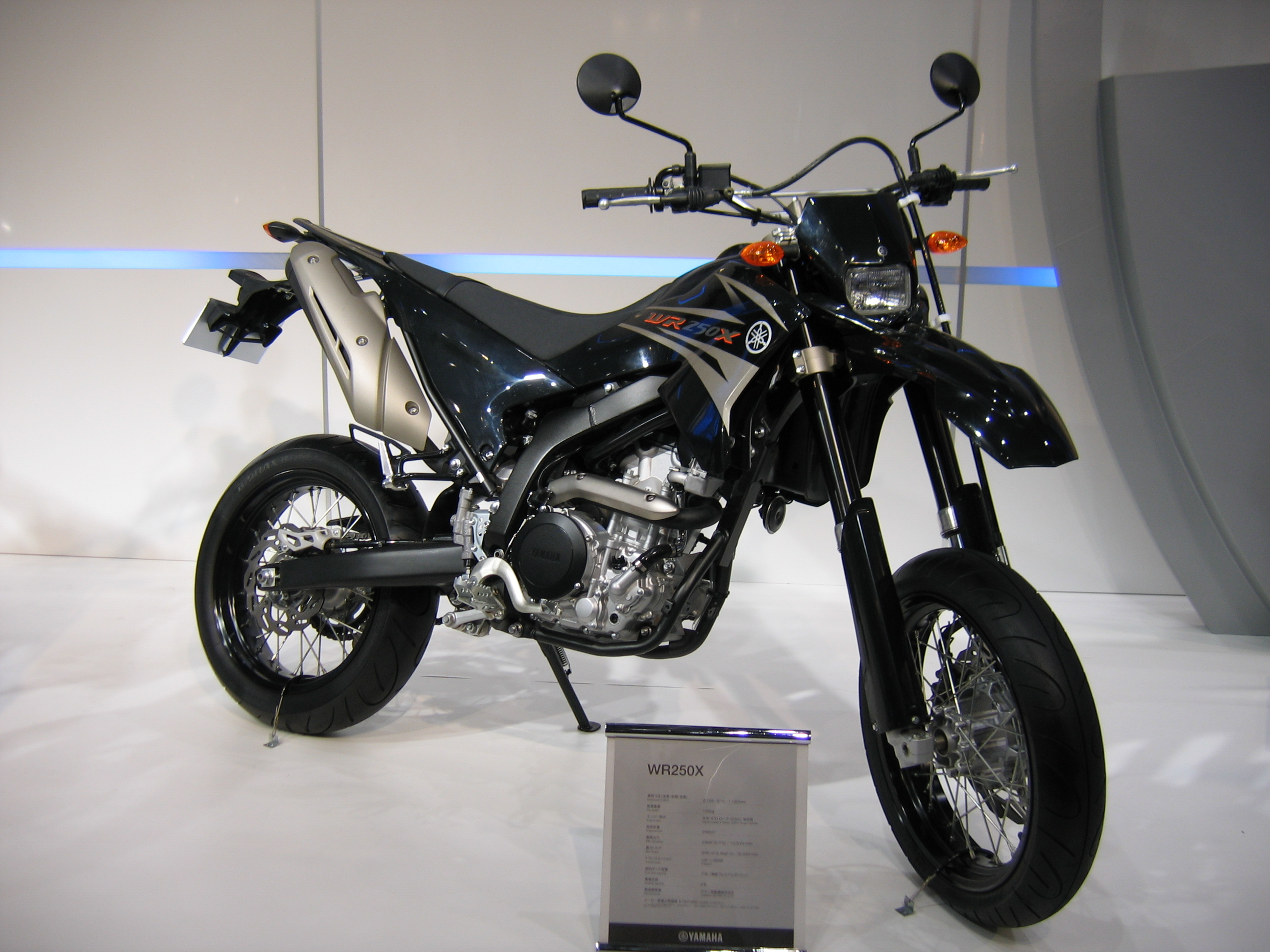
オールドルックタイプ
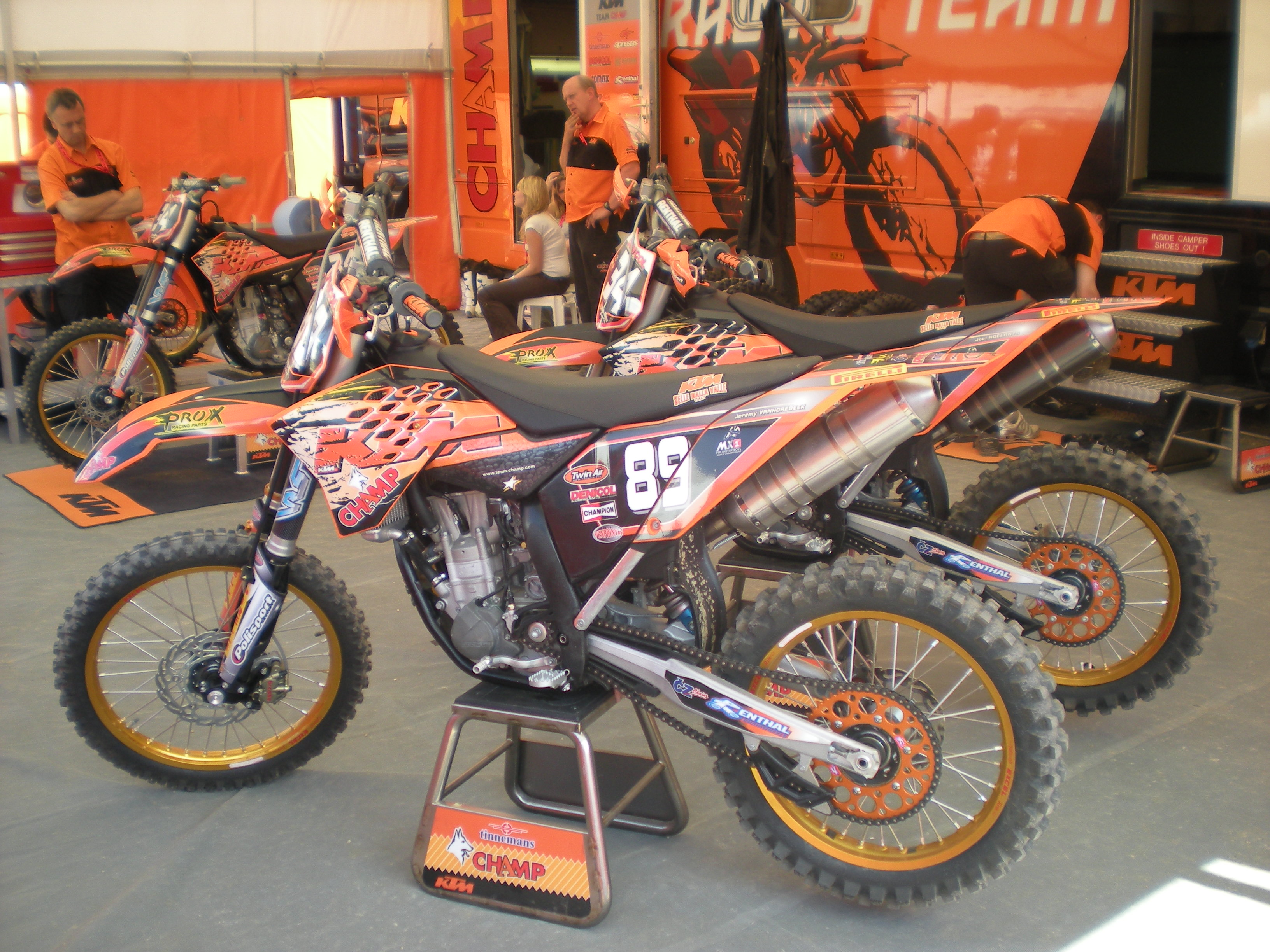
カフェレーサータイプ
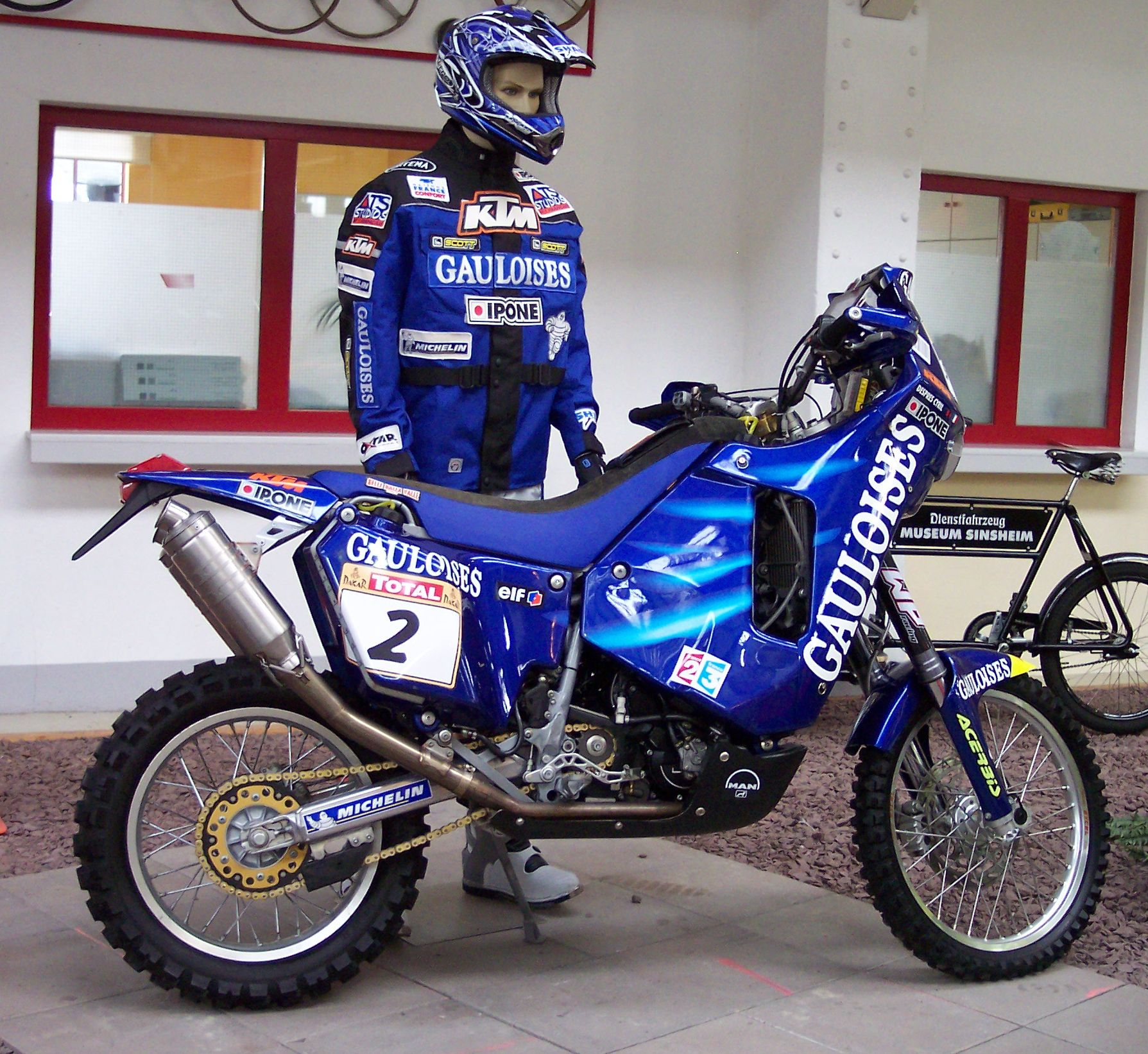
スクランブラータイプ
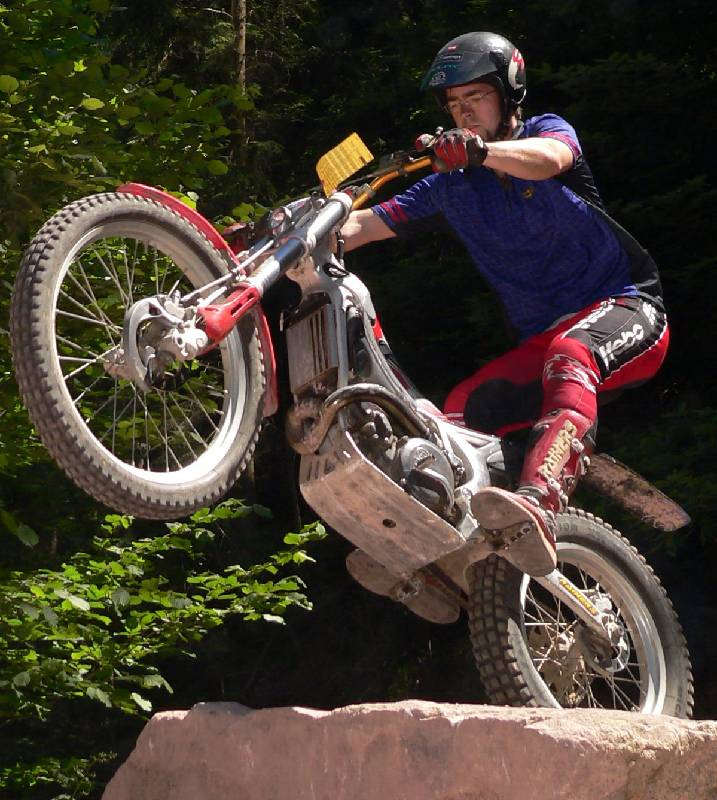
ビッグスクータータイプ
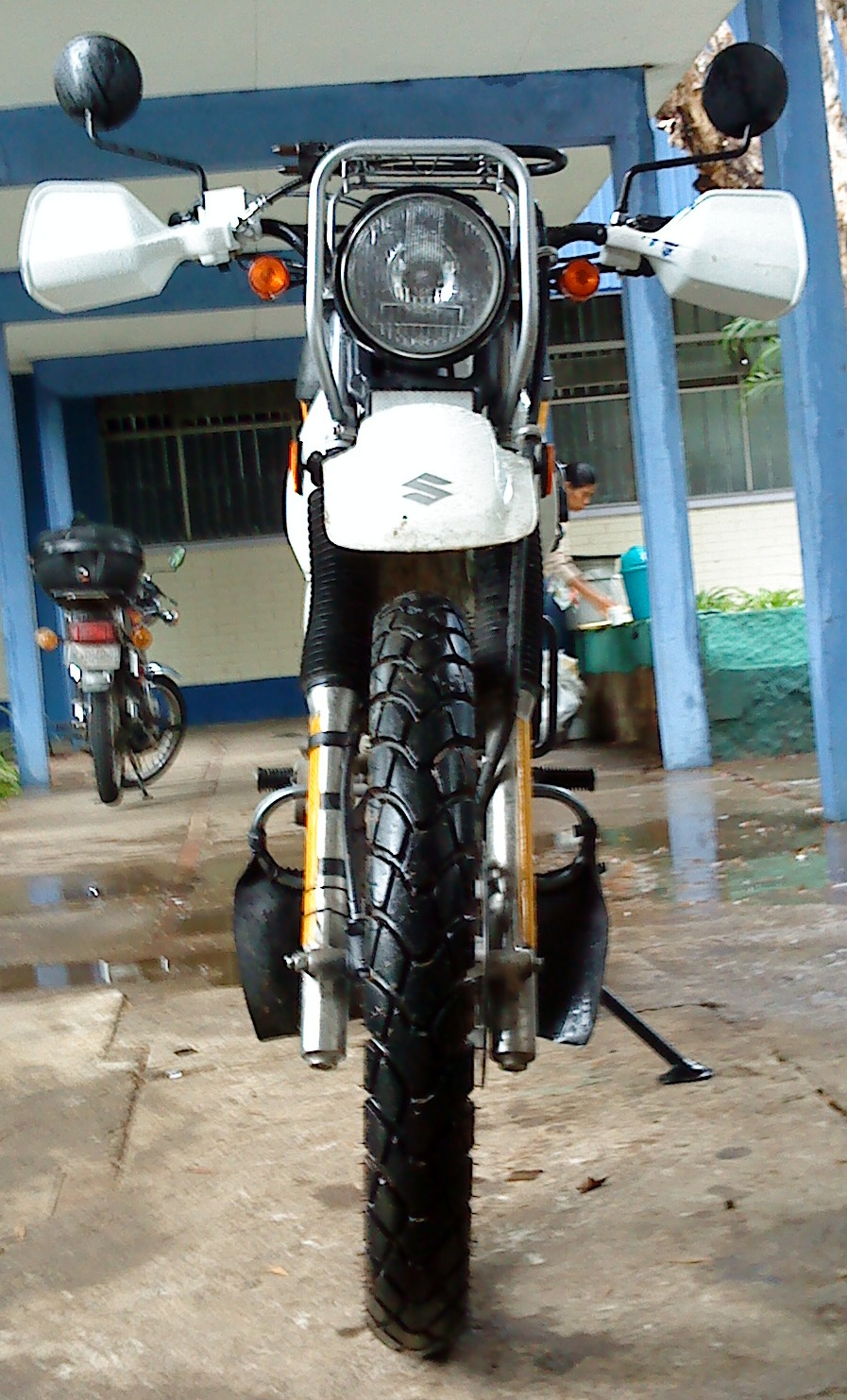
アグリカルチャータイプ

## オフロードモデル

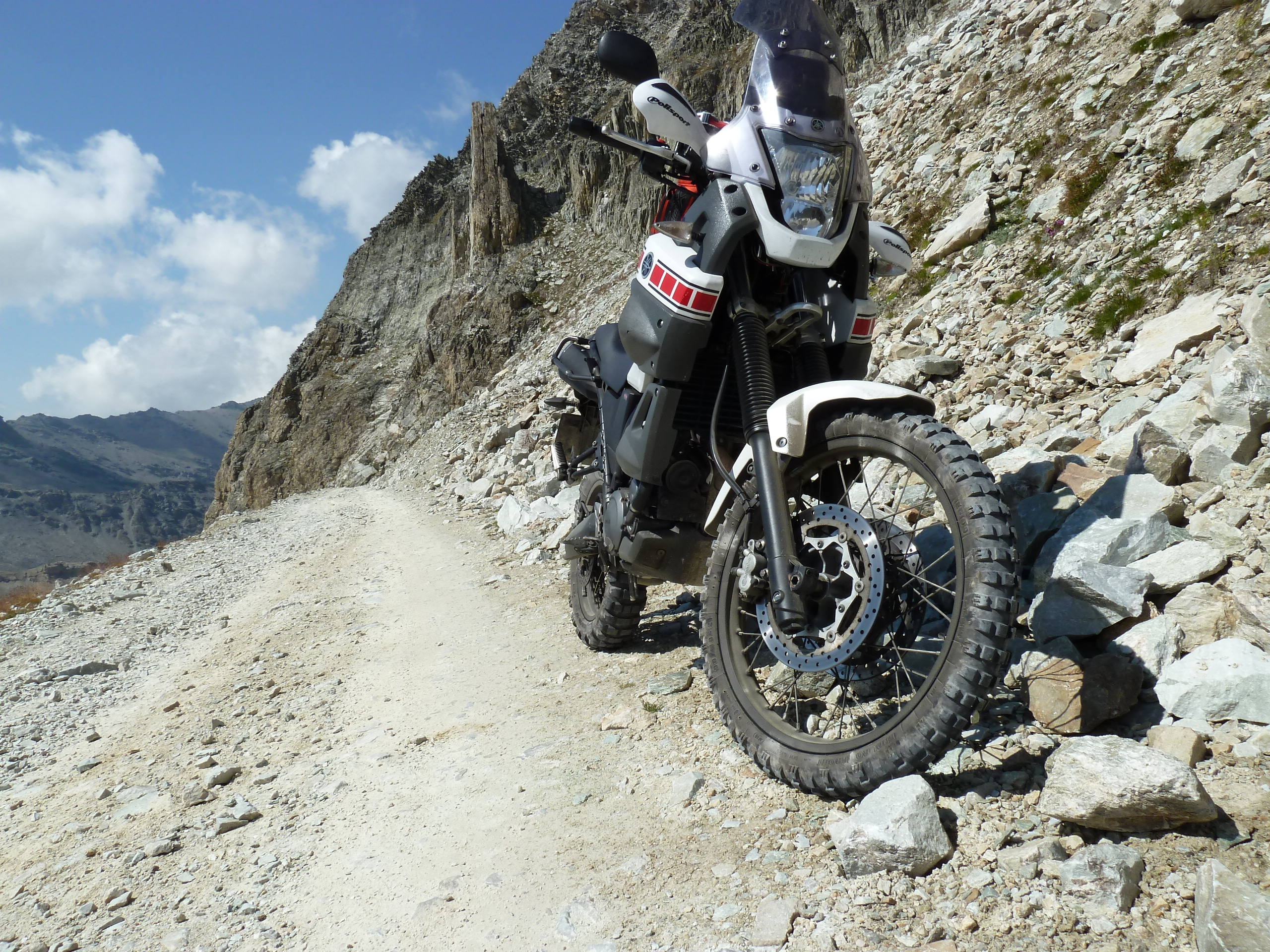
オートバイでは、舗装路を離れて大自然の中へと乗り出してゆく、という楽しみ方もある。オフロード車の特徴は未舗装路も走ることができることであり、一般にストロークの長いサスペンションなどを備え、オンロード車では走行不可能なこうした道でも走ることができる。

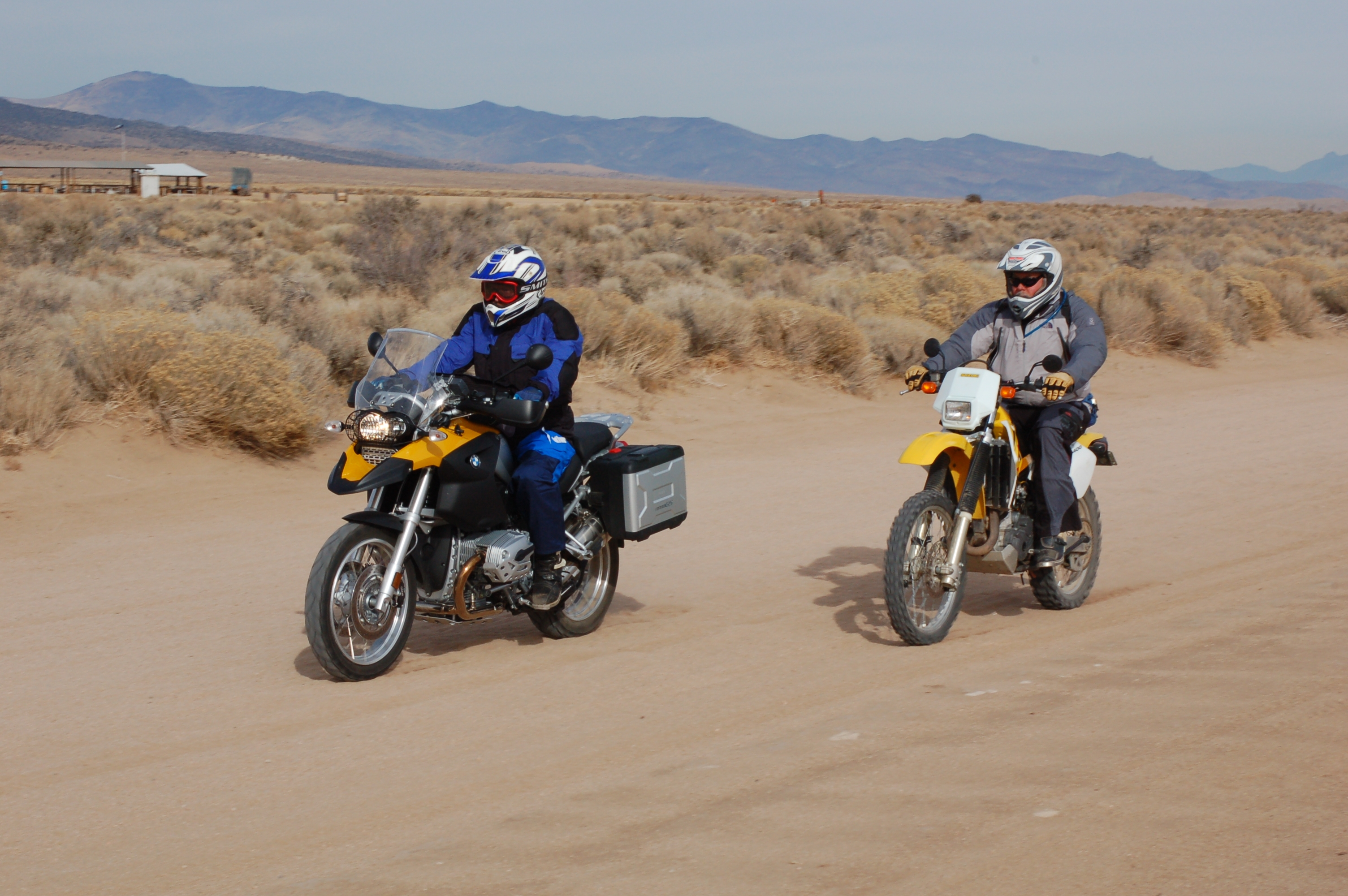
デュアルパーパスは未舗装路・舗装路のどちらも快適に走行でき、写真のような未舗装路のロング・ツーリングにも向いている。デュアルパーパス車やアドベンチャー車で大陸横断や複数の大陸走破を行う人もいる。

舗装道路以外でも走ることを前提に設計されたものを「オフロードタイプ」や「オフロード車」などと呼ぶ。中排気量のものを「ミドルオフロード」または「ミドルオフ」、大排気量のものを「ビッグオフロード」または「ビッグオフ」とも呼ぶ。総じて大径のスポークホイールや長いストロークを持つサスペンション、軽量で細身の車体を持っているのが特徴である。軽量化のためにバッテリーやセルモーターを廃したものもある。かつては「スクランブラー」と呼ばれていた。
デュアルパーパス
オフロードタイプのうち、公道を走れるように法定保安部品類を備えたものをメーカーの大分類ではこのように呼ぶ。メーカーによってはトレイルと呼ぶ場合もある。

アドベンチャー
デュアルパーパスのなかでも大排気量のエンジンとハーフカウルを搭載したものを、近年ではアドベンチャーと呼ぶ例が多い。アルプスローダー（和製英語）やマルチパーパスと呼ばれる場合もある。アフリカやオーストラリアに見られる広大で平坦な砂漠地帯でのラリーレイド競技（ダカール・ラリーなど）で従来から使用されている車両のイメージを踏襲しながら、一般ユーザー向けに舗装路や市街地でも快適で使いやすい設計とした製品が多い。
スーパーモタード
スーパーモタードという競技に用いられる車両である。

フラットトラッカー、ダートトラッカー
アメリカで発祥したダートトラックレースに特化したオートバイを指す。単気筒のエンジンを搭載したスリムで低めの車体で、サスペンションストロークは少なく、ダウンフェンダーで後部に大きなゼッケンプレートを持つ外観が特徴である。こうした外観的特徴を持ちながら保安部品を備えた車種も国産メーカーから市販されていたことがある。
モトクロッサー、モトクロスバイク
モトクロスと呼ばれる、林間や岩場などに設けられたコースでの競技に特化したもので、公道走行に必要な保安部品を持たないものがほとんどである。

エンデューロレーサー、エンデュランサー、エンデューロマシン、エンデューロバイク
オフロードの耐久レースに特化したオートバイを指す。モトクロスバイクに近いが、長時間の走行でも疲れにくい特性を持っている。公道走行できるようになっているものが多く、前述のデュアルパーパスと重なる特徴が多い。

トライアルバイク、トライアラー
岩場や沢、崖、あるいは人工の障害物などを走破する技術を競う競技（トライアル競技）に特化したオートバイを指す。保安基準を備えて公道走行できる車種も市販されている。

ファームバイク、アグリカルチャー
一般的な特徴として、左右両側に備えられたサイドスタンド、大型のリアキャリアとハンドルポスト上のフロントキャリア、大型の泥除け(マッドガード)などを有し、人が歩く程度の速度で移動可能な低いギア比のトランスミッションや副変速機が備えられる。チェーンドライブの場合には牧草などの巻き込み防止のためにフルカバータイプのチェーンカバーが装備される場合がある。クラッチレバーやブレーキレバーを引いた状態で固定しておけるロック機構が装着されるなど、一般的なデュアルパーパスとは大きく異なる外観や機能性が持たせられている。かつては機構の一部を省略しながらもこうした外観的特徴を強く残した車種が国産メーカーから市販されていたことがある。
- オフロードモデルの画像
- デュアルパーパスタイプ
- デュアルパーパスタイプ
- アドベンチャータイプ
- ダートトラッカータイプ
- スーパーモタードタイプ
- モトクロッサータイプ
- エンデューロレーサータイプ
- トライアルタイプ
- アグリカルチャータイプ

## タウンユースモデル

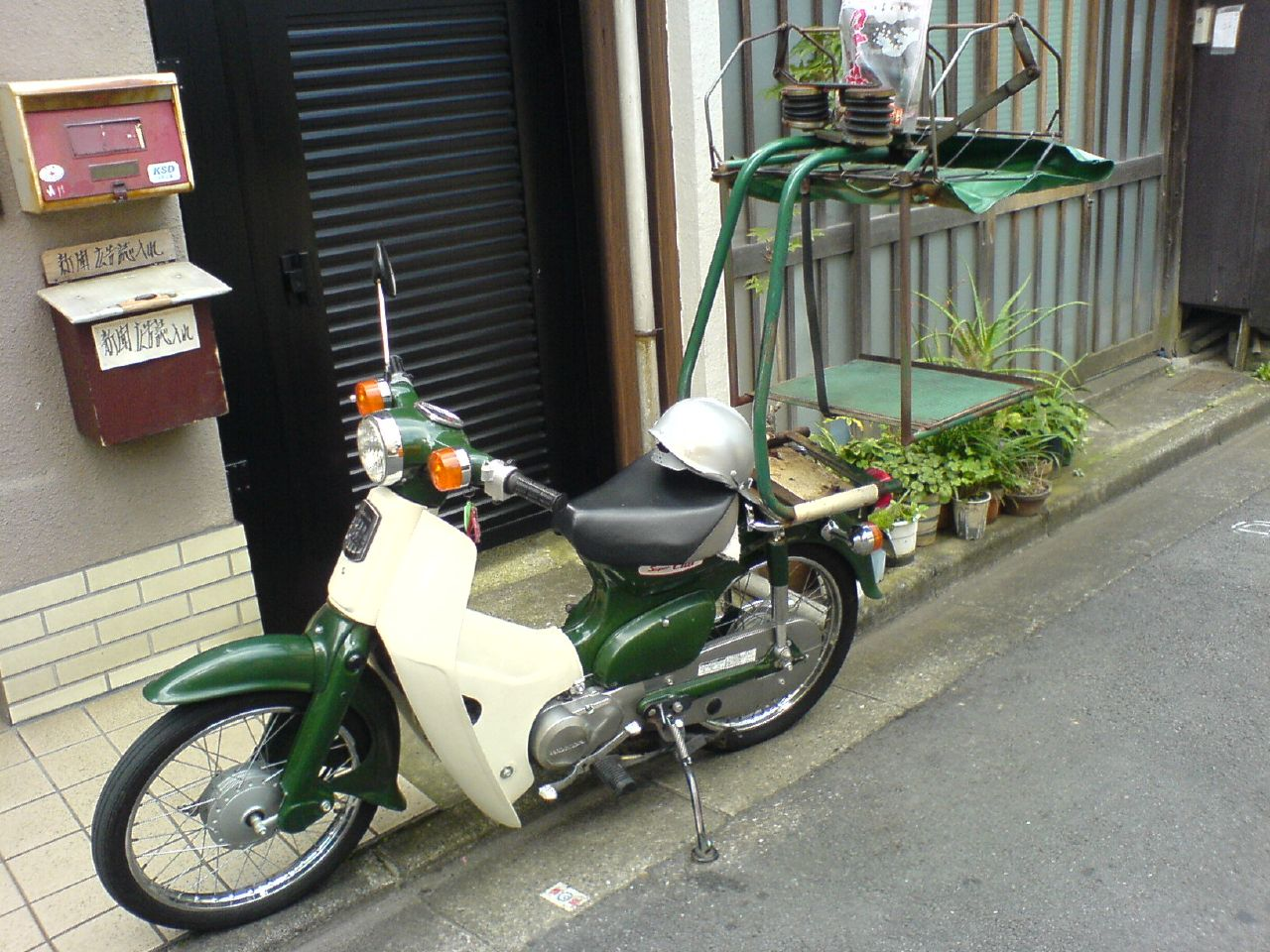
出前機を搭載した出前仕様のカブ。

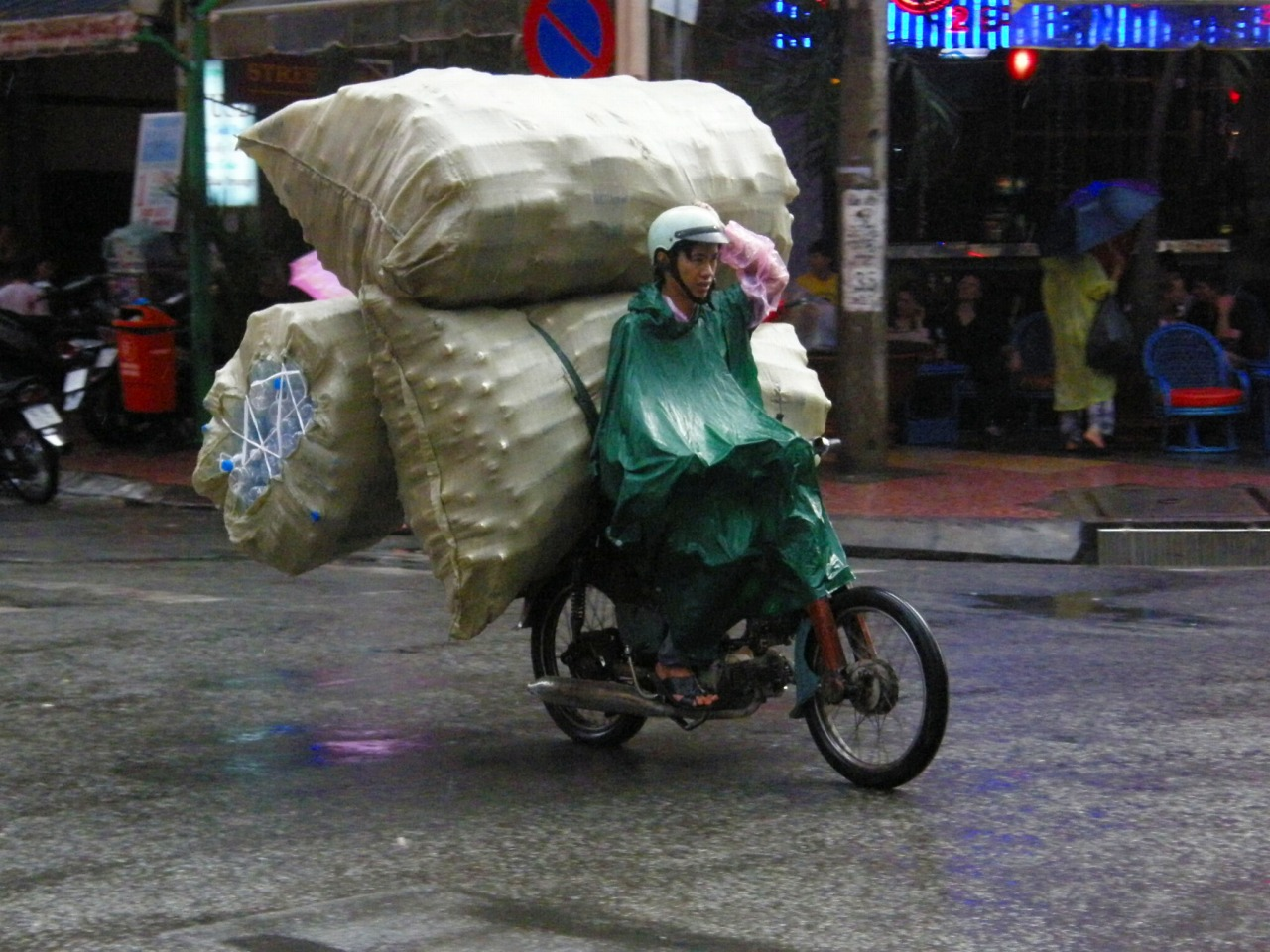
ベトナムのホーチミン市など、東南アジアでは日本とは比較にならない重積載で運用される事もしばしばである。

通勤、通学、あるいは事業活動にオートバイが利用される場合は多く、こうした用途に向けて設計された車種をタウンユースモデルと呼ぶ場合もある。ファミリーバイクと呼ばれることもあり、メーカーによる製品の分類名とする場合や、保険会社が提供する特約の対象として、用途が限定された車両の区分として用いられている場合などがある。また、報道や行政では、小型のオートバイを総称してミニバイクと呼ぶこともある。
片手がふさがった状態であってもシフトチェンジができるように遠心式自動クラッチを採用してクラッチレバーを割愛するなど、運用を補助する簡便な操作形態に設計されている場合がある。出力よりも経済性、利便性が優先され、積載量、耐久性、燃費や車両価格などに秀でた設計とされる傾向にある。
スクーター
ほとんどの車両がオートマチックトランスミッションを用いた簡単な操作で運転できる。フットボードの下をフレームが通る車体構成から車両を跨いで乗車する必要がない。

ビジネスバイク
郵便や新聞などの配達業務、ラーメン屋や蕎麦屋などに代表される外食業界の出前業務、銀行や証券会社の顧客訪問などに利用されることを主眼に設計された車種をこのように分類する。多くは原付もしくは小型自動二輪車で、高い耐久性と低燃費が特徴である。一般に、多くの荷物を積めるように後ろの荷台が大きく頑丈で、また大きな前カゴをつけられるように設計されている。サスペンションは重積載に耐えるように固めのバネが組まれ、後ろの荷台に大きく背の高い貨物を積んだ際にも乗降が楽なように、アンダーボーンフレームを有する。雨天時でも足もとが前輪の泥はねで汚れないように両足を覆うレッグシールドを備える場合も多い。

宅配バイク
ビジネスバイクのなかでもピザやビールケースなどの運搬に最適化されたものが広く普及してこのように呼ばれるようになった。屋根付きの三輪スクーターが元来の形態で現行の市販車ではホンダ・ジャイロキャノピーが代表格となっている。1985年2月15日より道路交通法上はミニカーの扱いで、ヘルメット着用と法定速度30km/hが適用されないことから、1985年に日本初の宅配ピザであるドミノ・ピザが創業する際に、ヒガ・インダストリーズがオリジナルで設計したのが始まりであった。1980年代後半から登録台数の増加に伴って事故も激増したことを受け、運行上の特性が二輪車に類似しているなどの理由から、1991年1月1日から道路交通法上の扱いが原動機付自転車に変更された。後部には宅配商品を乗せるトランクが付いている。現在では屋根付き三輪スクーターに限らず、似たような形態のものを呼ぶ場合も多い。

モペッド
自転車のように足でこぐこともエンジンの動力で走ることもできる二輪車を指す。日本では訛ってモペットとも呼ばれる。原動機を指すモーター (motor) とペダル (pedal) のかばん語でモペッド (moped) と呼ばれるようになった。無免許で運転可能なフランスやイタリアの製品が多いが、現在の日本ではエンジンの動作状態にかかわらず原動機付自転車の扱いとなるため普及していない。

タウンユースモデルの画像
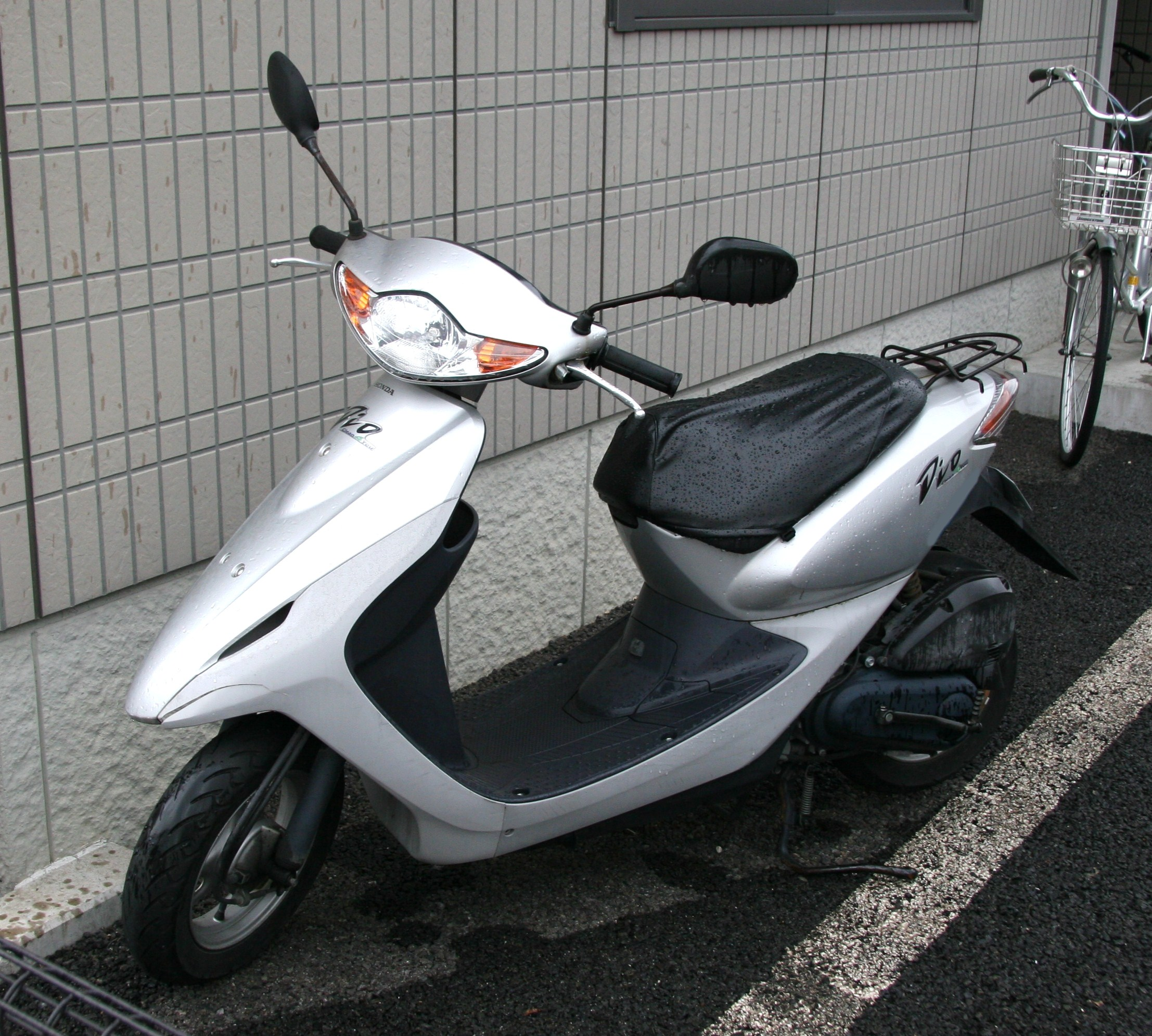
50ccのスクーター
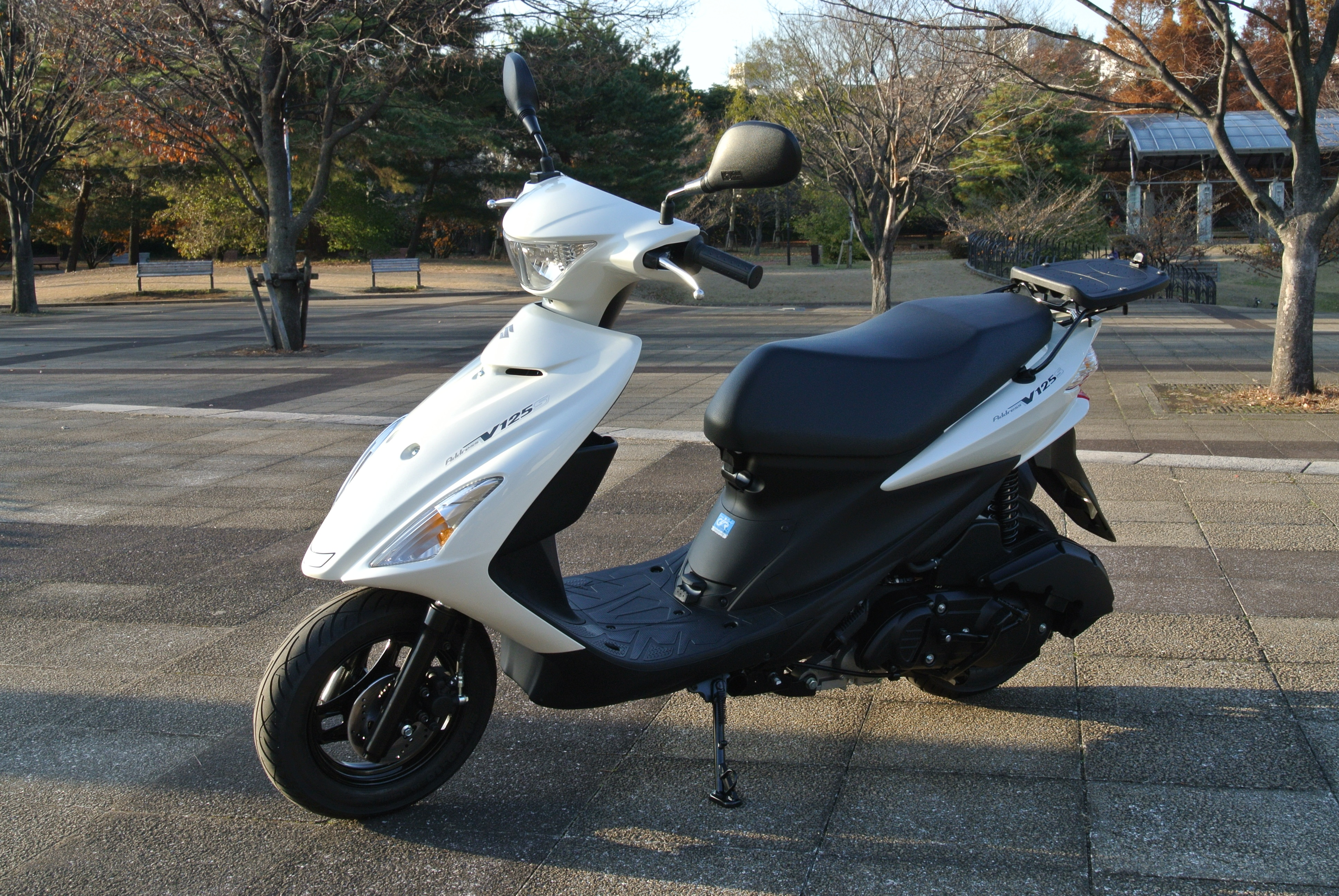
125ccのスクーター。簡単操作でありながら、50ccよりも大きなパワーが期待でき、しかも法的にも60km/hまで（未満）の走行が認められている。スズキ・アドレスV125S
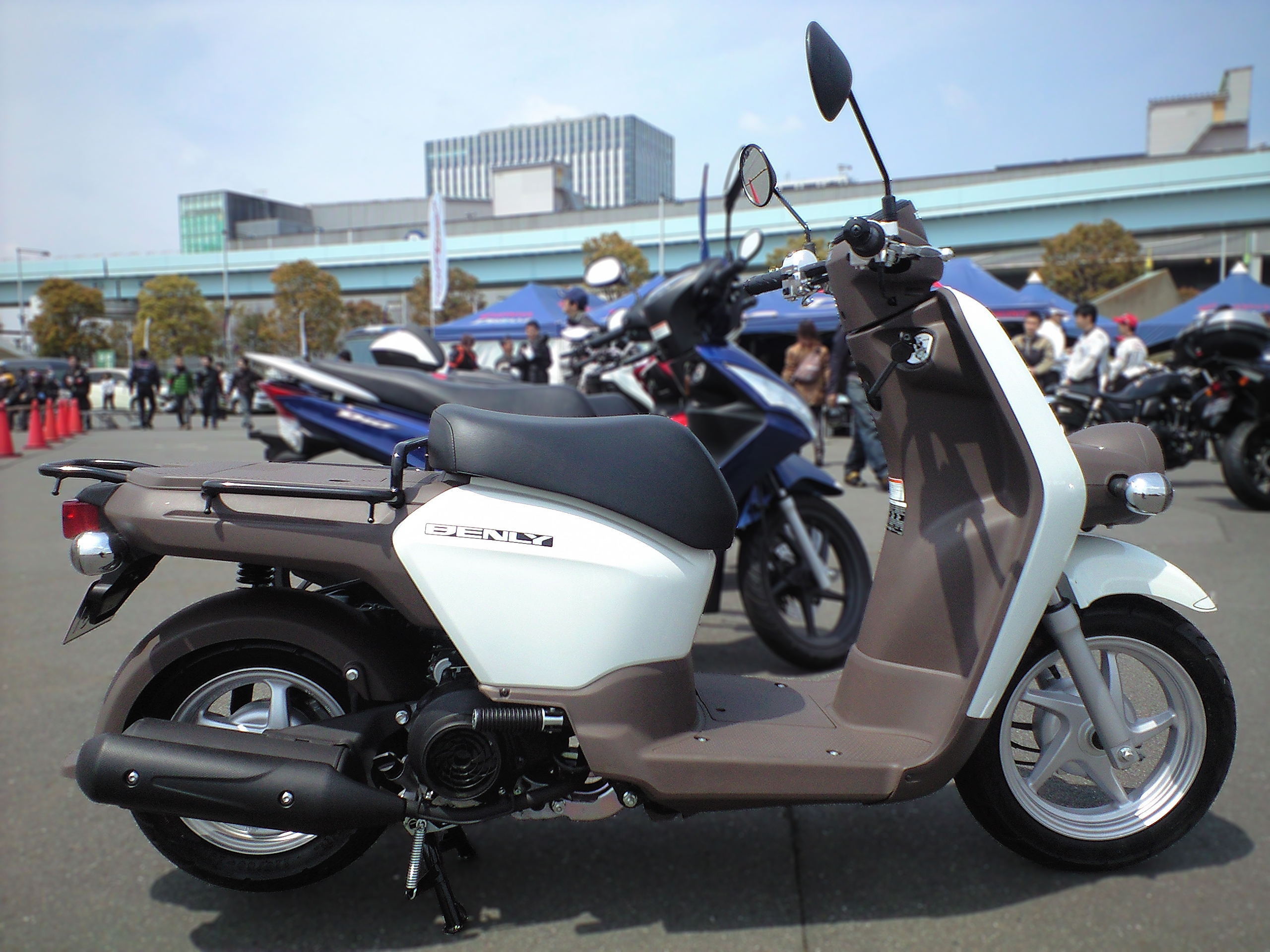
スクーターの簡単操作のまま積載量を増強したタイプ
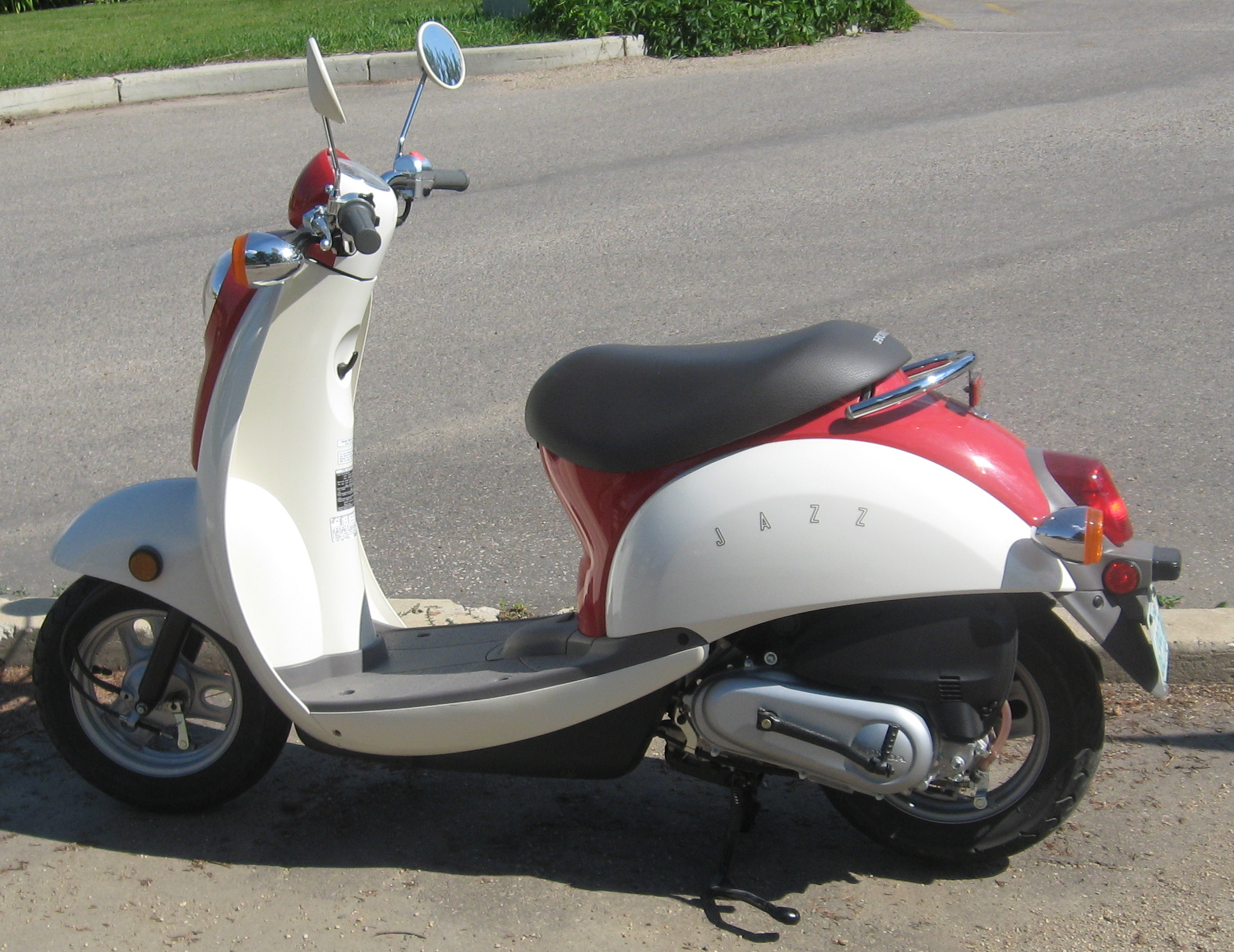
丸みをおびたデザインや暖色系のカラーリングなどで女性を意識したモデルも多い。
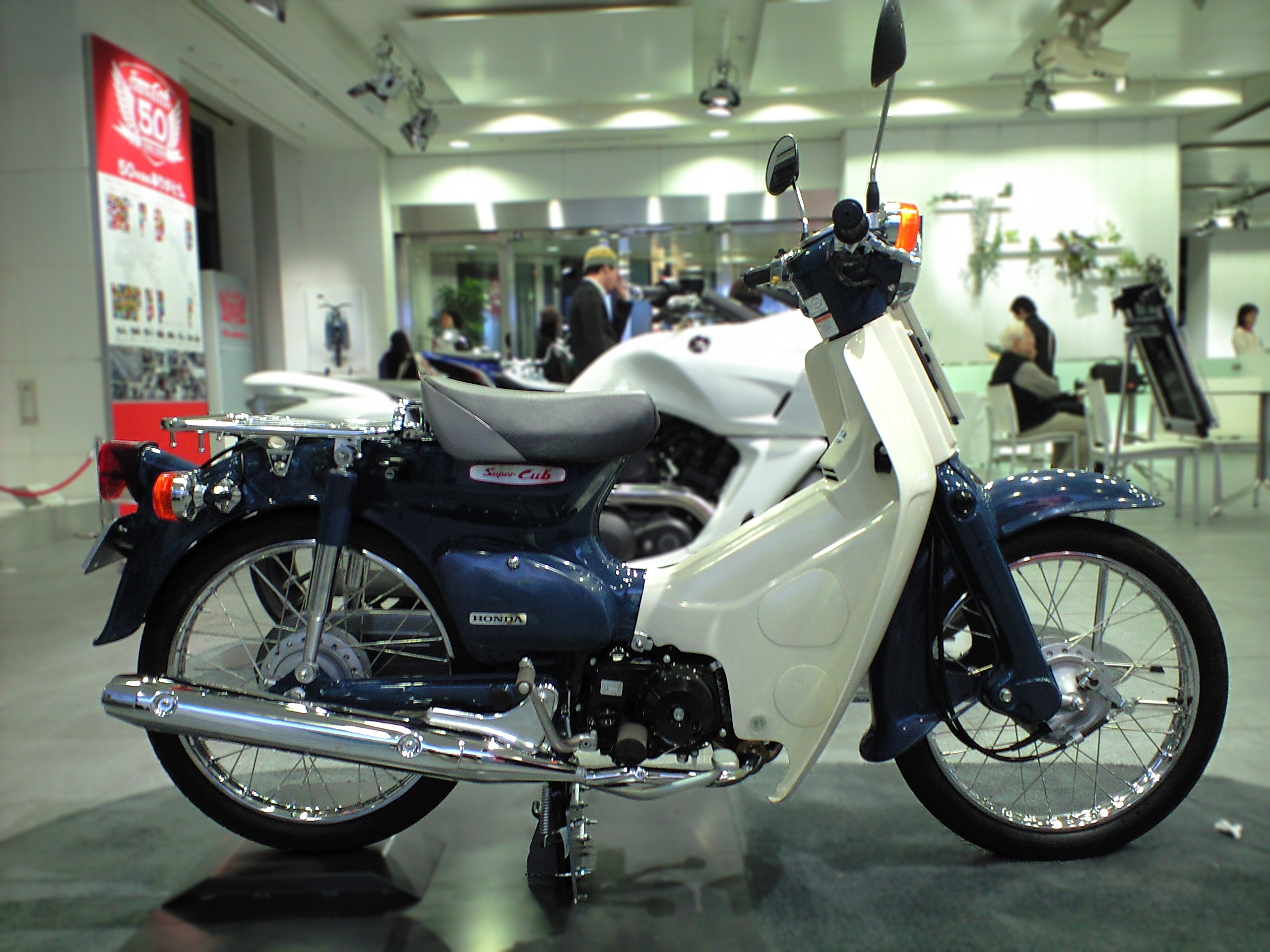
ビジネスバイクの代名詞となっているホンダ・スーパーカブ。
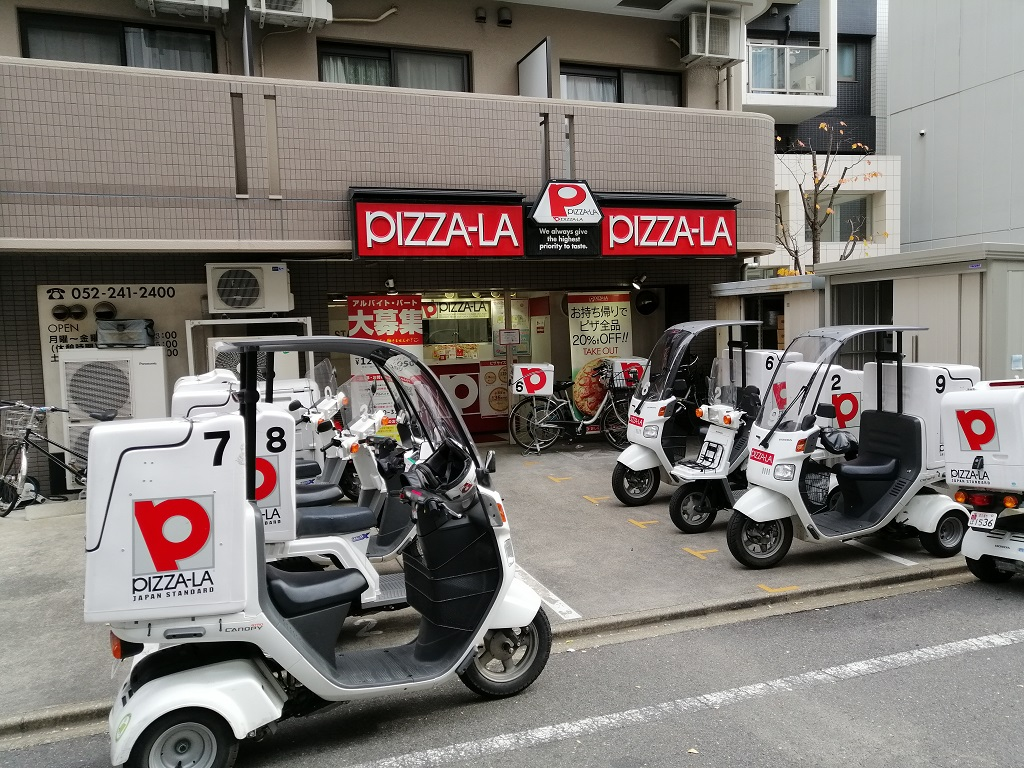
ピザ配達用の3輪モデル（ホンダ・ジャイロキャノピーの改造車）
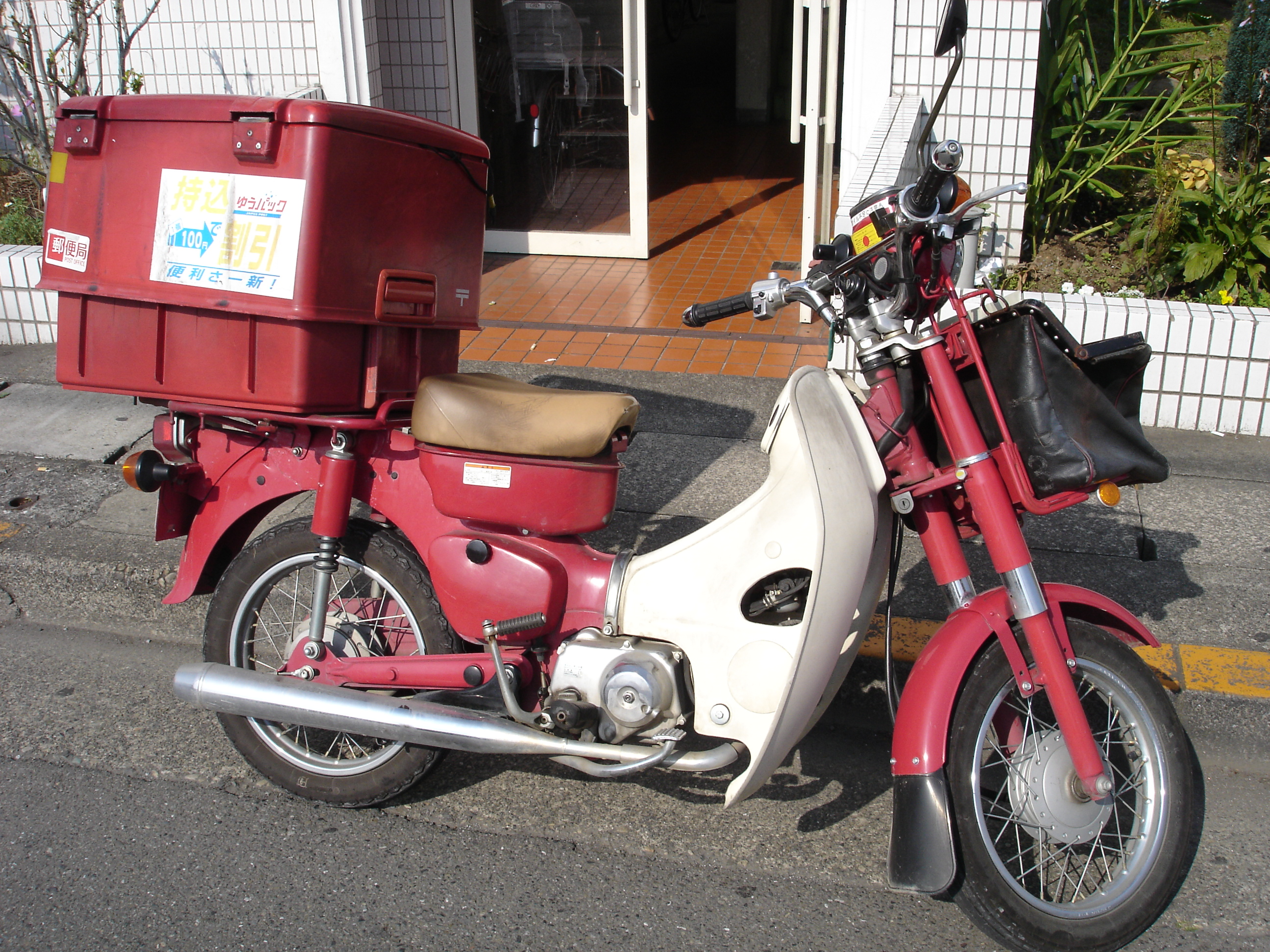
郵便配達用のカブ。
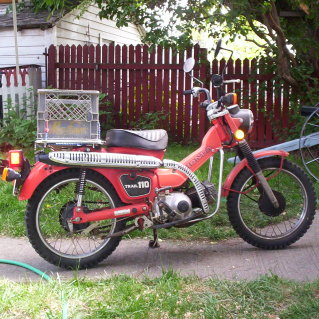
路面状態の悪い地域での運用を見据えた車種も存在する。
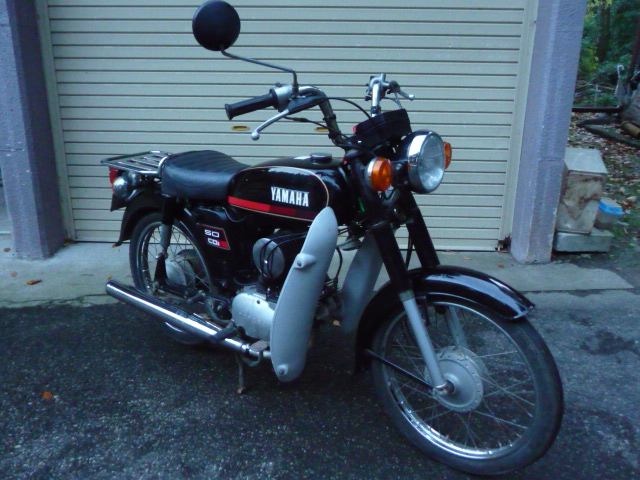
「跨る」着座スタイルのビジネスバイク、ヤマハ・YB50。
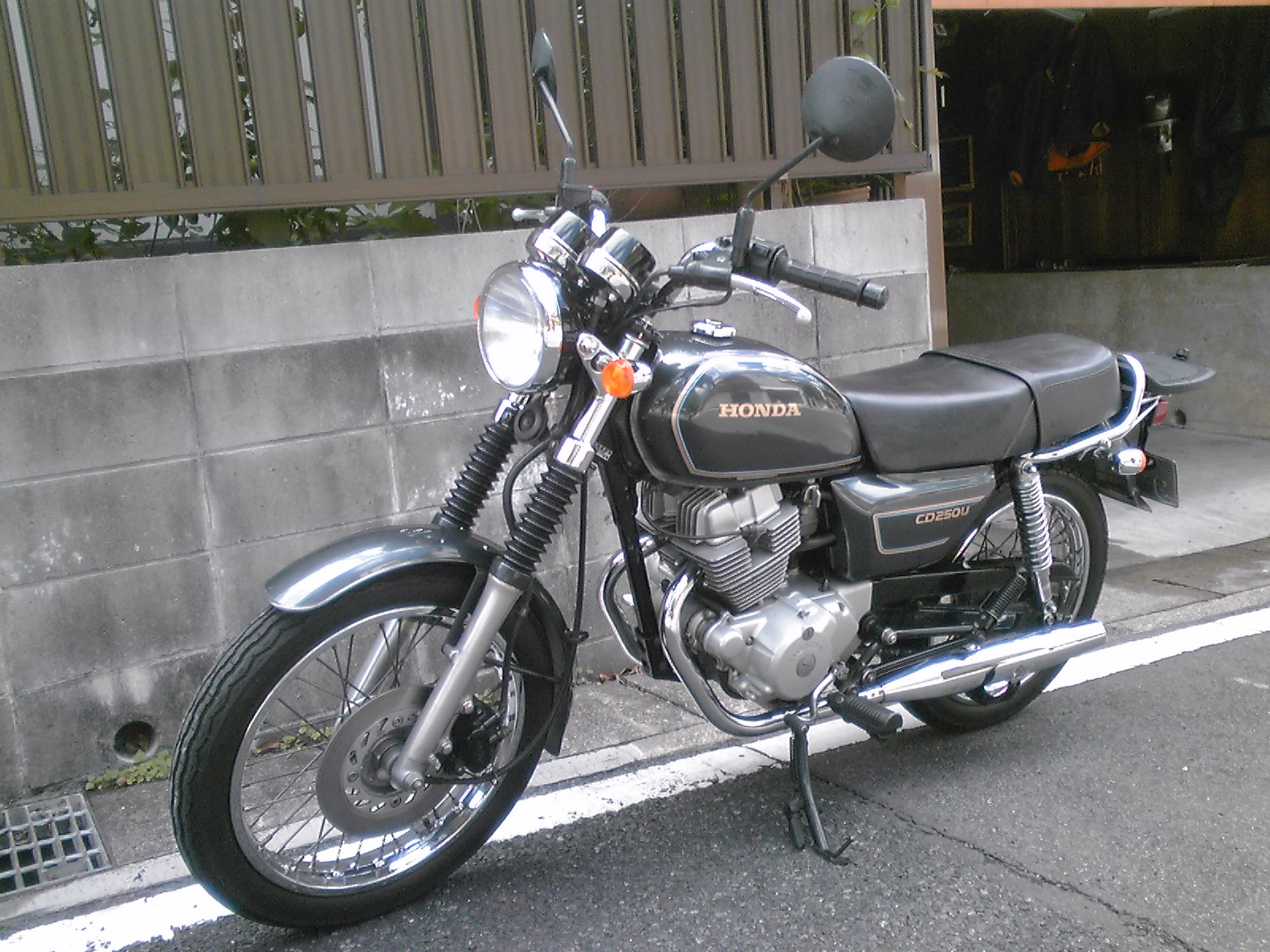
ホンダ・CD250U。ほぼオンロード車に近い形態であるが、大型キャリアなどの存在によりビジネスバイクに分類される。
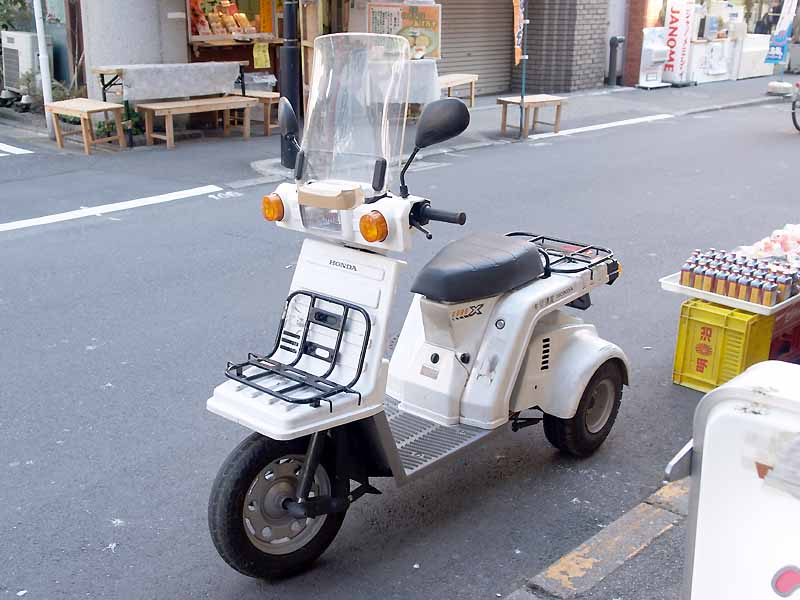
中食のデリバリーにも多用されるホンダ・ジャイロ
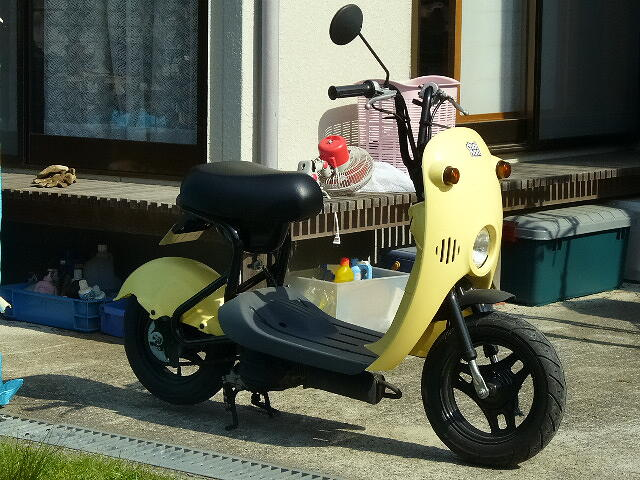
特にサイズの小さいタイプ（スズキ・チョイノリ）。
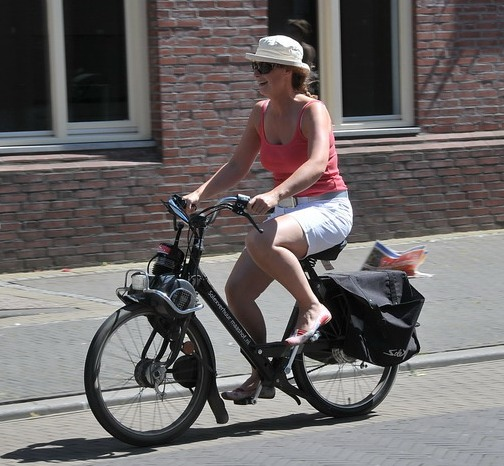
モペッド

## 特殊車両
警察用車両
世界各国の警察がオートバイを警察車両として運用している。日本の警察では1914年に宮田製作所によって製作された車両の一部が導入されたのを最初として、1936年以降白バイに代表される運用がなされている。

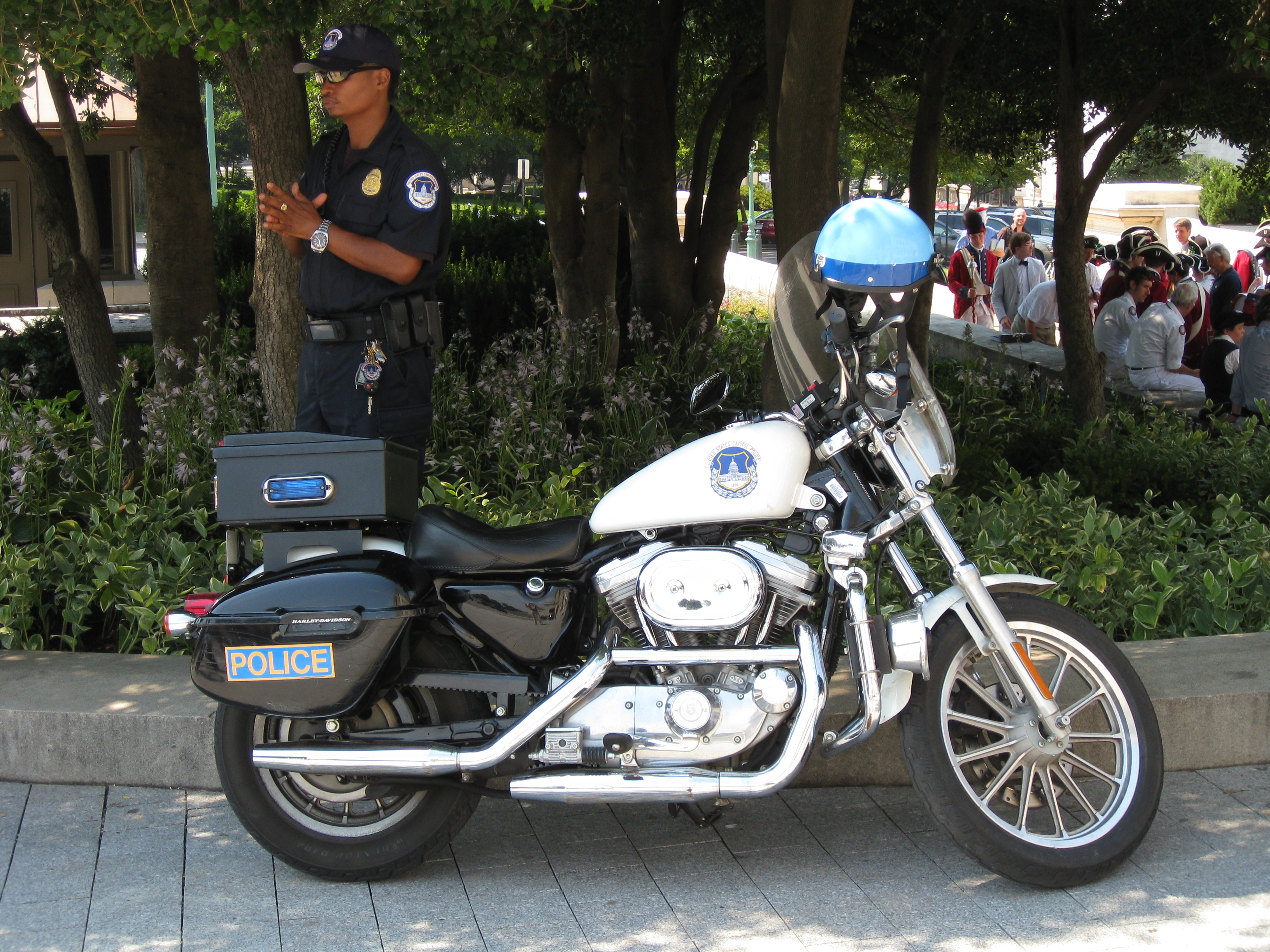
アメリカ合衆国の警察車両
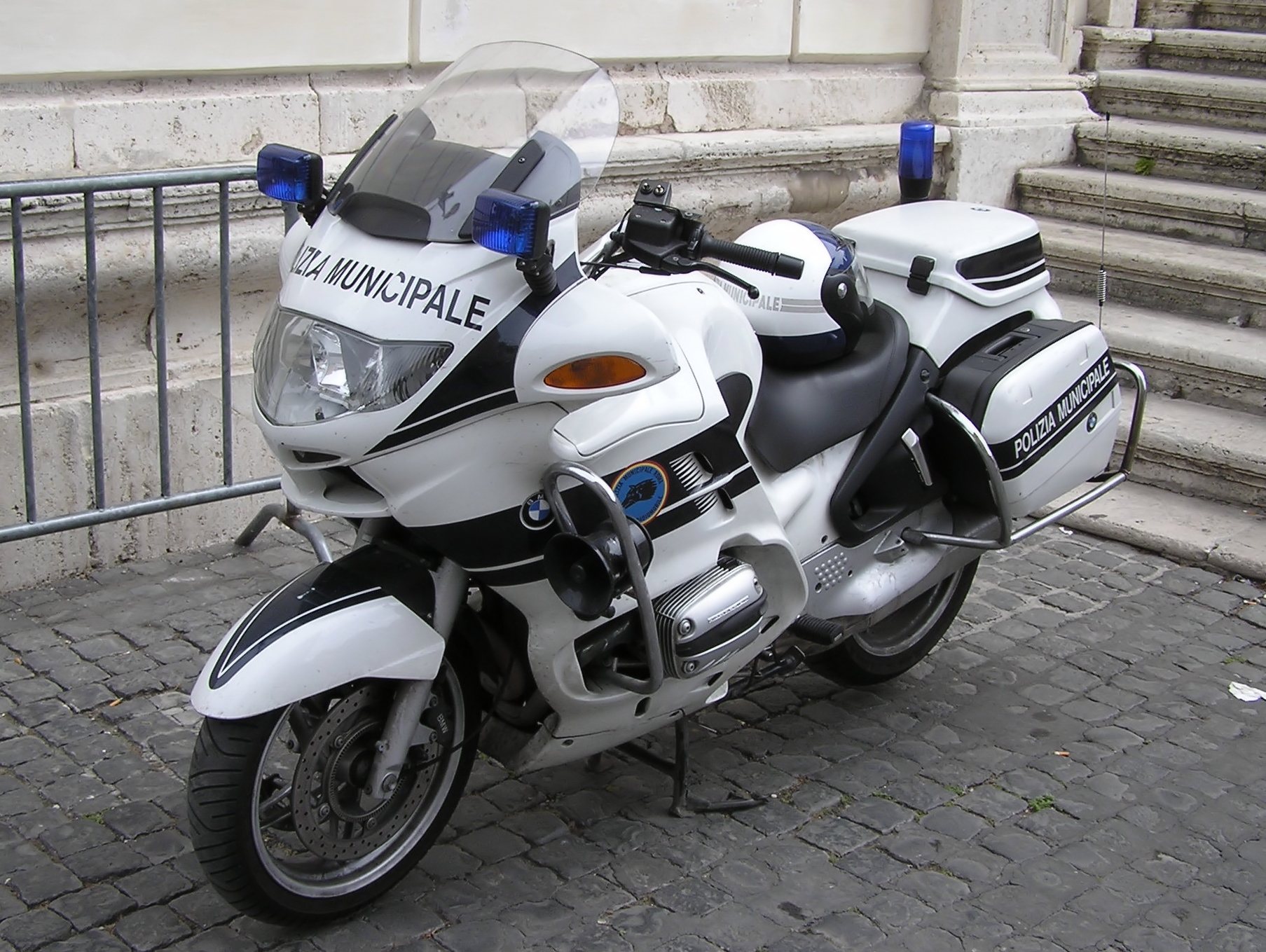
イタリアの警察車両
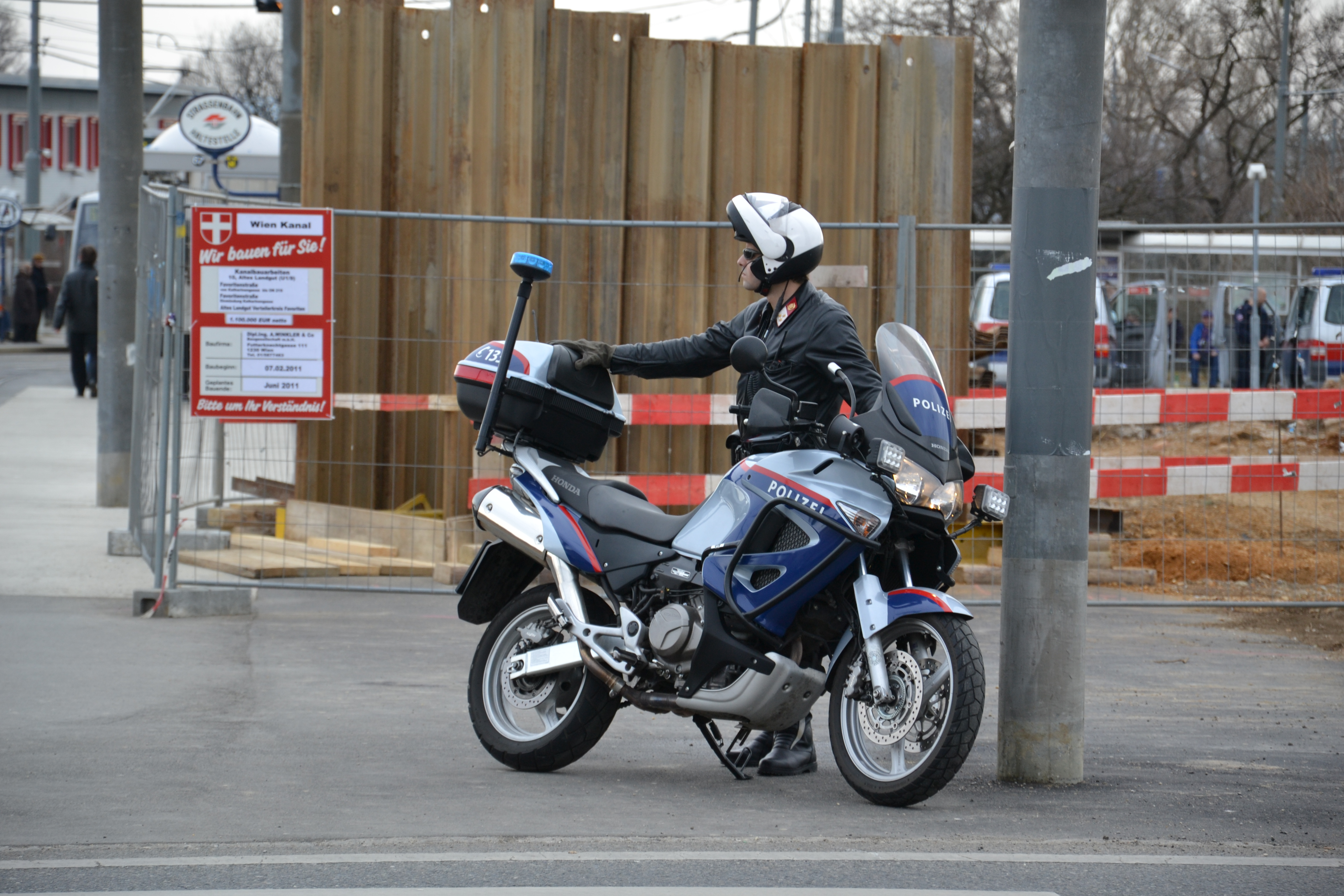
オーストラリアの警察車両
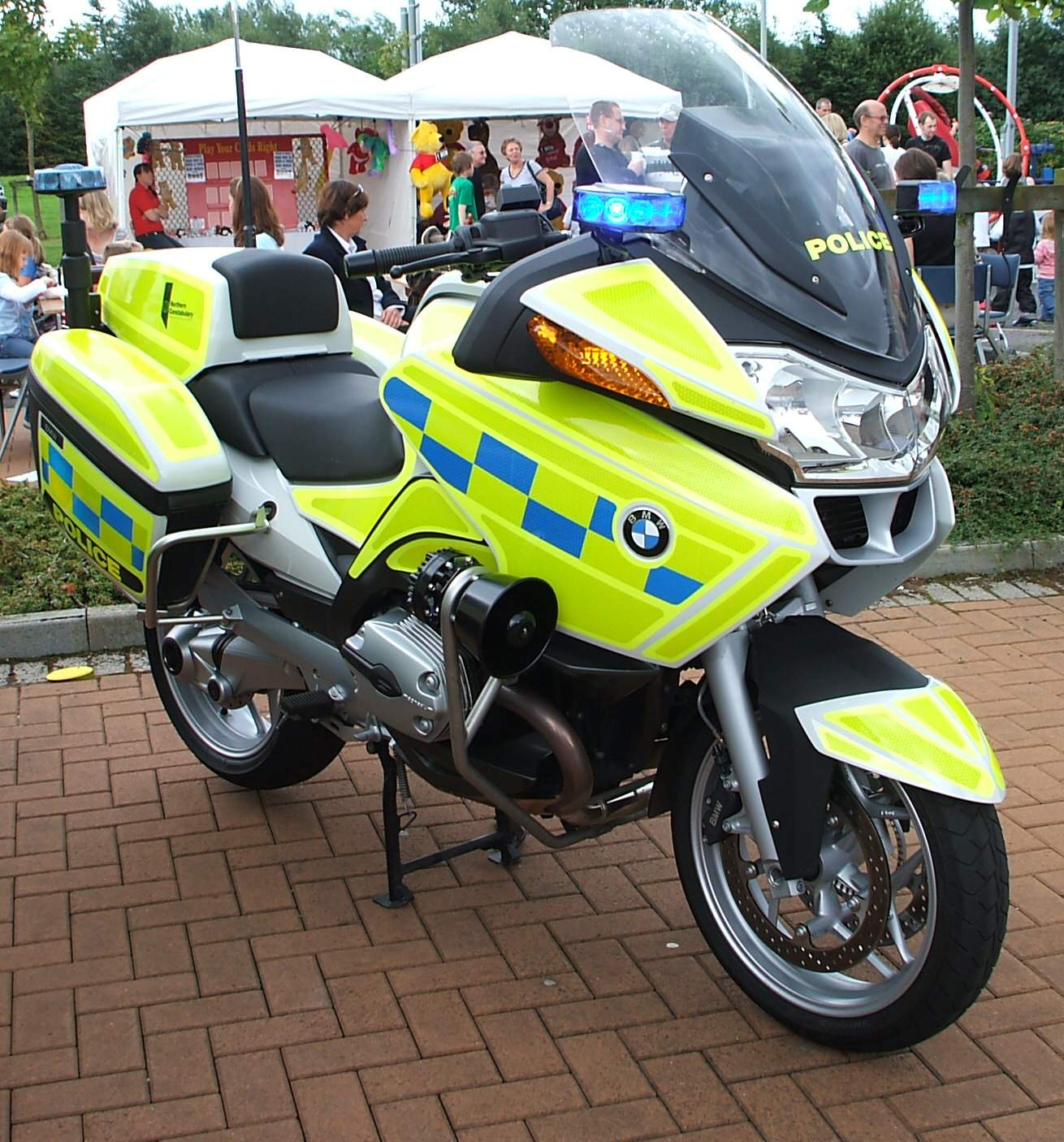
スコットランドの警察車両
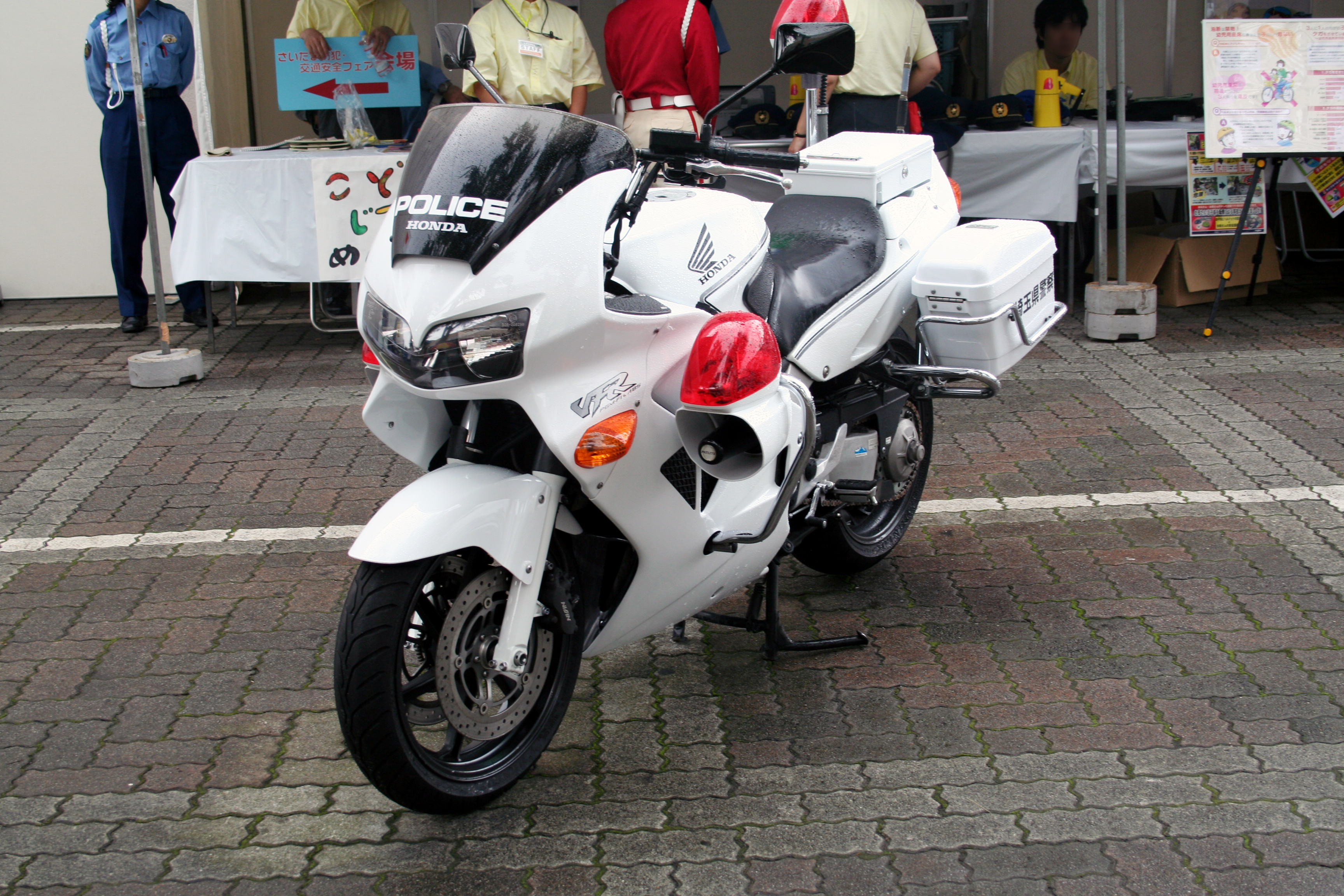
日本の警察車両
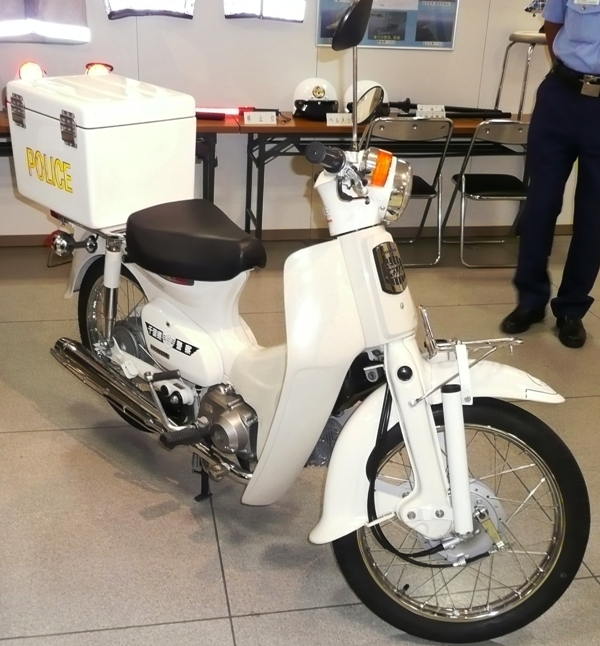
交番などにある警察車両
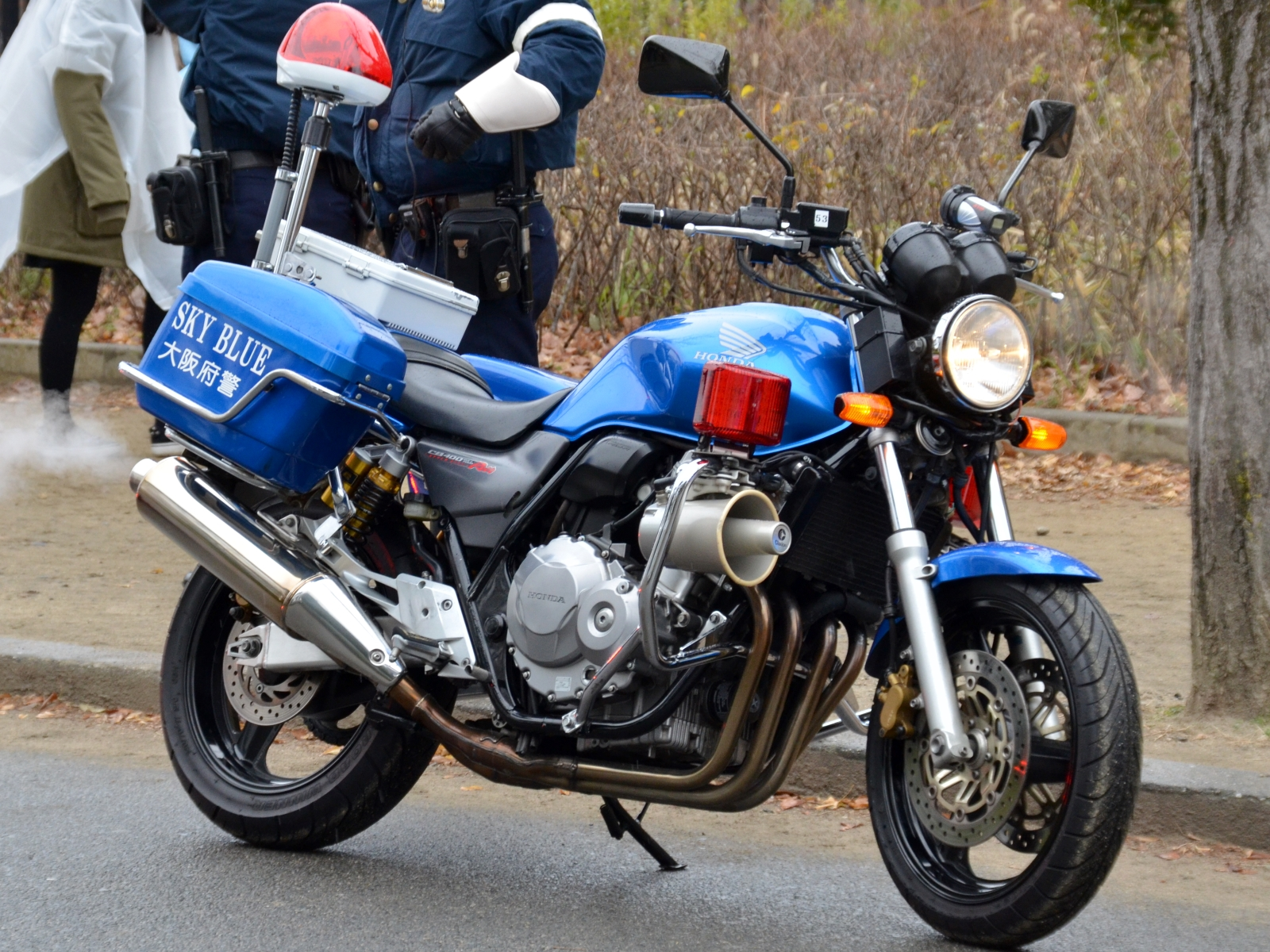
大阪府警察の青バイ

消防用車両
日本の消防庁は消防バイクとしてオートバイを活用している。消防バイクはオフロード車などを用いてポンプ車が入れない狭隘地などへ入り初期消火を担当している。
救急用車両
救急バイクは4輪車に比べて小型で機動性が高い特性を利用し、渋滞の先にある事故現場へいち早く駆けつけて救命率を高めるために用いられている。日本でもわずかずつだが導入される動きがある。

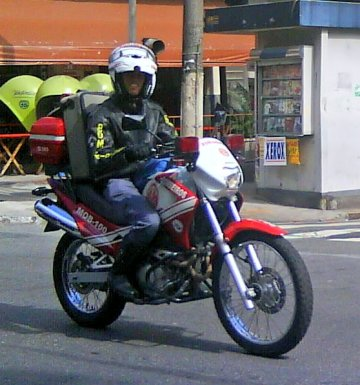
ブラジルの救急バイク。2008年には数百台が追加的に寄贈、導入された。
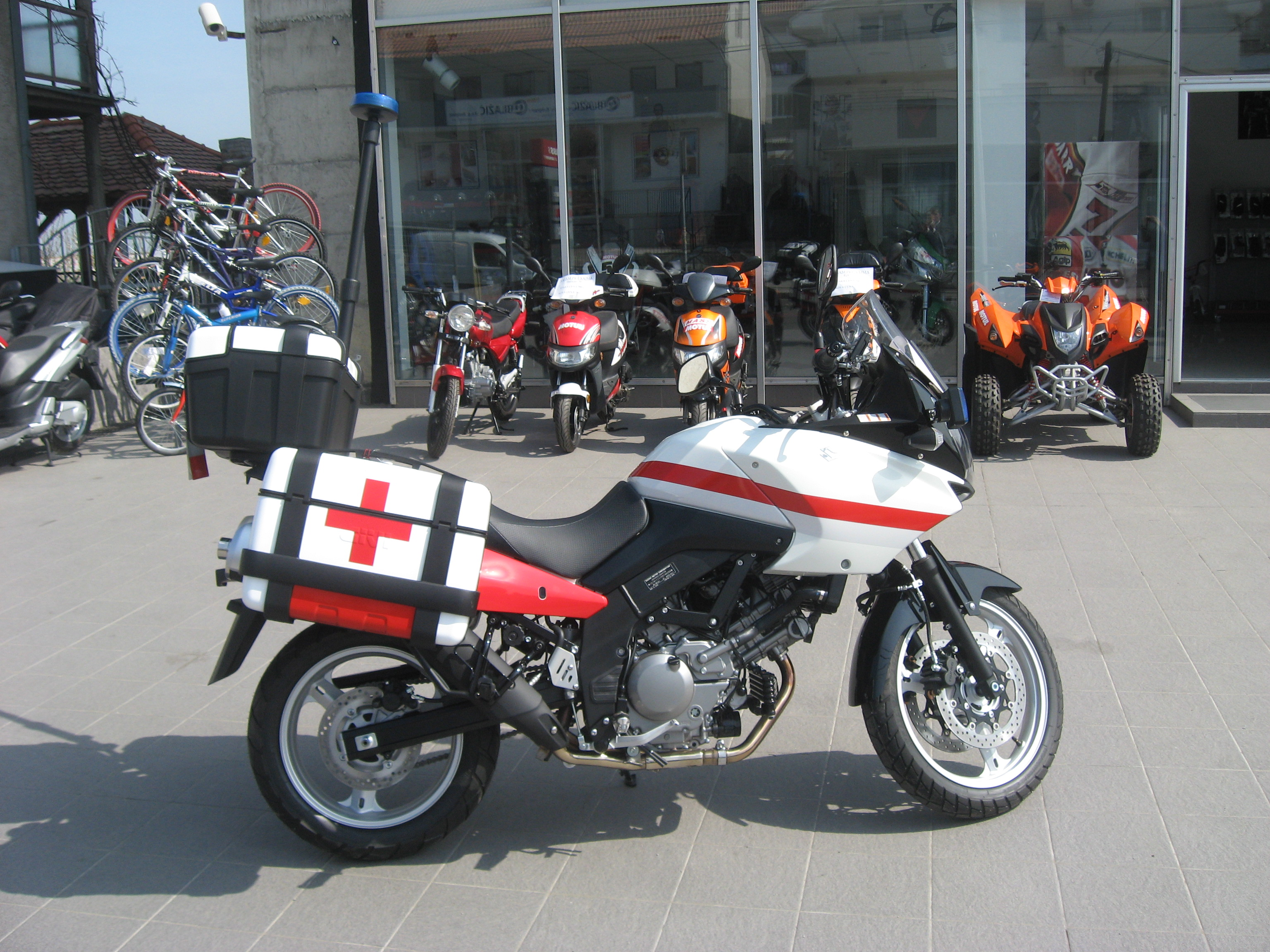
セルビアの救急バイク
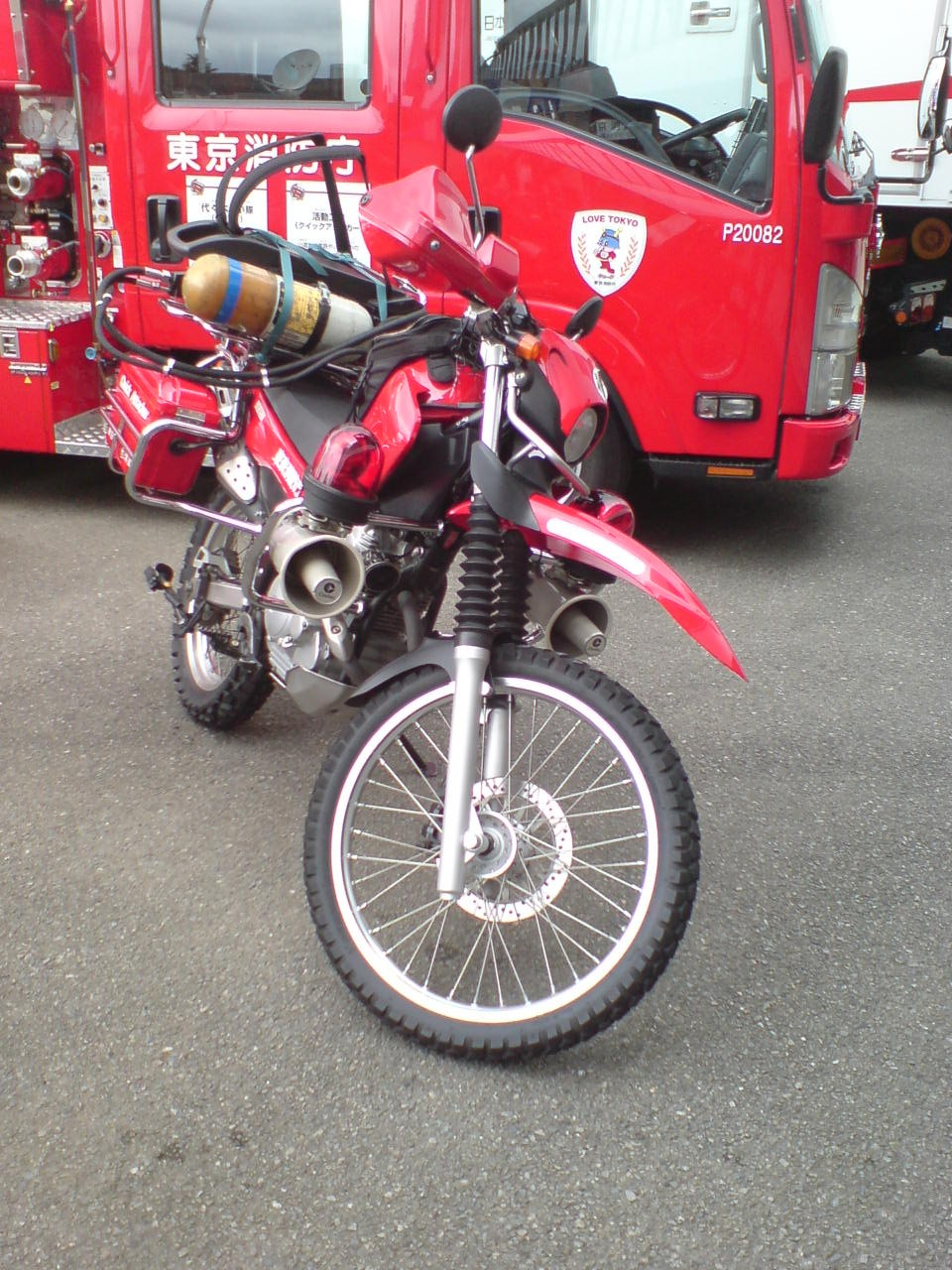
東京消防庁の消防活動二輪部隊のセロー250。高圧放水銃を装備している。
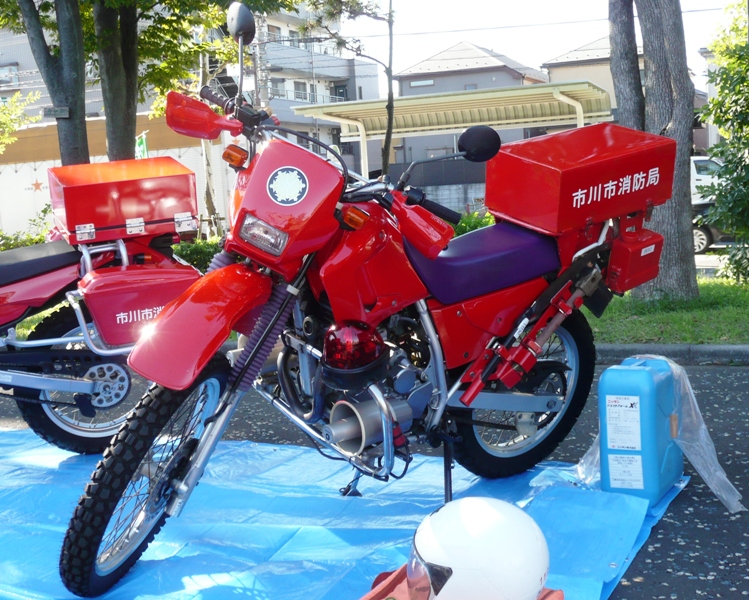
市川市消防局の赤バイ。
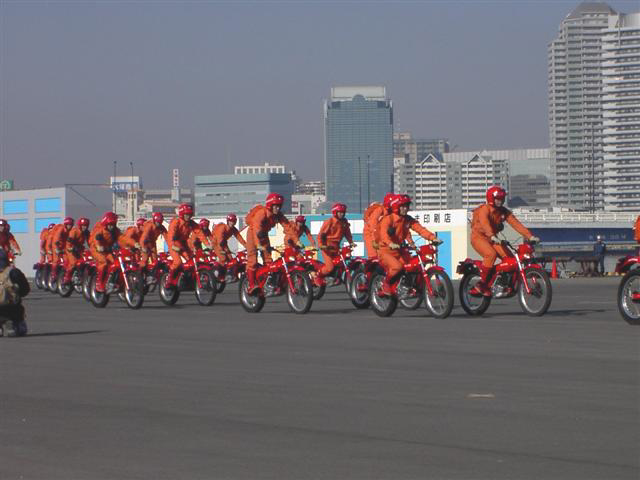
横浜市消防局の消防機動二輪隊、出初式でのデモンストレーション。

軍用車両
第一次世界大戦以降、各国の軍隊はそれまでの馬に代わり、オートバイを用いて騎兵の機械化を図っていった。始めは戦場での悪路走行や劣悪な整備事情を考慮して、サイドバルブやリジッドフレームなどの頑丈で信頼性の高い設計を用いた、ハーレーダビッドソンやen:BMW R75等の大排気量のオートバイがサイドカーなどの形態で用いられることが多く、大日本帝國陸軍もハーレーのサイドバルブモデルをライセンス生産した九七式側車付自動二輪車等を採用していた。
第二次世界大戦で航空機が発展してくると、空挺部隊などの新たな兵科が台頭する。この戦争でも前述の大型オートバイが引き続き使用され続けた一方、空挺兵の空挺降下後の移動手段の一つとして、輸送機内での携帯にも適した超小型スクーターが各国で研究開発され、幾つかは実戦配備された。
戦後は復興に伴う道路事情の改善などにより、前述の旧式設計の大型オートバイは次第に淘汰されていき、憲兵の日常のパトロールに適した高速走行重視のオンロード車、荒れ地でのより高速な機動性の確保を重視したオフロード車など、各国の軍事事情に合わせて様々な車種が選定され、採用されている。変わった例ではアメリカ軍が自軍の採用車種の使用燃料をJP-8に統一する目的で開発したディーゼルオートバイである、Hayes Diversified Technologies(HDT) M1030M1が存在する。
陸上自衛隊の情報小隊などではオフロード車を偵察、連絡用に使用している。災害時には、崩落地帯やがれきの山を突破して連絡したり救助活動を行うことができる。

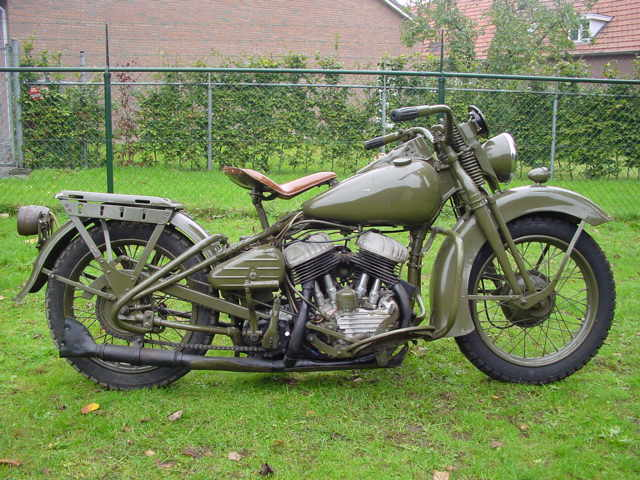
第二次世界大戦でアメリカ軍に用いられたハーレーダビッドソン・WLA
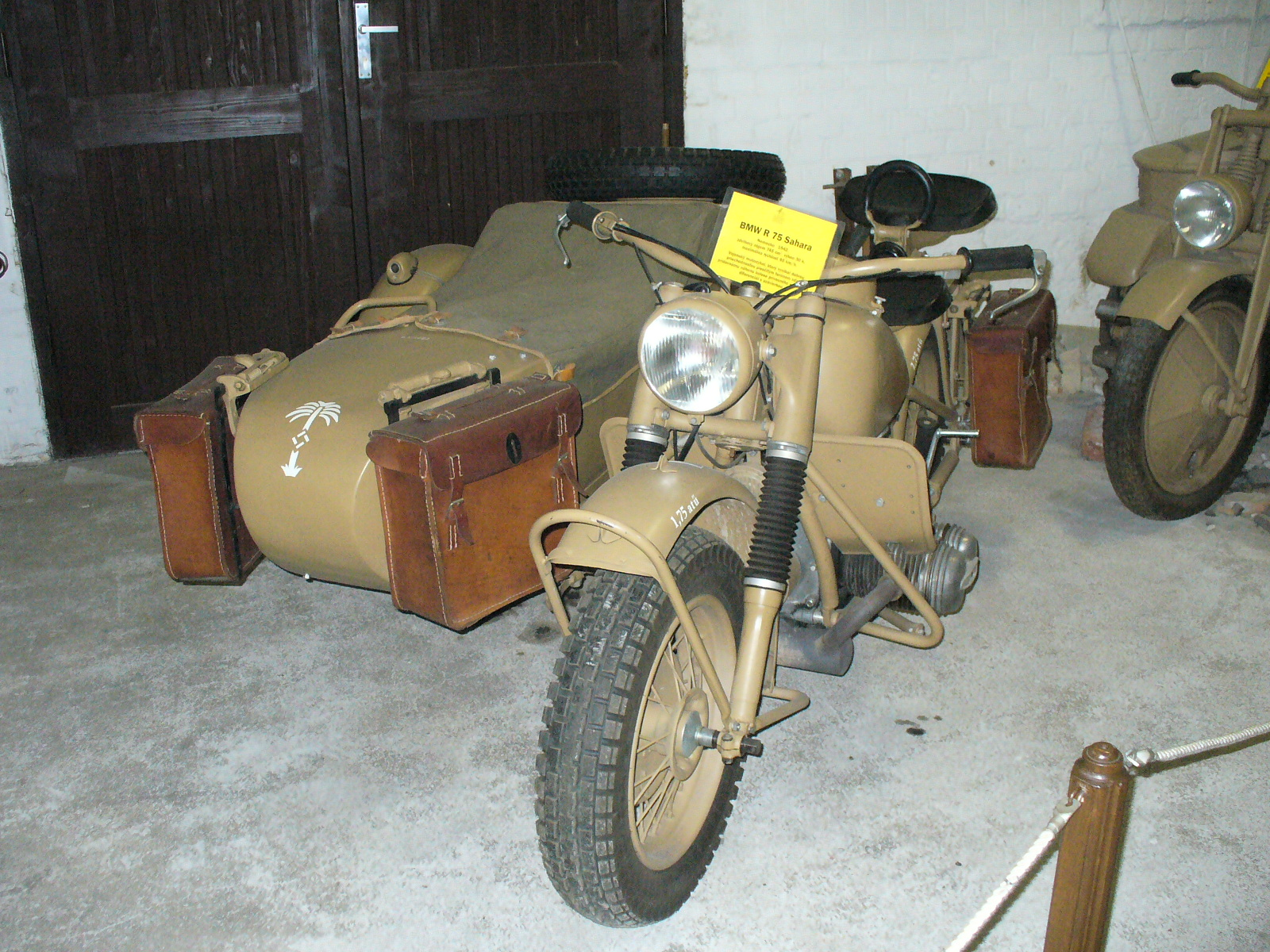
ドイツ第三帝国軍で用いられたBMW R75とサイドカー
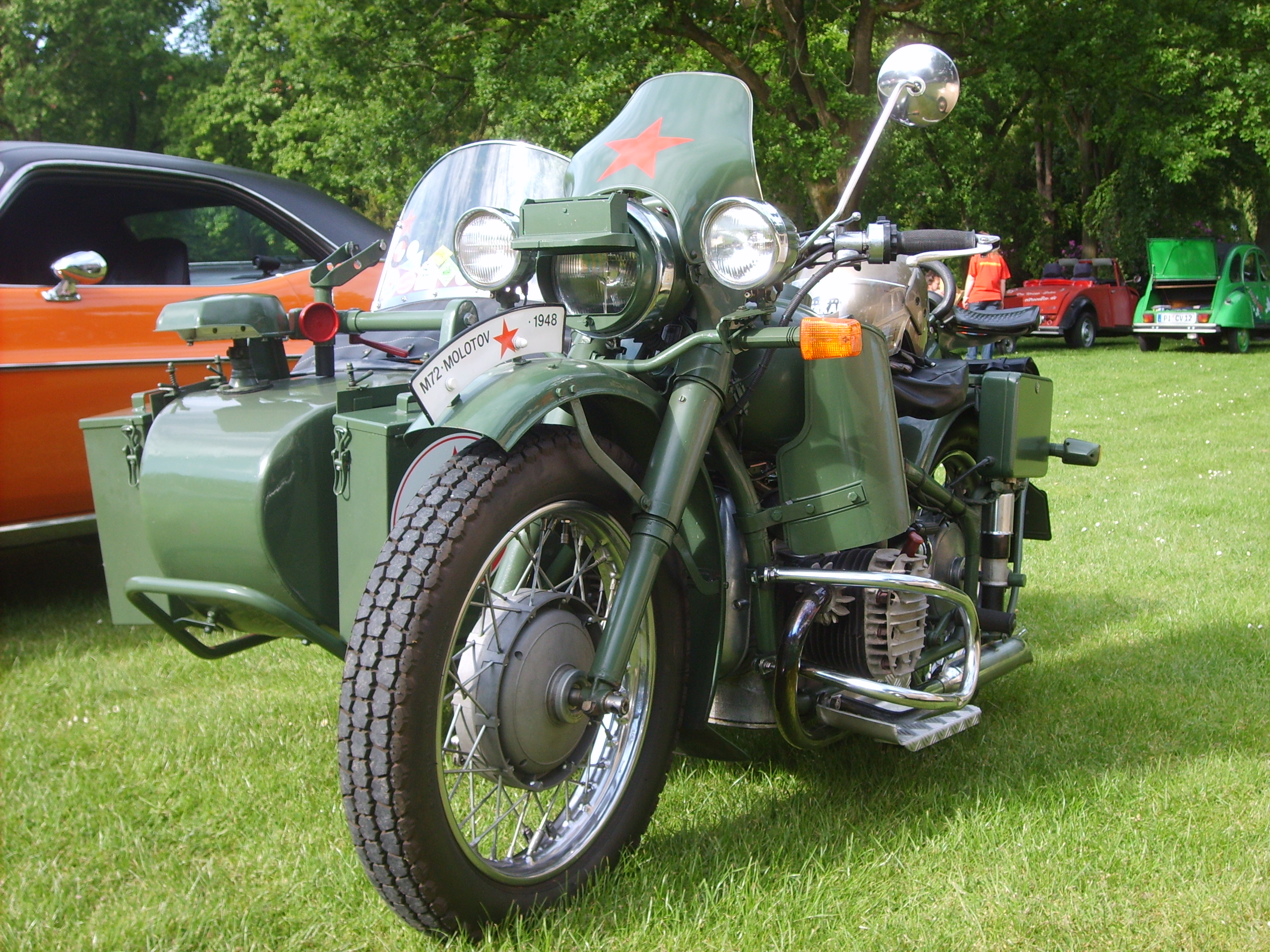
ソビエト連邦赤軍で採用され、現在でも使用され続けているIMZ-M72。鹵獲したBMW R71を元にフルコピー製造された。
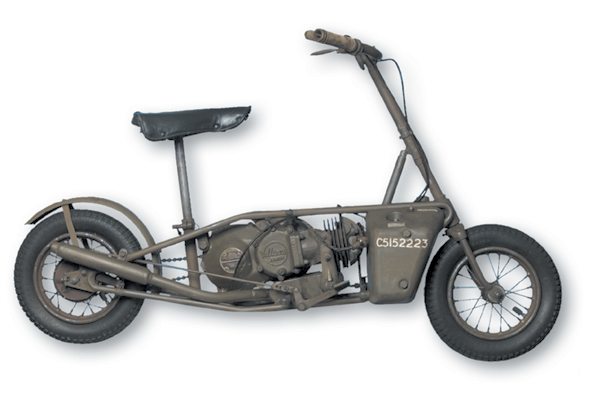
空挺部隊向けスクーターの最初期事例、1942年イギリス軍のエクセルシオール・en:Welbike
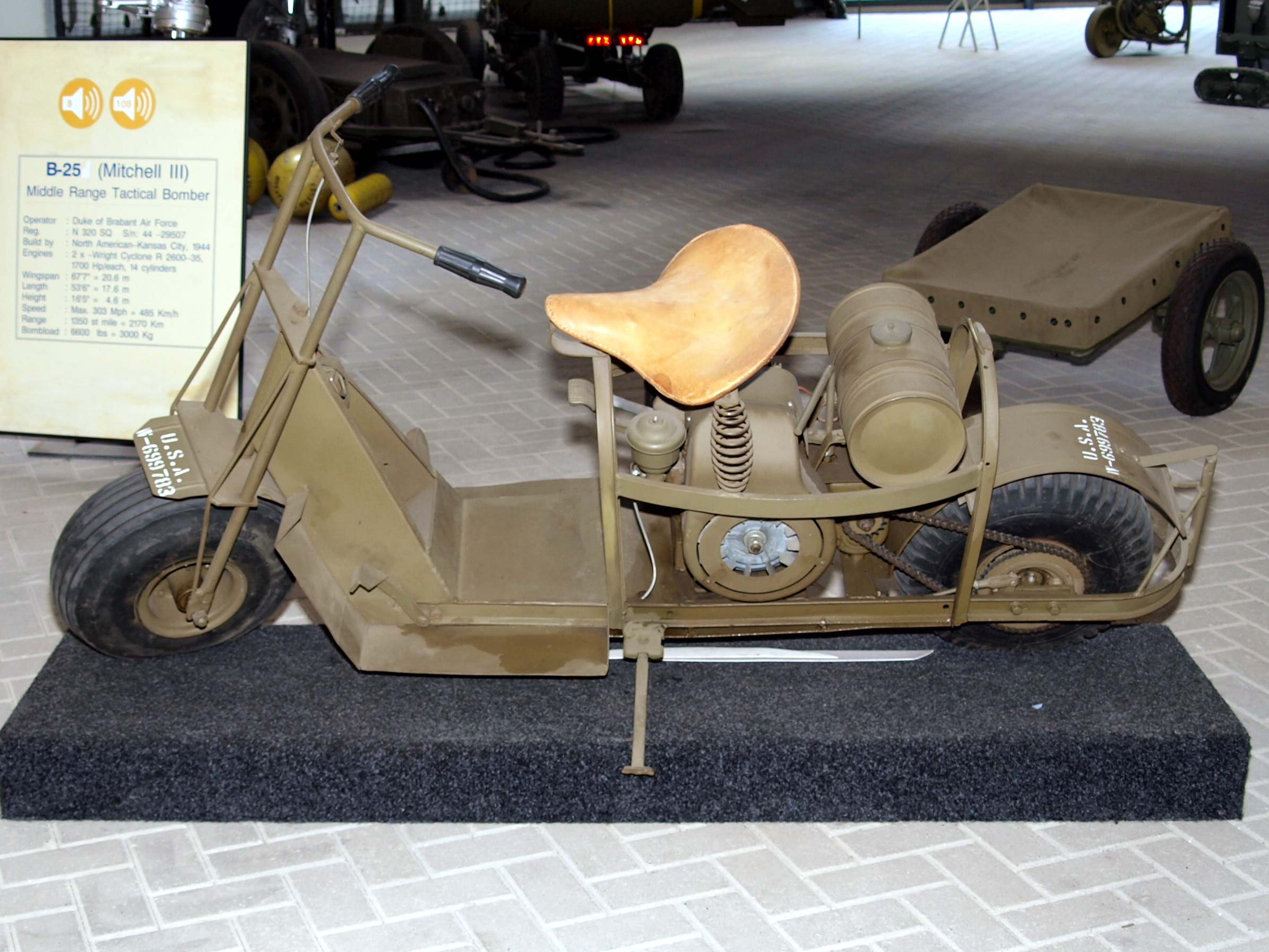
1944年にアメリカ軍が空挺部隊向けに製造したクッシュマン・53
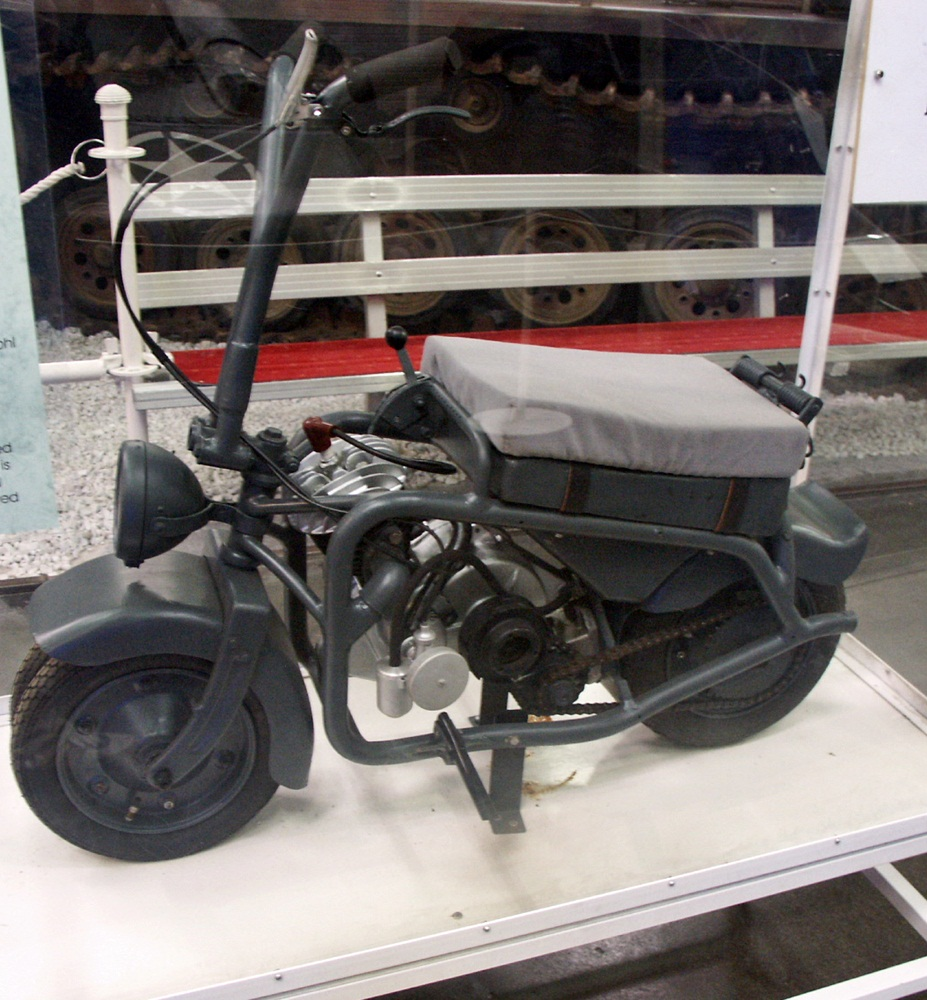
1944年にイタリア軍が空挺部隊向けに開発したVolugrafo Aermoto
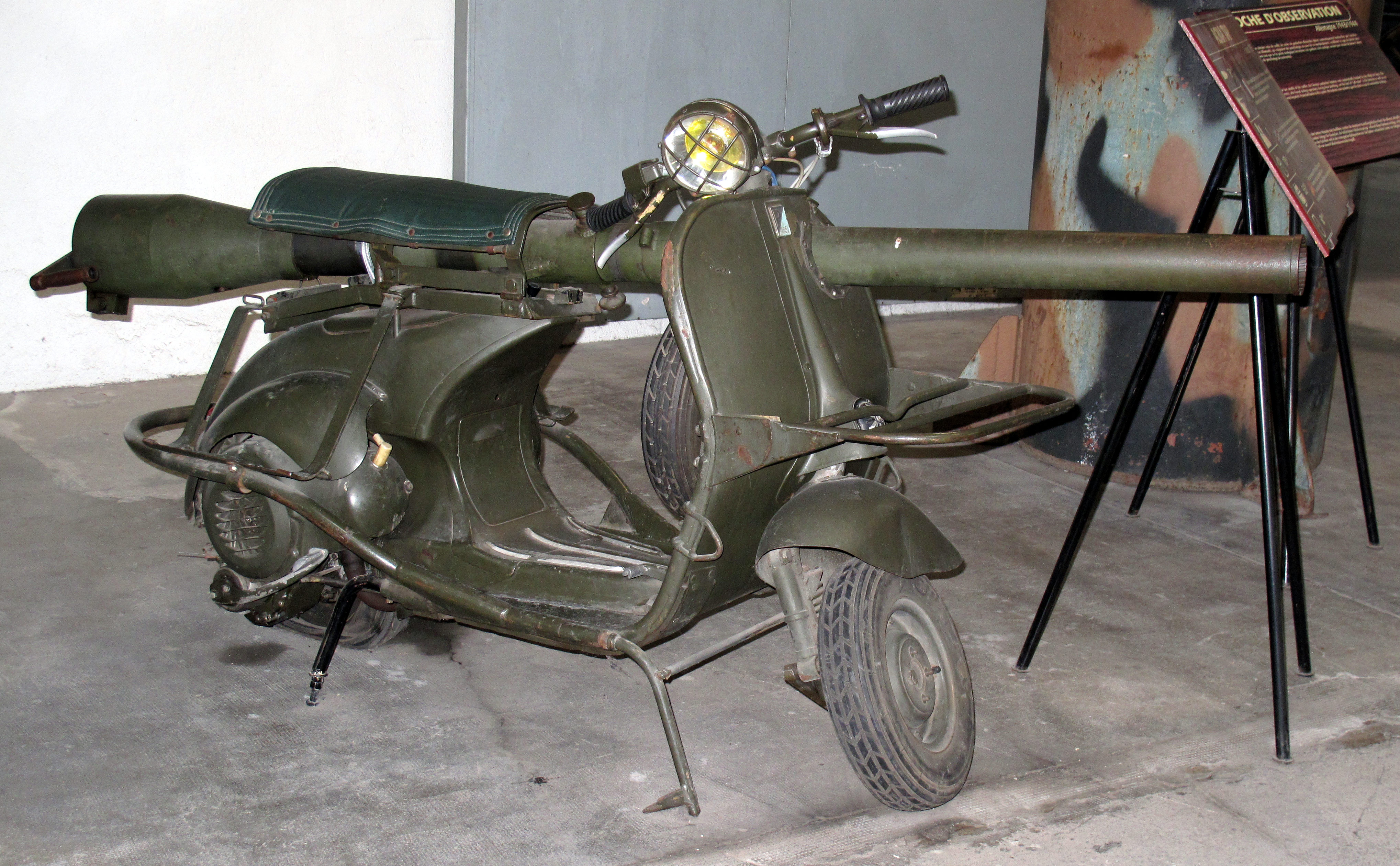
1950年代にフランス軍空挺部隊がM20 75mm無反動砲を空挺運用する目的で製造したVespa 150 TAP "バズーカ・ベスパ"
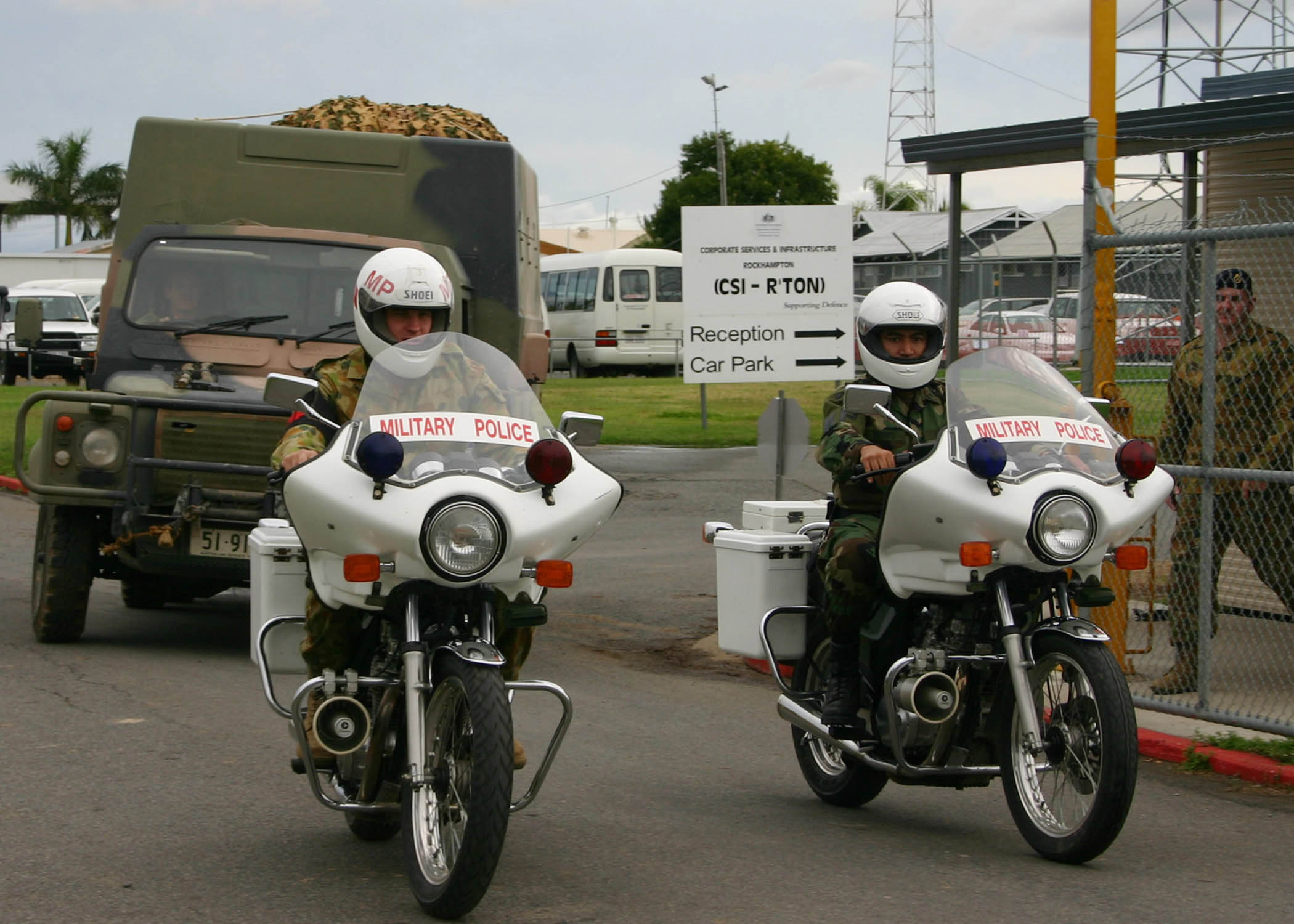
オーストラリア軍の憲兵がパトロールに使用する白バイに類似したオンロード車
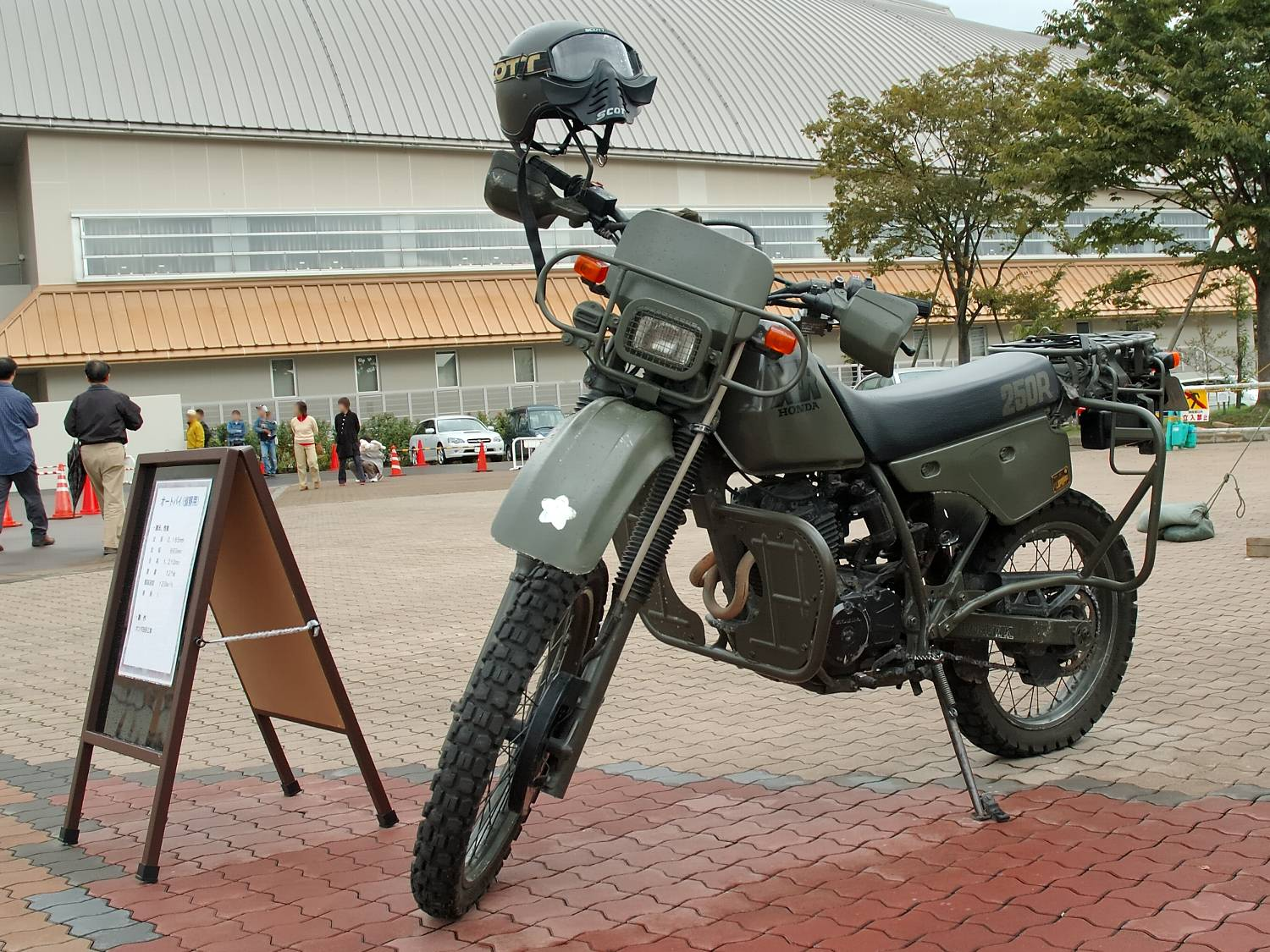
陸上自衛隊の偵察用オートバイ、ホンダ・XLR250R。
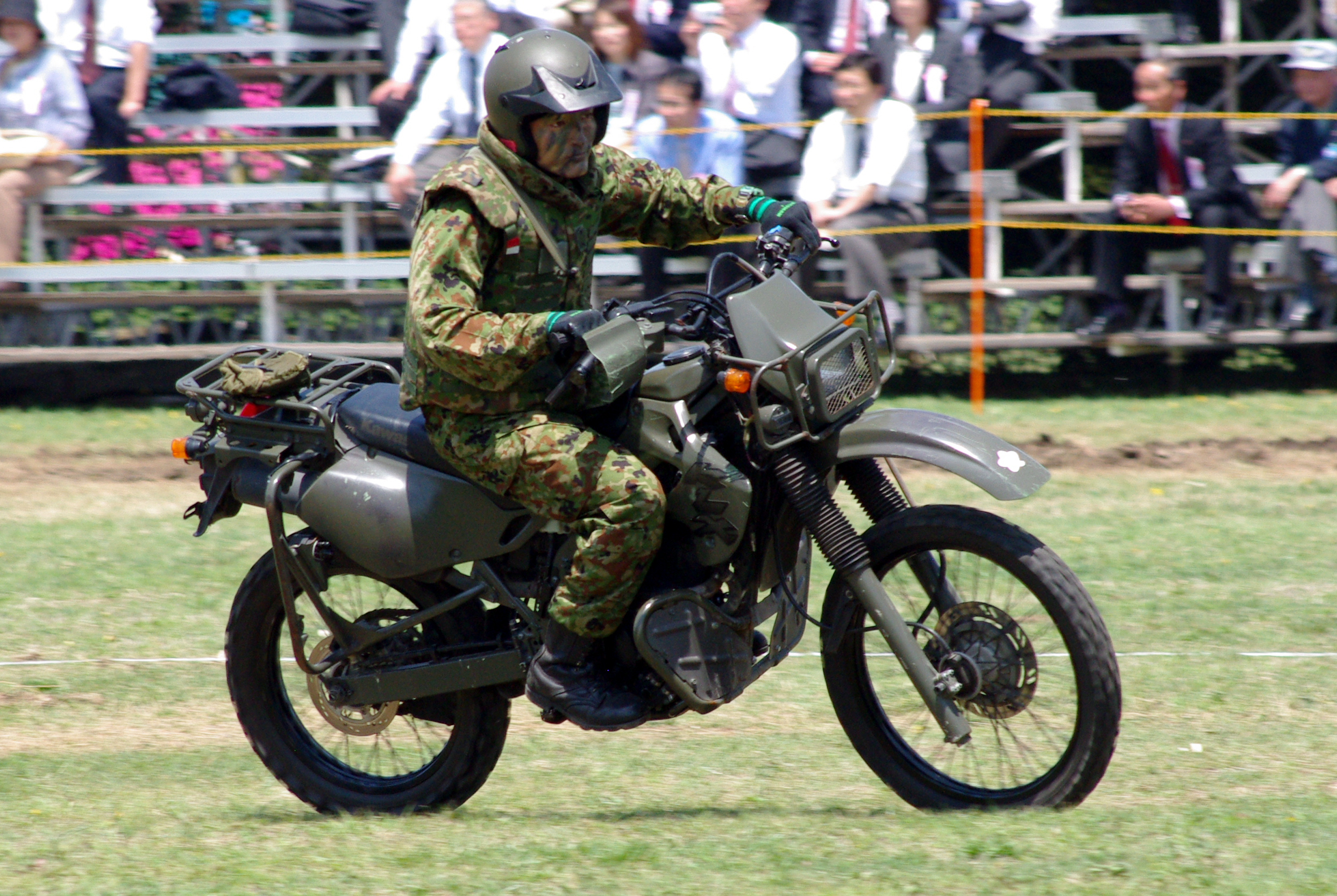
偵察用オートバイの現行車種、カワサキ・KLX250
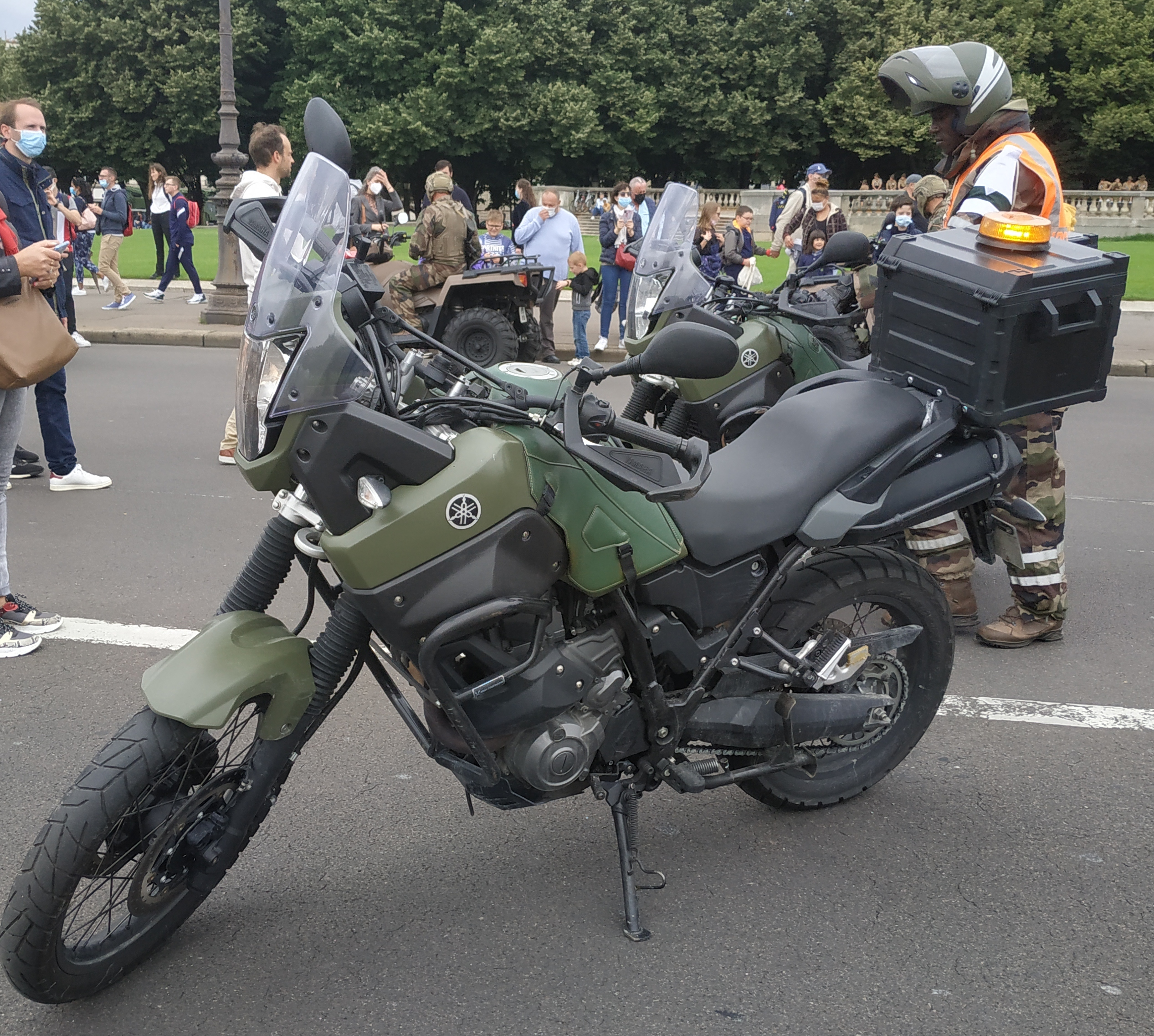
フランス軍のヤマハ・XT660テネレ

## 競技用
オンロードレースやオフロードレースに関わらず、競技用の車両として一般向けに市販される完成車で、コンペティションとも呼ばれる。保安部品を備えず、登録書類は発行されないのが一般的である。競技車両規則に基づいて製造販売される物もある（ホモロゲーション）。輸入車両については、通関証明書類を提示し保安部品を備えれば正規に車両登録することが可能で、公道走行も行える場合がある。このことから、日本でも販売している競技用車両を海外から輸入（いわゆる逆輸入）して公道走行仕様にする業者もある。
ポケットバイクと呼ばれる、1970年代に日本で誕生したミニチュアサイズのオートバイや、ホンダ・QR50やヤマハ・PW50のように子供用として設計されたモデルもある。

## その他
- 折畳式バイク

自動車に折り畳んで積載することを目的としたバイク。三輪のものは原付三輪として扱われる。ホンダ・モトコンポが代表的である。

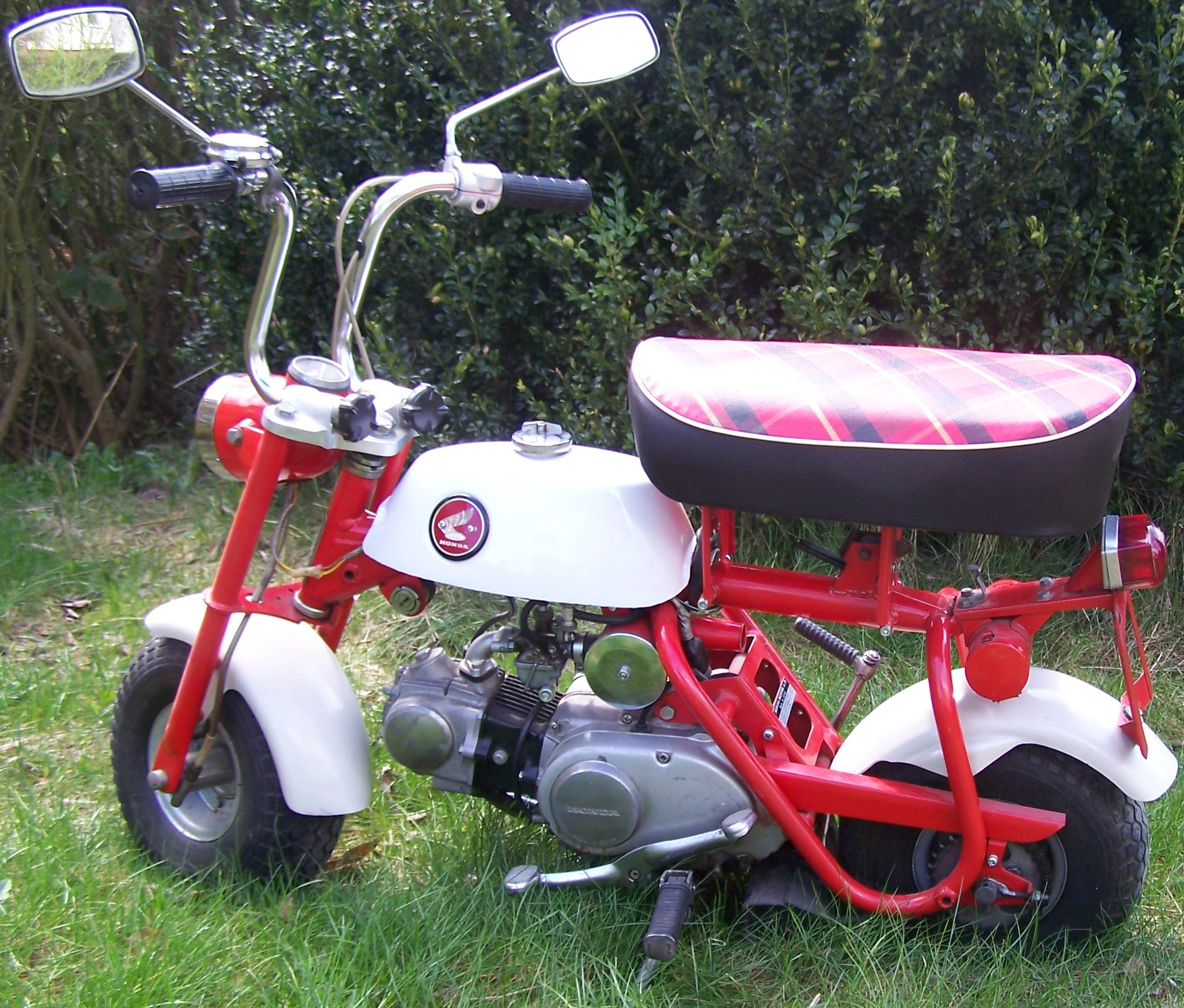
ホンダ・モンキー
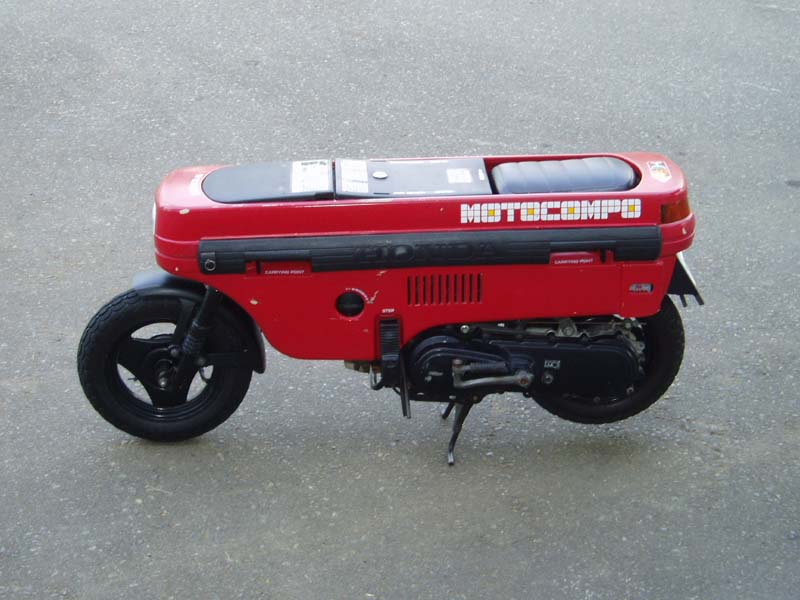
ホンダ・モトコンポ
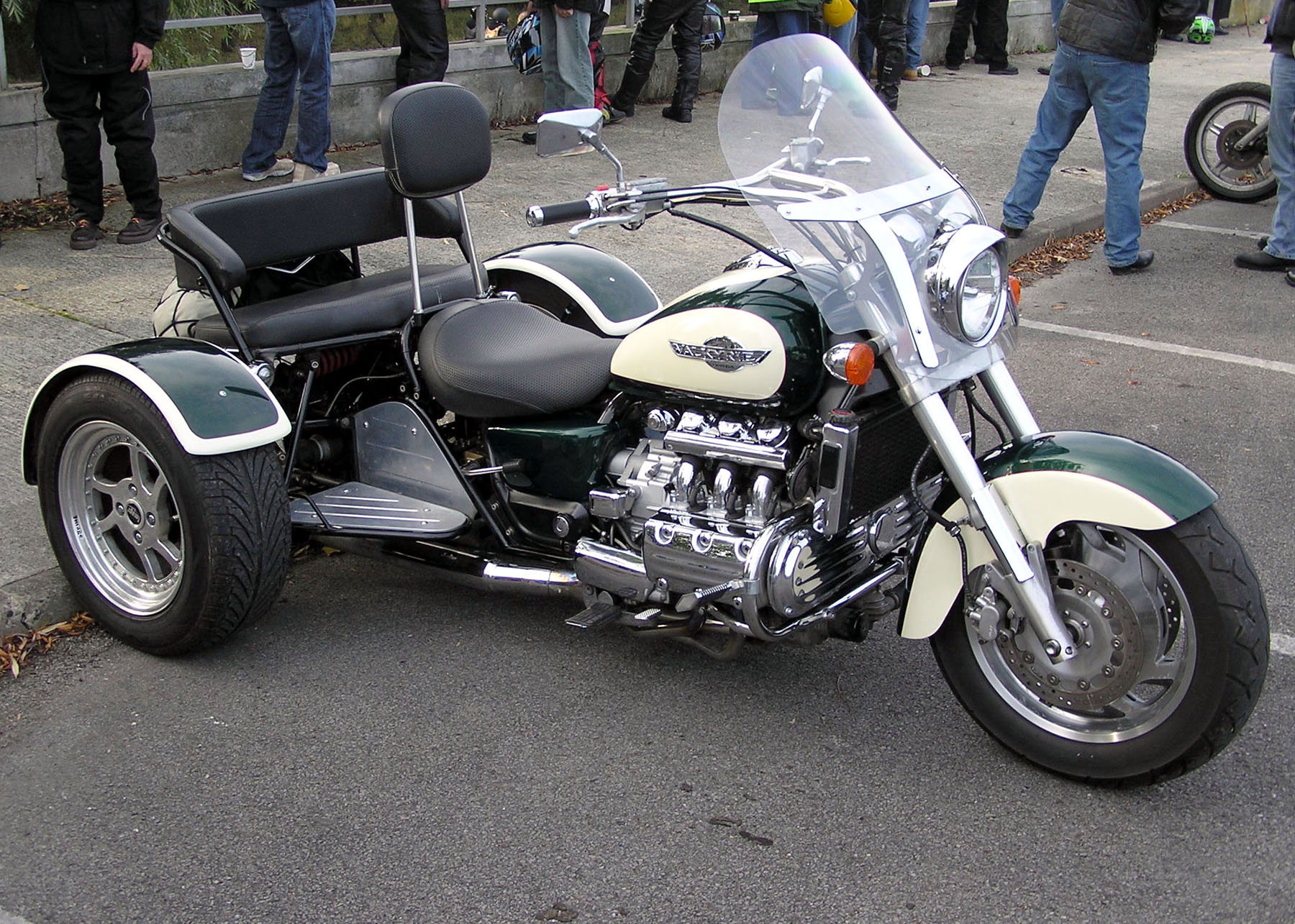
トライク
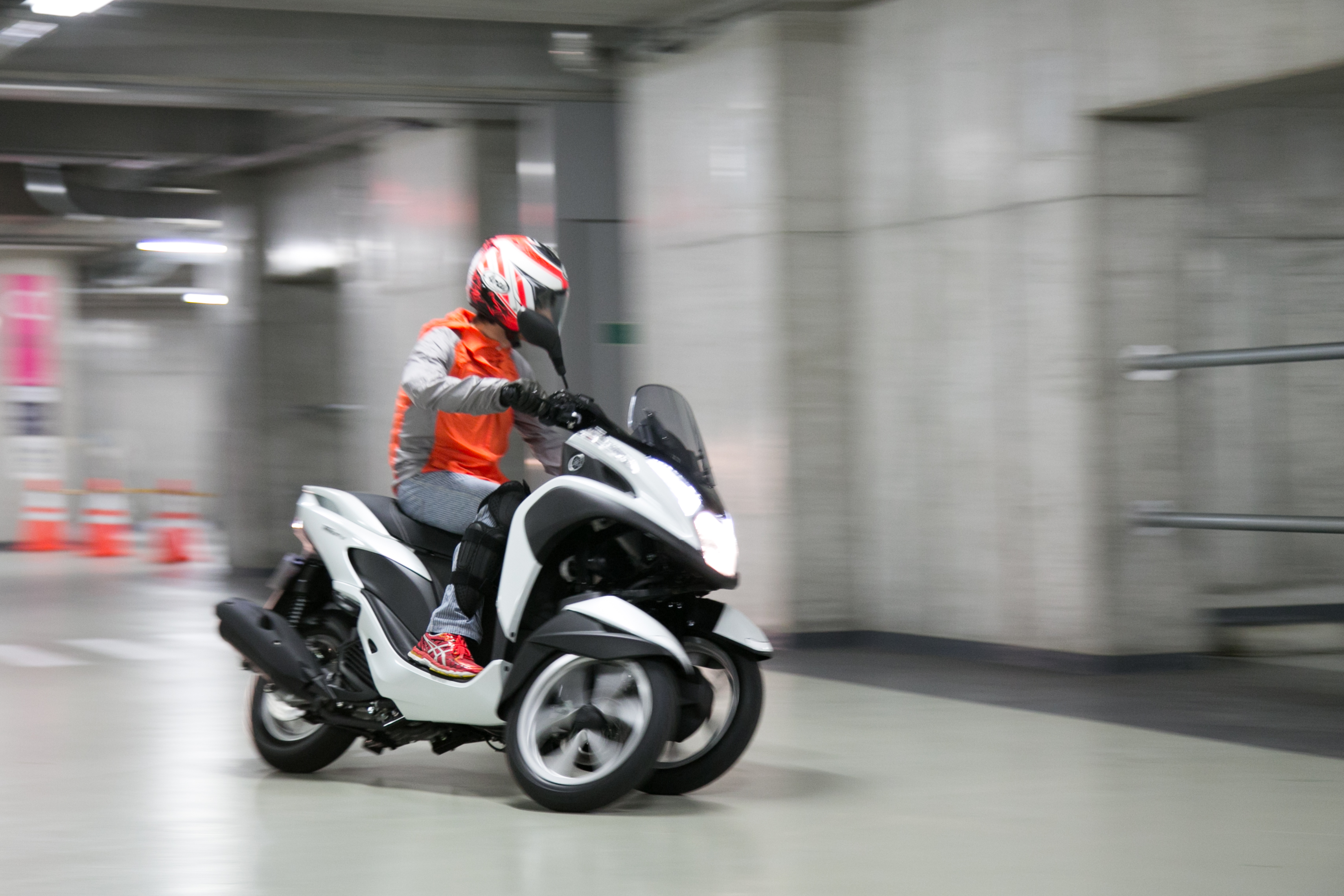
特定二輪車
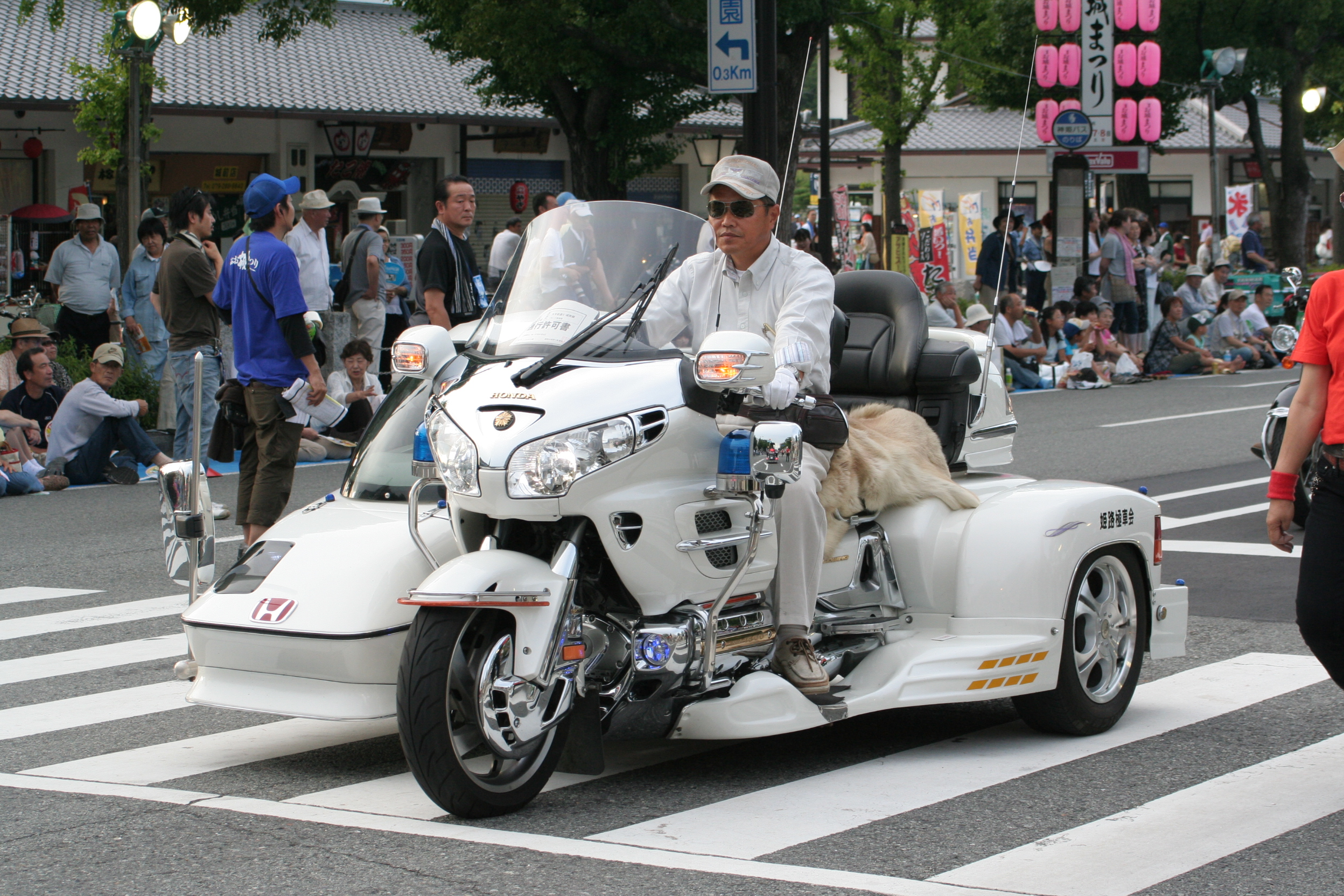
トライク、さらにサイドカー付き
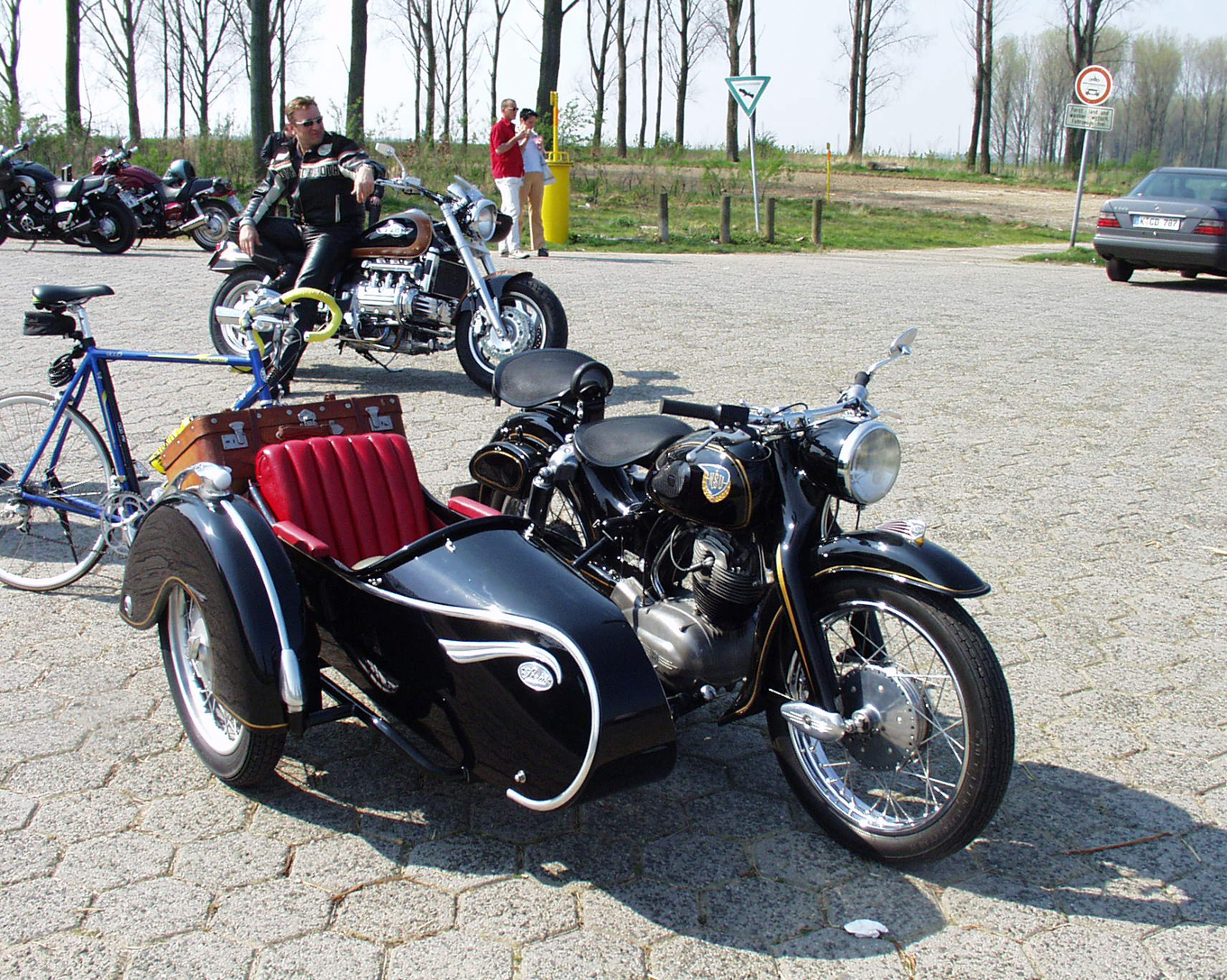
サイドカー
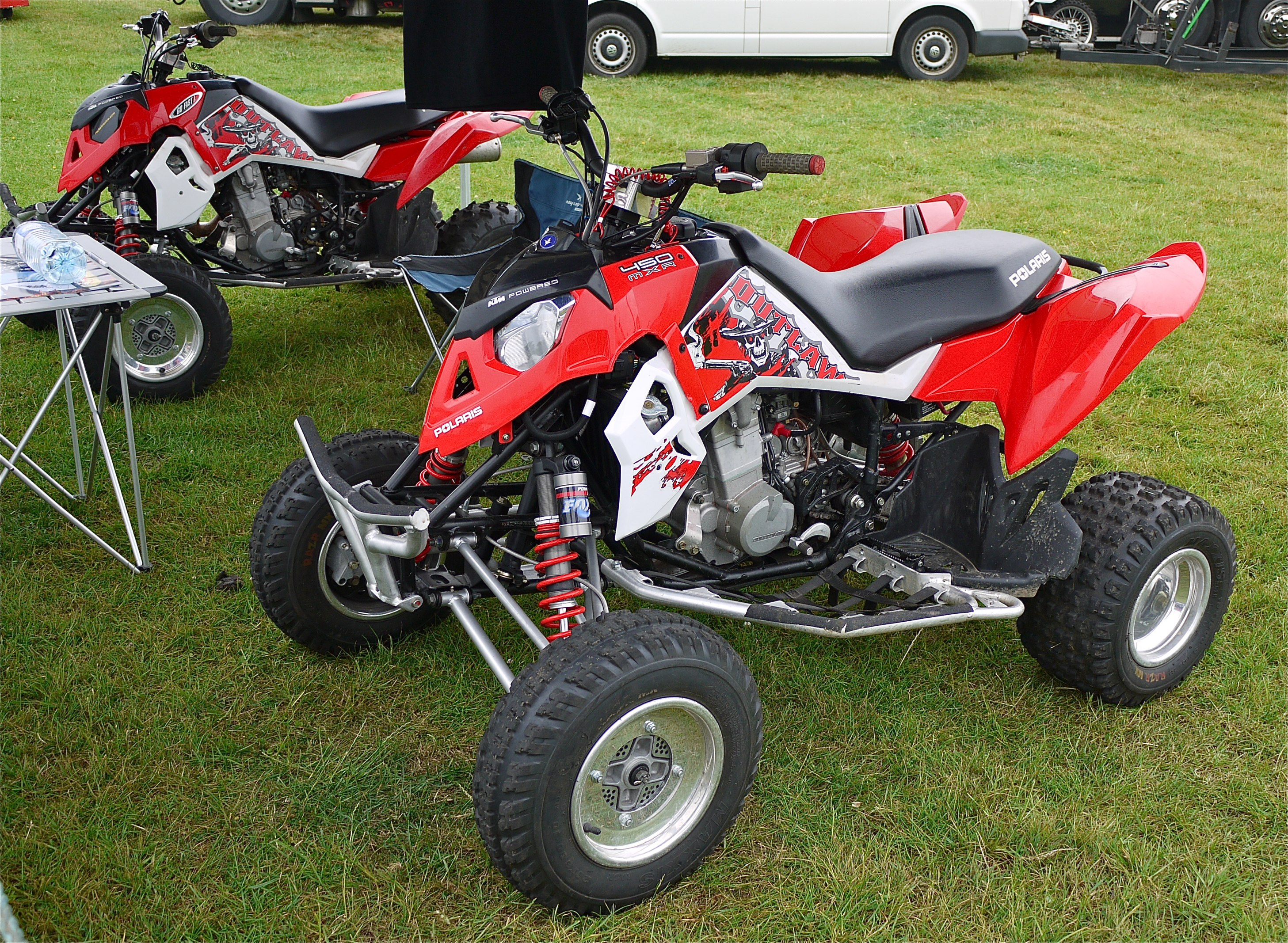
全地形対応車
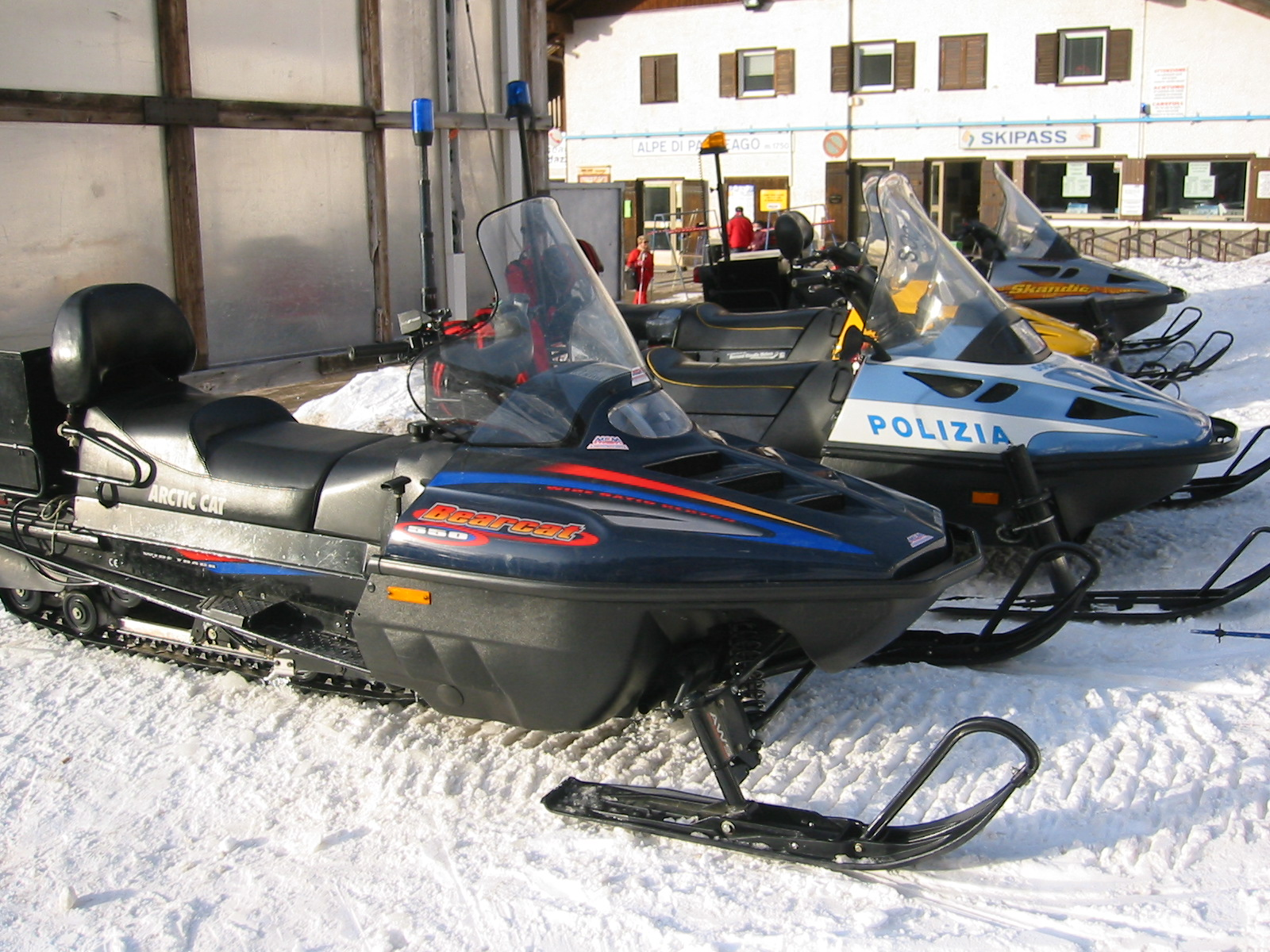
スノーモービル
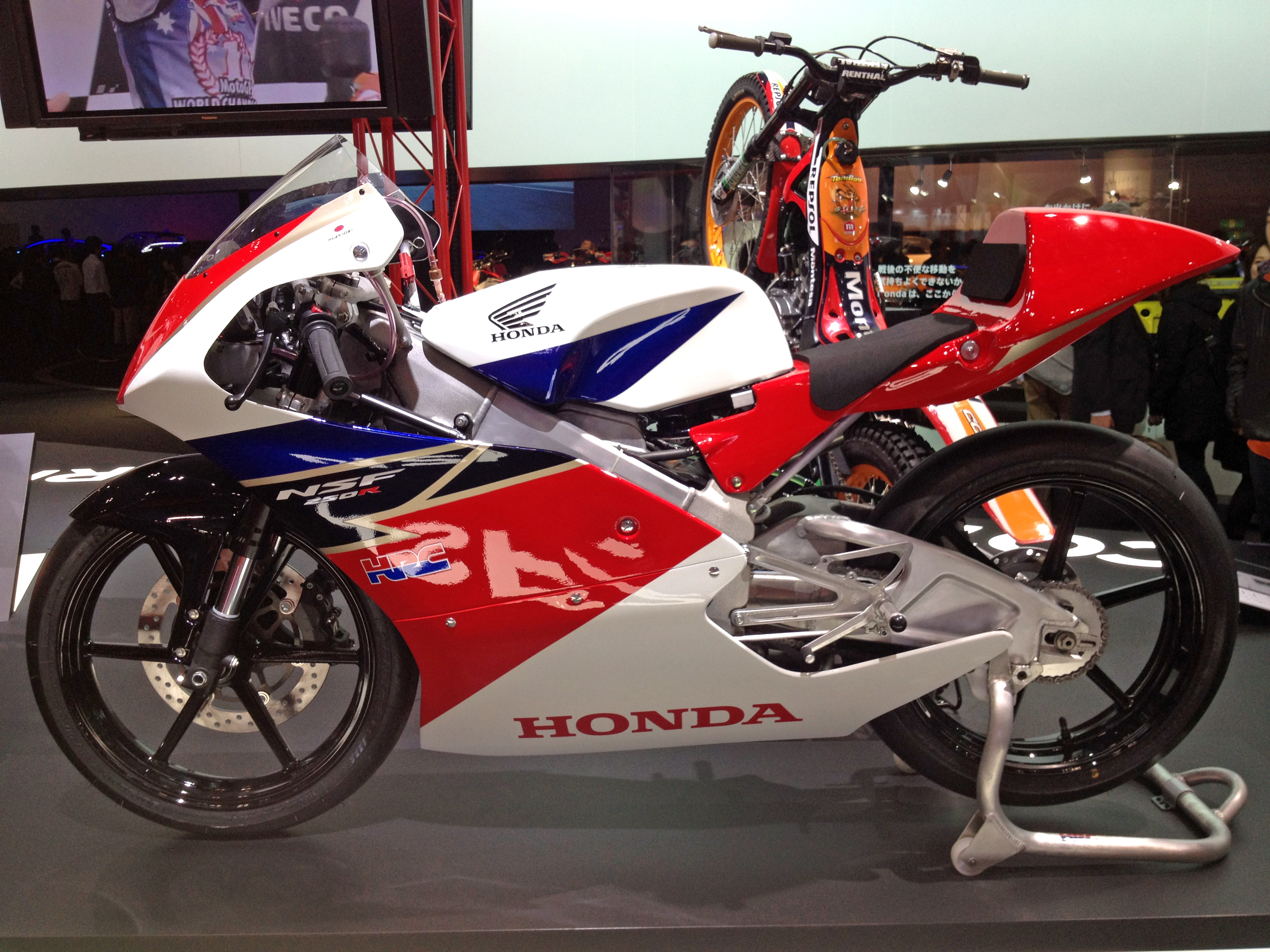
レーサーベース車両
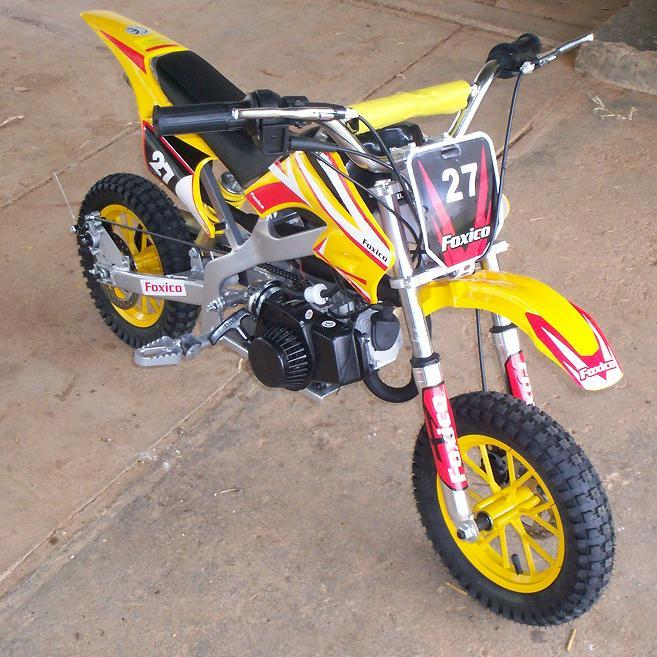
オフロード用のキッズバイク

3輪のオートバイをこのように呼ぶ場合がある。日本ではトライクは三輪自動車であるので通常は普通自動車に分類されるが、後述の内閣総理大臣が指定する三輪以上のものや特定二輪車に該当する場合は、普通自動車ではなく原動機付自転車ならびに自動二輪車として扱われる。
- 内閣総理大臣が指定する三輪以上のもの（原付三輪）

日本の法律におけるトライクの種類。50cc未満並びに0.6kW未満の3輪のオートバイ（自動二輪車を除く）であって、内閣総理大臣が定める条件を満たす車両について法律の適用においては、原動機付自転車として扱われる。ホンダ・ジャイロなどがある。
- 特定二輪車

日本の法律におけるトライクの種類。3輪のオートバイ（原動機付自転車を除く）であって、内閣総理大臣が定める条件を満たす車両について法律の適用においては、自動二輪車として扱われる。ヤマハ・トリシティ（2014年発売）などがある。
- サイドカー

バイク（オートバイ、自転車）本体に平行して、一輪の車台を取り付けたもの。側車とも呼ばれる。競技用のものは一体型。
- 全地形対応車

道路以外の地形も走ることを想定して設計された3輪または4輪の乗り物で、オートバイと同様の乗車装置や構造を持つ。ATVと略称されたり、日本ではバギー、海外では3輪のものはトライク、4輪のものはクアッドとも呼ばれる。
- クアッド

4輪のオートバイをこのように呼ぶ場合がある。日本ではクアッドは50cc並びに0.6kW以下のみミニカーとして扱われている。
- スノーモービル

雪上を走らせる乗り物で、オートバイと同様の乗車装置や構造を持つ。
- スノーバイク

スノーモービルと同様に雪上を走らせる乗り物で、オフロードバイクの車体を用い、タイヤの代わりにそりと無限軌道を装着したもの。
- 水上オートバイ

水上を走らせる乗り物で、オートバイと同様の乗艇装置や構造を持つ。
- 電動自転車、電気自転車

電動機を動力として走行可能な自転車（のようなもの）。 ペダルを漕ぐことが不可欠な電動アシスト自転車とは区別される。出力の大きなもの（もしくはオートバイに見えるもの）は 電動バイク。 定格出力で原付登録または軽二輪登録が必要となるため、原付免許もしくは二輪免許が必要である。
- 電動バイク

電動機を動力として設計されたもの。電動自転車と明確な区別は無い。2輪のものから上記のものまで様々ある。主にスクーターが多いが、スポーツタイプ、ビジネスタイプ、折り畳み式もある。大半がATであるが、ビクトリー・エンパルスのようなMTも一部存在する。ガソリンのオートバイから吸排気部分を取り出しコンバートEVに改造したり、自転車を改造し、電動機を装着して原付、軽二輪登録をしているものもあるため、原付免許または二輪免許が必要である。
- 立ち乗りスクーター

キックスケーターやセグウェイのように立ったまま乗車可能なスクーターの一種。電動機や内燃機関を動力として走行可能なものは原動機付自転車または自動二輪車として扱われる。
- モノホイール（英語版）、一輪バイク

一輪の大きなホイールの中に運転者が乗り込むタイプの一輪車で、多くは原動機付（「 漫画「W3」「GANTZ」、アニメ映画 「スチームボーイ」に登場）でオートバイの一種と考えられる。19世紀から作られ、現在は主に娯楽用。日本では公道走行禁止。速度記録は98km/h。
また、電動一輪車（自立安定一輪車参照）も広義では電動自転車。
- 空飛ぶバイク

空中を飛行する乗り物でオートバイと同様の搭乗装置や構造を持つ。
- 水陸両用バイク

水上と陸上を走行できるバイク。トライクや全地形対応車のものもある。
- ケッテンクラート

1本の前輪で操舵し、2本の無限軌道で駆動し軍用車両の運転席を備えた半装軌車。
- オート三輪

三輪構造の自動車であるが、運転席はオートバイと同じ構造を持っているものもある。
- 水中スクーター

握手式でスクリューを備えたものが多いが、運転席を備えたスクーターと同じ構造を持っているものもある。
- ホンダ・モンキー
- ホンダ・モトコンポ
- トライク
- 特定二輪車
- トライク、さらにサイドカー付き
- サイドカー
- 全地形対応車
- スノーモービル
- レーサーベース車両
- オフロード用のキッズバイク